# Düsseldorfer Malerschule

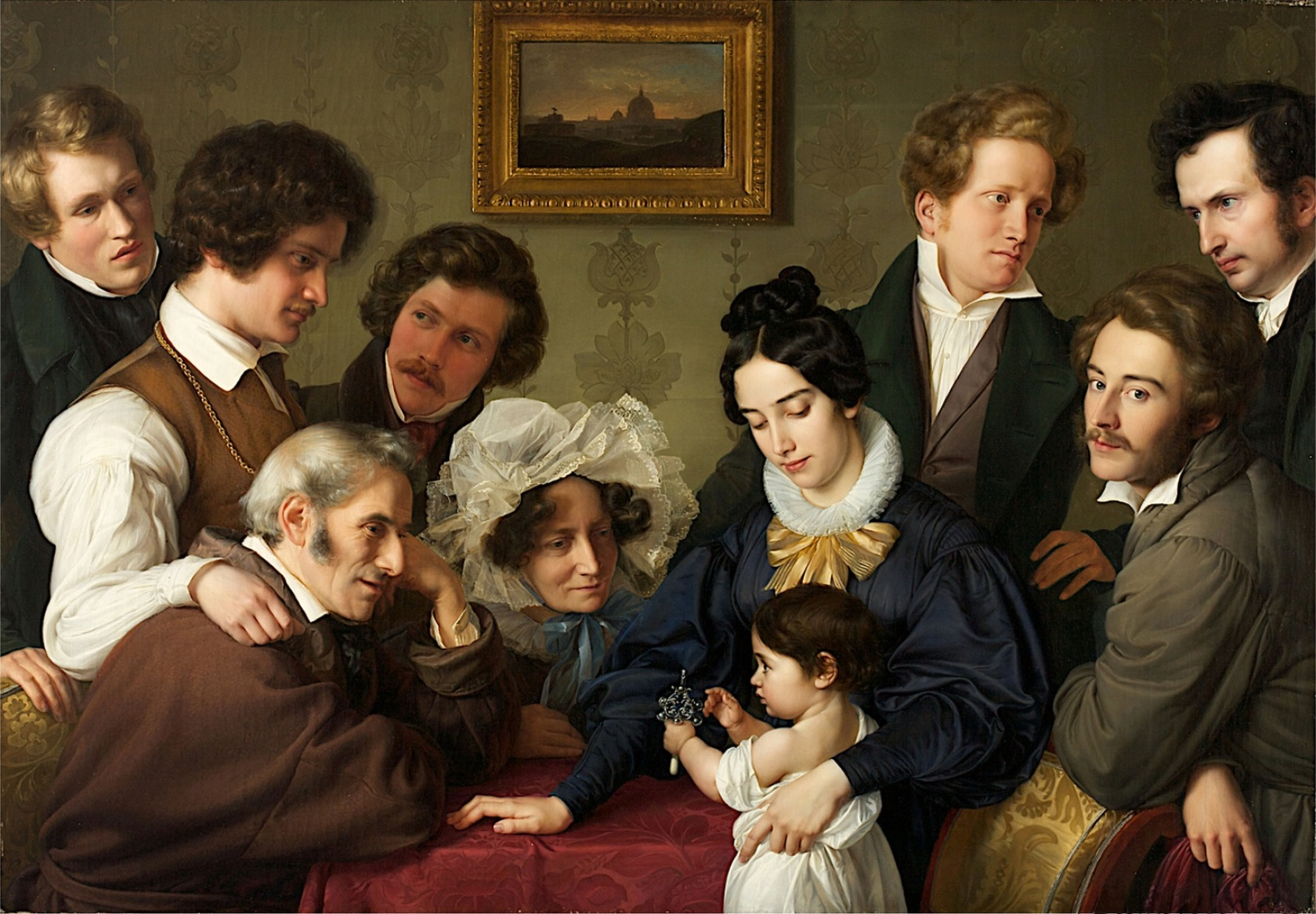
Der Schadow-Kreis (Die Familie Bendemann und ihre Freunde), Gemeinschaftsarbeit von Eduard Bendemann (Zweiter oben links), Theodor Hildebrandt (Dritter oben links), Julius Hübner (unten rechts), Wilhelm von Schadow (rechts oben) und Karl Ferdinand Sohn (Erster oben links), 1830 in Rom begonnen, 1831 in Düsseldorf beendet – Der Künstlerkreis um Schadow gilt als Ursprung der Düsseldorfer Malerschule.

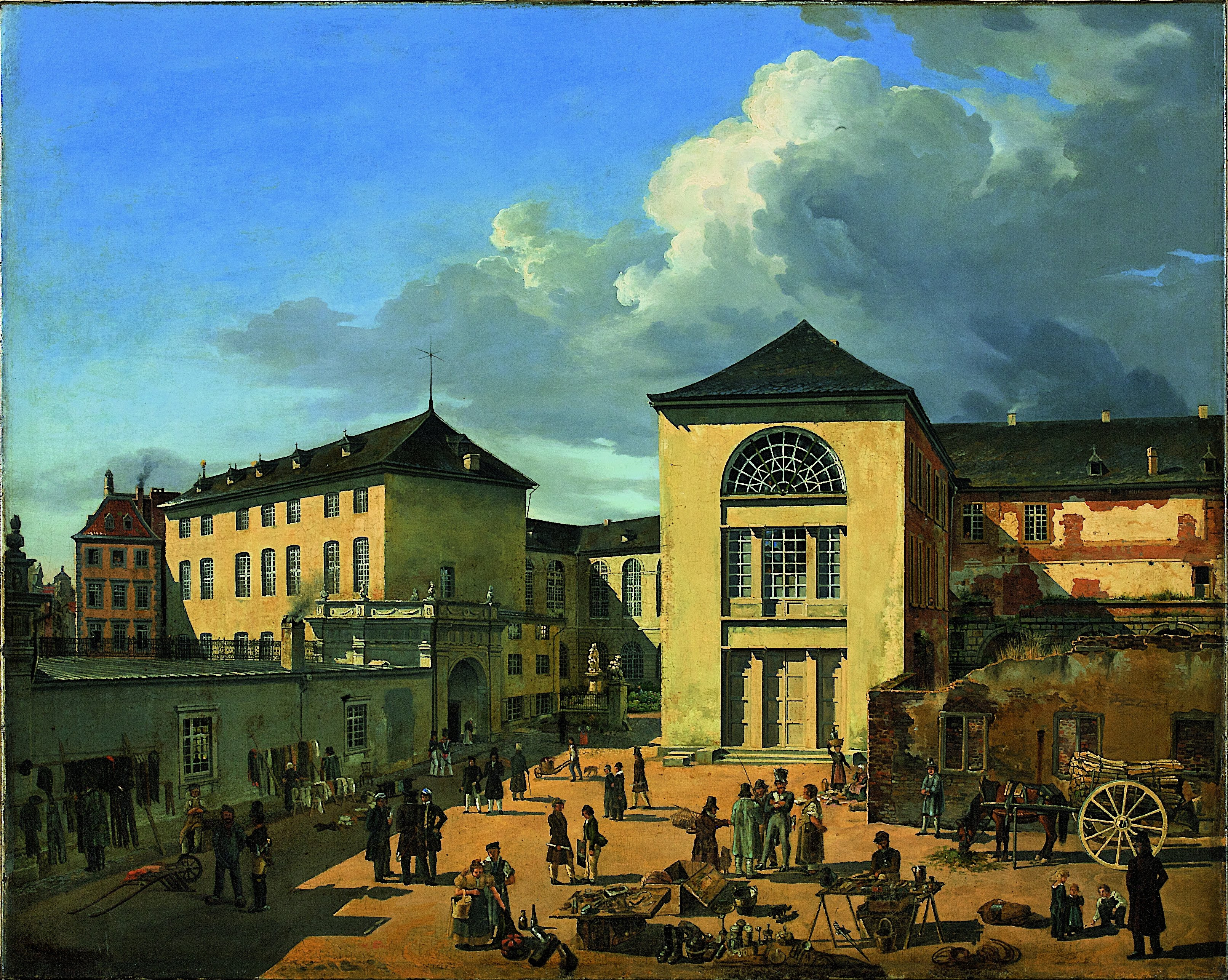
Die alte Akademie in Düsseldorf von Andreas Achenbach, 1831 – Bis zum Brand der Akademie im Jahr 1872, dem in den Jahren 1875 bis 1879 ein Neubau der Kunstakademie Düsseldorf folgte, waren das Düsseldorfer Schloss und dessen Galeriegebäude das Zentrum der künstlerischen Ausbildung in Düsseldorf.

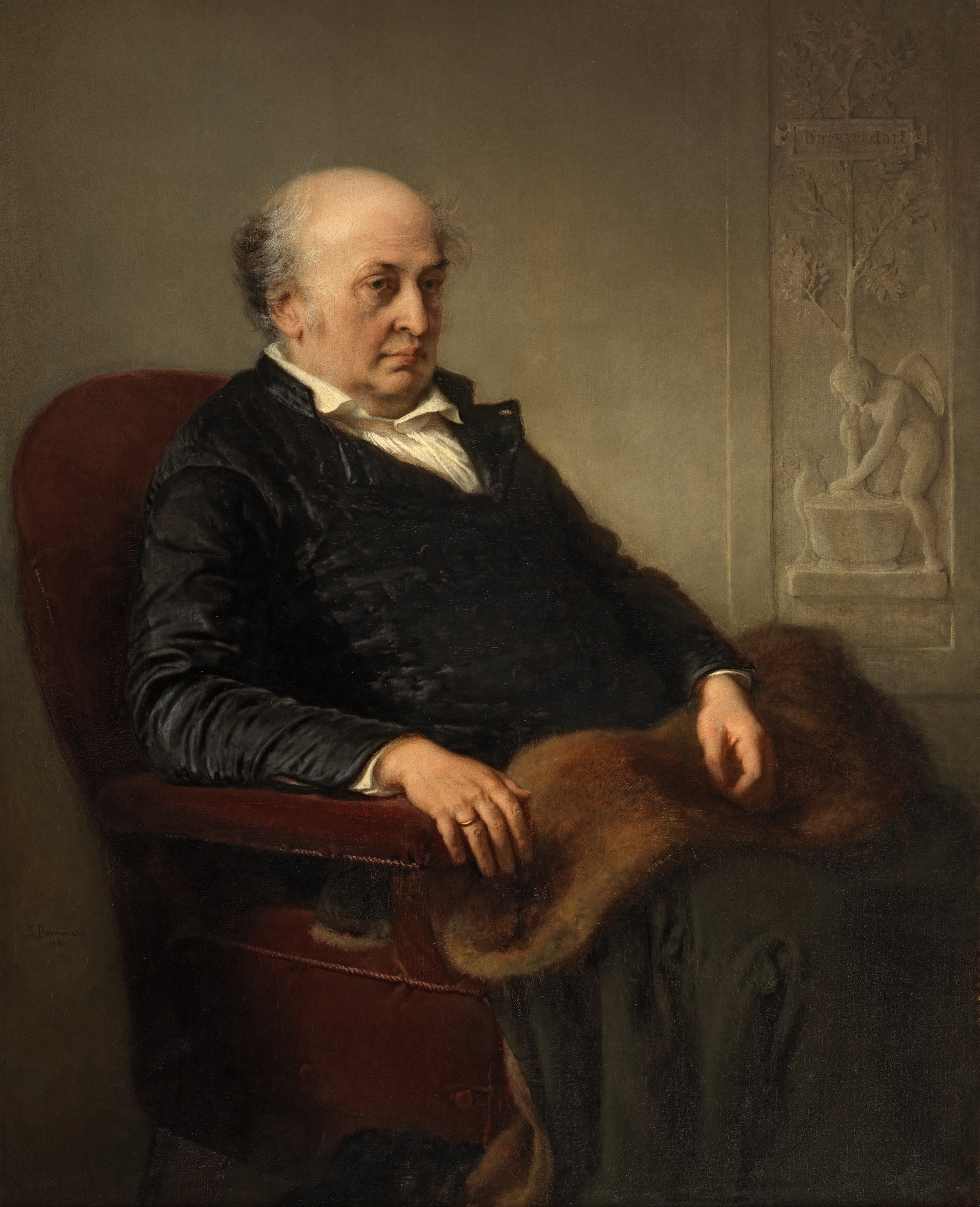
Wilhelm von Schadow, 1860, Königliches Museum der Schönen Künste Antwerpen – Schüler und Schwager Eduard Bendemann symbolisierte in diesem Bildnis die von Schadow begründete Malerschule durch ein Wandrelief mit der Allegorie eines Genius, der einen Baum pflanzt.

Der Begriff Düsseldorfer Malerschule, auch Düsseldorfer Schule, bezeichnet das soziale und kreative Milieu sowie die Bildende Kunst einer Gruppe von Malern, die vor allem im 19. Jahrhundert – etwa von 1819 bis 1918 – an der Königlich-Preußischen Kunstakademie in Düsseldorf ausgebildet wurden, dort gelehrt, von Lehrern der Kunstakademie Privatunterricht genommen oder im nahen Umfeld der Kunstakademie gewirkt haben.
In den Jahren 1828 bis 1837 wurde der Begriff von Romeo Maurenbrecher, August Hagen, Atanazy Raczyński, Friedrich von Uechtritz und Anton Fahne etabliert. Von der weiteren kunsthistorischen Forschung wurde er übernommen und näher charakterisiert. Hinsichtlich eines zeitlichen Rahmens wird die durch Irene Markowitz angesetzte Periode von 1819, dem Jahr der preußischen Neugründung der Düsseldorfer Akademie, durch das „Lange 19. Jahrhundert“ bis zum Ende des Ersten Weltkriegs im Jahr 1918 allgemein zugrunde gelegt. Die Künstler nutzten den Begriff als Dachmarke für die Vermarktung der Bilder, die Händler bis heute. Die Düsseldorfer Malerschule entwickelte sich zu einem ortsunabhängigen Phänomen und war nicht auf einen einheitlichen Stil beschränkt. Ihr werden rund 4000 Künstler zugeordnet.
Die ersten Akademiedirektoren, Peter von Cornelius, besonders aber Wilhelm von Schadow, prägten die anfänglich engere Ausrichtung der Lehranstalt im Sinne der Nazarenerbewegung und des Klassizismus. Die Themen, die sie nach der klassischen Genrehierarchie ordneten, umfassten die der Mythologie, des Christentums, wichtige historische Themen sowie die Landschaftsmalerei. In jener Zeit, die kulturgeschichtlich auch als Biedermeier bezeichnet wird, machte sich die Strömung der Romantik in Deutschland breit und hielt ihren Einzug in der Akademie. Als ihr Markenzeichen identifizierten Kunstkritiker schon bald eine „Seelenmalerei“, einen typischen Hang zur Elegie und zur Darstellung der Psyche. Unter dem Einfluss des Vormärz erweiterte sich das Programm der Akademie und ihres künstlerischen Umfeldes in der Breite zeitgenössischer Strömungen, so dass auch einer realistischen, gesellschaftskritischen Kunstauffassung sowie der Landschafts- und Genremalerei mehr Raum und Geltung zukamen. Unter den Bildthemen und Stilen der Malerschule sind Historienmalerei, Landschaft, Genre und Stillleben in allen Facetten vertreten, die in der bürgerlich bestimmten Kunst des 19. Jahrhunderts eine Rolle gespielt haben.
Durch Rezensionen, Veröffentlichungen und Ausstellungen, durch die Verbreitung der Werke über den internationalen Kunstmarkt, insbesondere nach London, Amsterdam, Brüssel, Paris, Chicago und New York, durch Reisen, weitverzweigte freundschaftliche und familiäre Verbindungen sowie durch die teilweise globalen schulischen und beruflichen Karrieren ihrer Protagonisten strahlte das Schaffen der Düsseldorfer Malerschule weit aus, vor allem im Zeitraum zwischen 1830 und 1870, durchaus aber auch in späteren Jahrzehnten des 19. Jahrhunderts. Weltweit gaben die in Düsseldorf geschulten Maler ihre künstlerischen Techniken, Haltungen, Lehrmethoden, Sujets, Topoi und Diskurse weiter, in anderen Kunstakademien und in den aufkommenden Künstlerkolonien. Insbesondere die Düsseldorfer Historien-, Landschafts- und Genremalerei war viele Jahre führend und stilbildend. Die internationale Reputation der Düsseldorfer Malerschule unter künstlerischen Bildungsstätten Deutschlands wurde erst wieder durch das Bauhaus übertroffen. In der Zeit ihrer frühen und größten Blüte vom Ende der 1820er bis zum Ende der 1830er Jahre lag die Düsseldorfer Malerschule nach Ekkehard Mai mit der Malerei in Paris fast gleichauf, in ihrer fortschrittlichen Historienmalerei noch vor den Kunstzentren Antwerpen und München.

## Geschichte

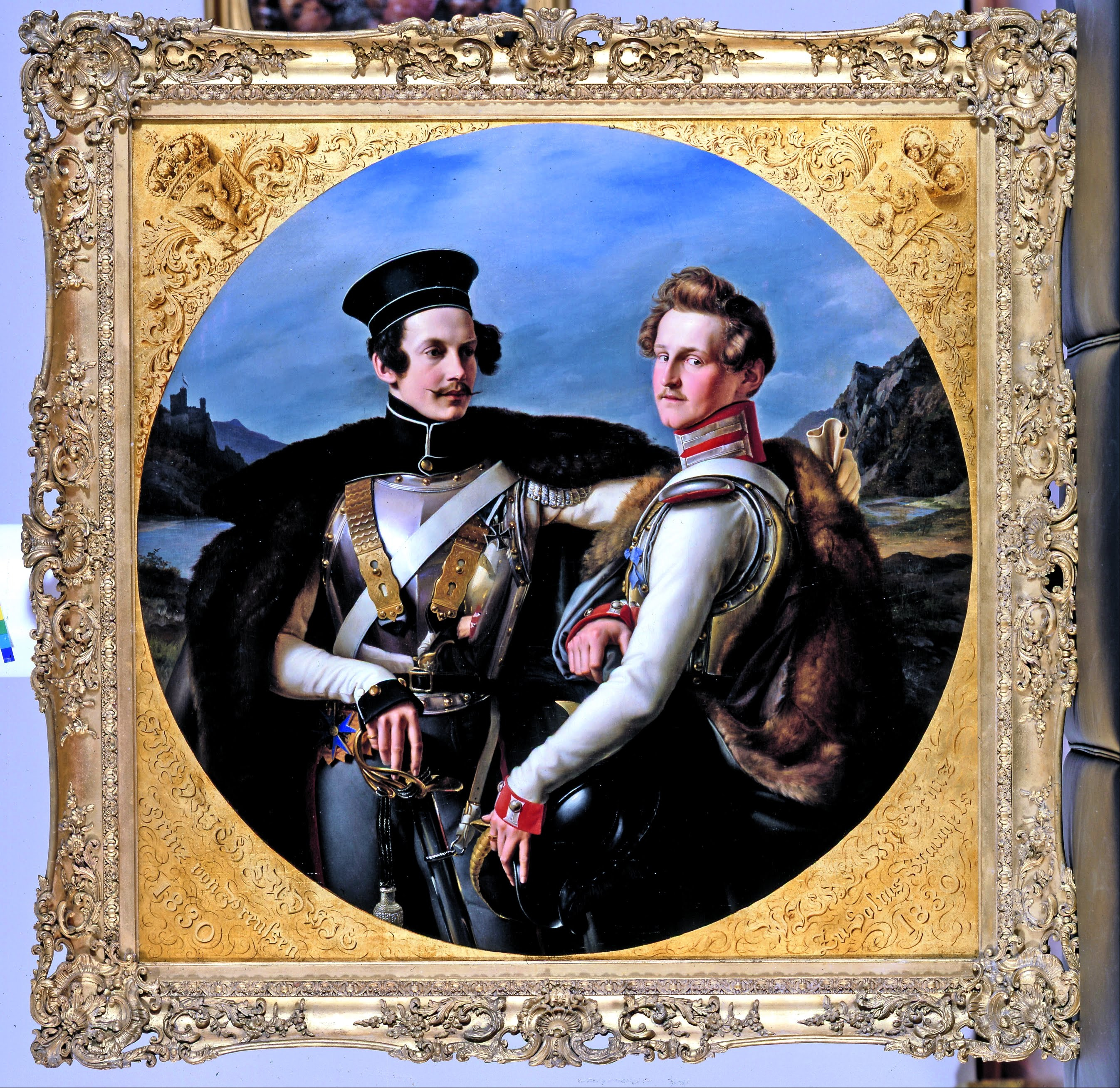
Doppelbildnis der Prinzen Friedrich von Preußen und Wilhelm zu Solms-Braunfels in Kürassieruniformen von Wilhelm von Schadow, 1830 – Prinz Friedrich war als Divisionskommandeur der höchste Vertreter des preußischen Königshauses in Düsseldorf. Wie seine Gattin galt er als äußerst kunstinteressiert. Seine Mittelalterbegeisterung machte ihn zu einem Anhänger der Ritter-, Burgen- und Rheinromantik des 19. Jahrhunderts. Er fungierte als Schirmherr des kulturellen Lebens der Stadt und der Rheinprovinz.

Am 9. März 1819 wurde die Düsseldorfer Kunstakademie, die in der Zeit der Koalitionskriege und des Großherzogtums Berg einen deutlichen Niedergang erlebt hatte, durch König Friedrich Wilhelm III. als Königlich Preußische Akademie neu gegründet. Diese Maßnahme war nicht nur als ein bloßer Akt preußischer Kunstpflege und Bildungspolitik gedacht, sondern wurde als eine der primär identitäts- und innenpolitisch motivierten Maßnahmen zur Befriedigung des rheinischen Bürgertums gegenüber der preußischen Krone veranlasst. Ein Großteil der Rheinlande waren als Folge des Wiener Kongresses 1815 nach Preußen eingegliedert worden. Unter deren überwiegend katholischer, demokratisch gesinnter Bevölkerung, deren wirtschaftsbürgerlich geprägte Führungsschicht im neuen, nunmehr auch im Westen Deutschlands verankerten Staat selbstbewusst auftrat, weil es zu dessen Steueraufkommen so stark wie keine andere Provinz beitrug, hatte sich das Gefühl breit gemacht, „Musspreußen“ zu sein. Das ferne Berlin entschloss sich daher, diesem Problem durch ein Bündel kultur- und bildungspolitischer Maßnahmen zu begegnen, insbesondere im Bereich der Hochschulpolitik durch die Gründung von Hochschulen und Universitäten. So ebneten die Leiter der neugegründeten Akademie, Peter von Cornelius, Direktor zwischen 1819 und 1824, und vor allem sein Nachfolger, Wilhelm von Schadow, Direktor von 1826 bis 1859, den Weg zu einer national führenden und international beachteten Kunsthochschule, die auch auf junge Künstler aus dem Ausland eine große Anziehungskraft ausübte. Hierin gefördert wurde die Akademie durch den 1829 gegründeten Kunstverein für die Rheinlande und Westfalen, an dessen Gründung neben Schadow auch Karl Josef Ignatz Mosler, Akademiesekretär und Lehrer für Kunstgeschichte, maßgeblich beteiligt war und der durch Ausstellungen und Verlosungen die Öffentlichkeit an die Kunst heranführte.
Grundlage des „Siegeszugs der Düsseldorfer Malerschule“ war nicht zuletzt der Kunstmarkt, der durch die rege Nachfrage des aufstrebenden rheinischen und westfälischen Wirtschaftsbürgertums wesentlich getragen wurde. Die Gründung eines Städtischen Galerievereins, der sich 1846 den Aufbau einer öffentlichen Kunstsammlung aus Gemälden zeitgenössischer Düsseldorfer Malerei auf die Fahnen schrieb, und spektakuläre Kunstkäufe des Hochadels, aber auch private Kunstgalerien wie die Ausstellungen von Julius Buddeus, Eduard Schulte, Bismeyer & Kraus, Paffrath, Boisserée und der American Art-Union, die Permanente Elberfeld-Barmer Kunstausstellung oder Johann Gottfried Bökers Düsseldorf Gallery, die ab den 1830er Jahren in Düsseldorf, Elberfeld, Köln, Berlin und New York gegründet wurden, sorgten für einen ständigen Absatz und trugen den Ruf der Düsseldorfer Malerschule in die Welt hinaus. In Düsseldorf selbst bildete sich ab ca. 1835 – besonders entlang der Alleestraße und der Ratinger Straße – das erste Galerienviertel des Rheinlands. Weitere Ausstellungsgebäude wie die 1878 bis 1881 errichtete Düsseldorfer Kunsthalle unterstützten eine öffentlichkeitswirksame Präsentation der Bilder. Verfahren der Vervielfältigung über Holz- und Kupferstich sowie Lithografie schufen für die Maler weitere Absatzmöglichkeiten. Besondere Wirkungen gingen in diesem Zusammenhang von dem 1841 gegründeten Verein zur Verbreitung religiöser Bilder aus, der spätnazarenisch geprägte Andachtsbilder von Düsseldorfer Stechern, die von Joseph von Keller geschult worden waren, weltweit vertrieb. Im Zuge des aufstrebenden Kunsthandels und Medienbetriebs und der damit steigenden Nachfrage nach Kunstdrucken und Illustrationen spezialisierten sich auf die Reproduktionsgrafik eine Reihe Düsseldorfer Betriebe, etwa die Kupferdruckerei Schulgen-Bettendorf von August Wilhelm Schulgen, die Anstalt von Richard Brend’amour oder die Firma Arnz & Comp., später Elkan & Comp. Die Dichte des druckgrafischen Gewerbes war in der Mitte des Jahrhunderts so hoch, dass Joseph von Keller 1859 an den Maler Julius Hübner schrieb: „Außer in Paris möchte wohl kaum ein Ort sein, an dem so viele Kupferstecher zusammenwohnen wie in Düsseldorf.“

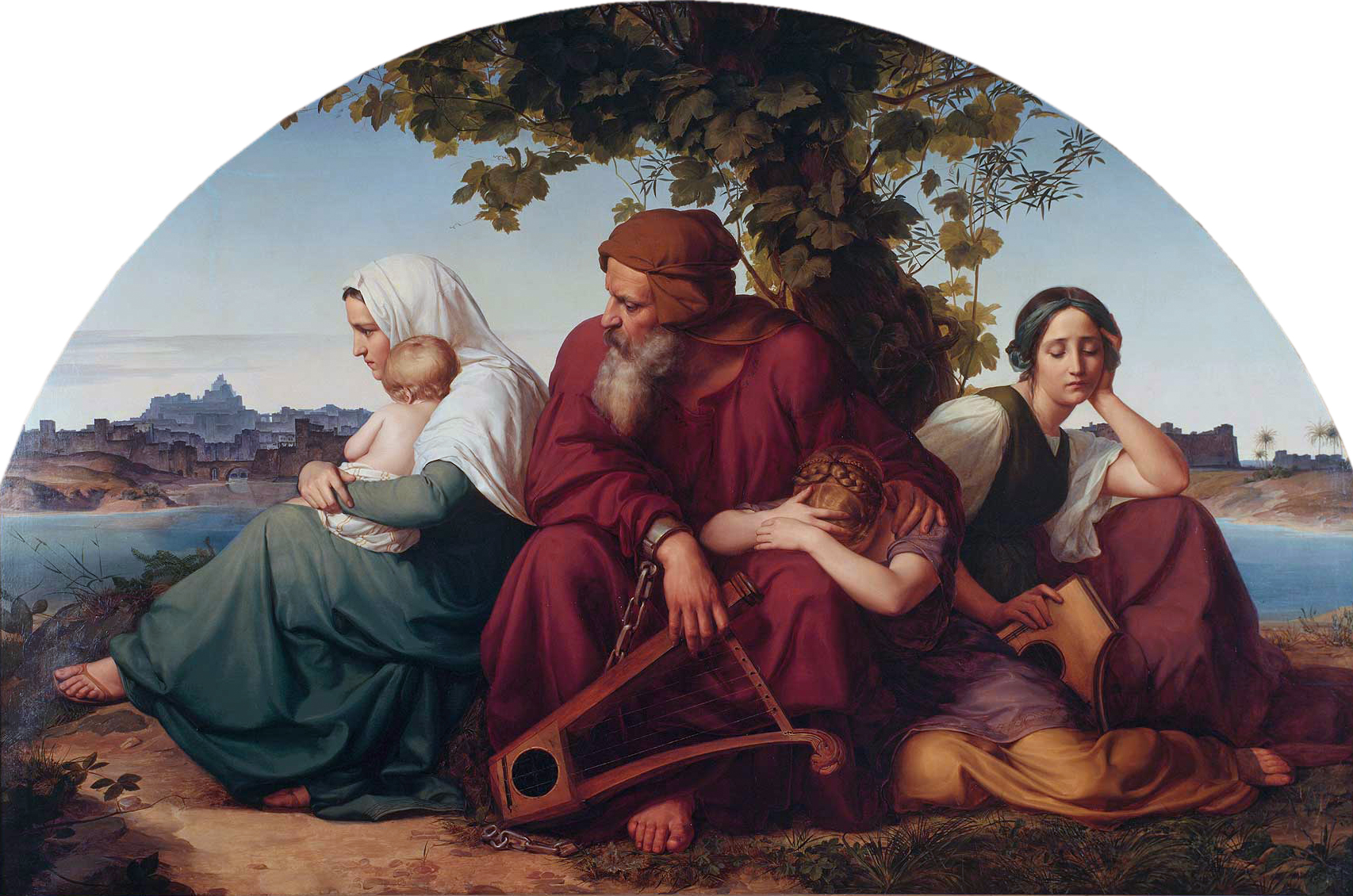
Die trauernden Juden im Exil von Eduard Bendemann, 1832 – Dieses biblische Motiv Bendemanns feierte zunächst große Erfolge, ehe es als typisches Beispiel für das „brütende Sentiment“ der Düsseldorfer Schule in die Kritik geriet.

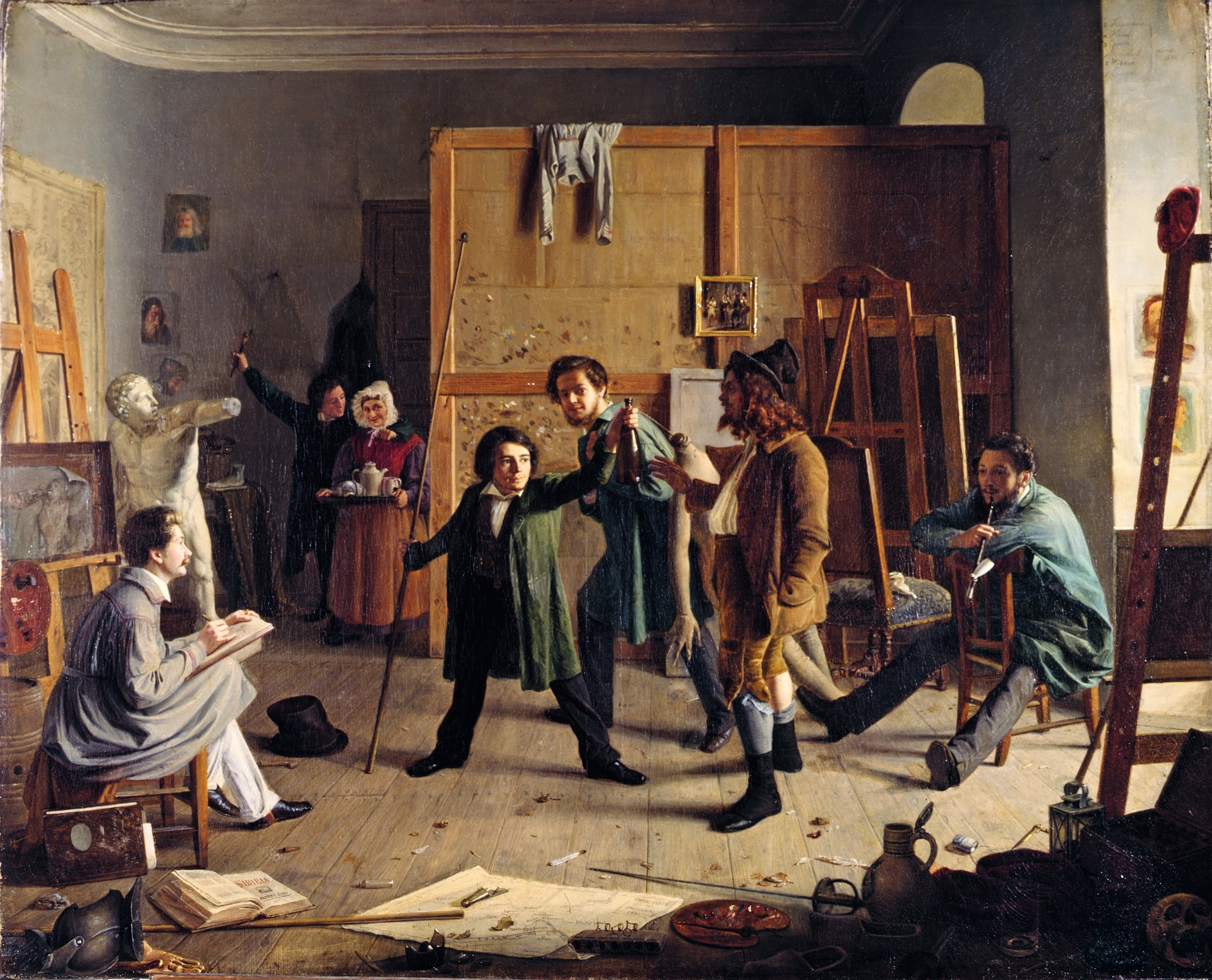
Atelierszene, 1836 – In diesem satirischen Gruppenbildnis, das Studenten bei der Analyse einer Figurenpose in einem chaotisch anmutenden Atelier der Kunstakademie zeigt, nahm Johann Peter Hasenclever den hehren Idealismus und das „brütende Sentiment“ des Düsseldorfer Akademismus auf die Schippe, insbesondere die Theatralik der im gleichen Jahr von Carl Friedrich Lessing gemalten Hussitenpredigt.

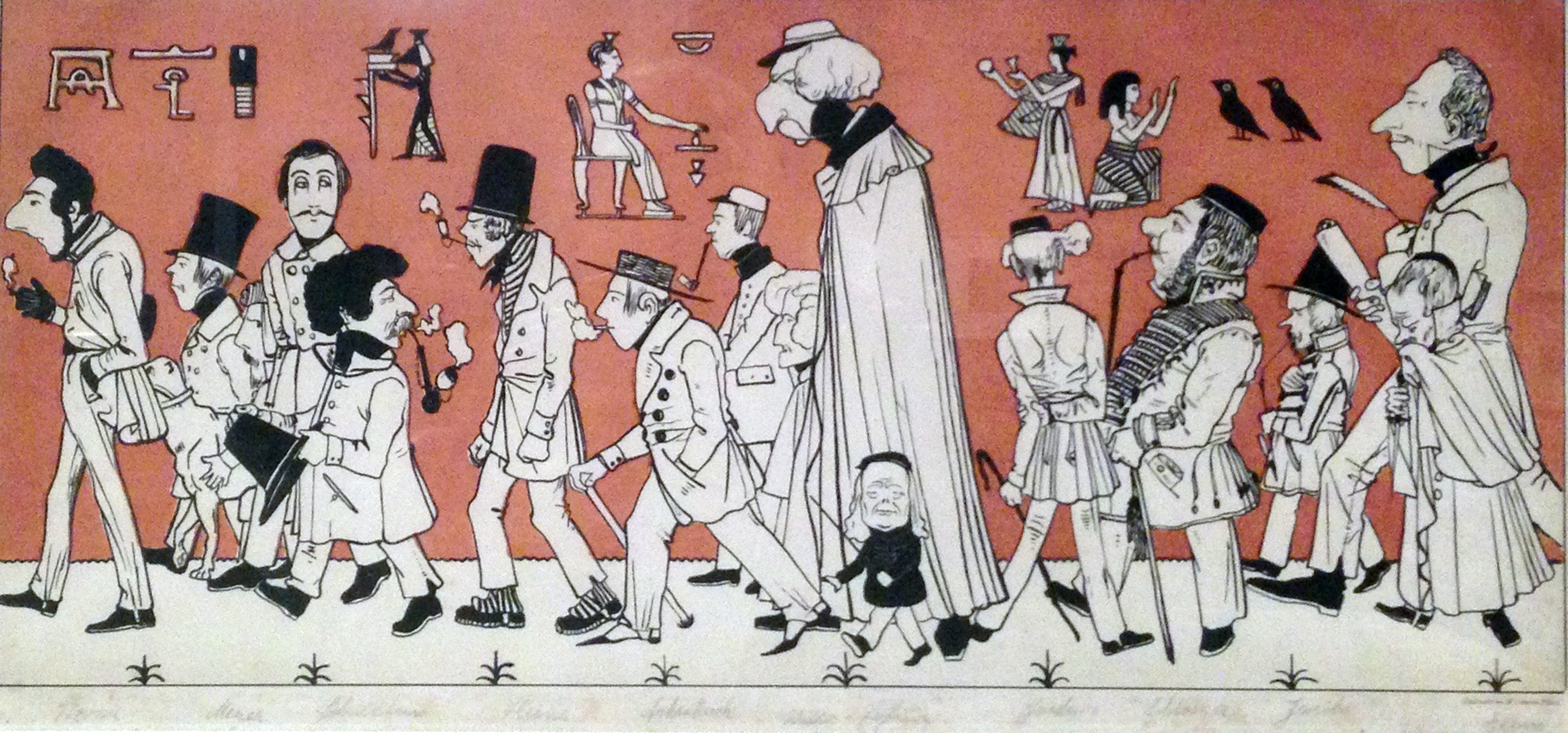
Zug der Düsseldorfer Künstler, Karikatur von Andreas Achenbach, 1837

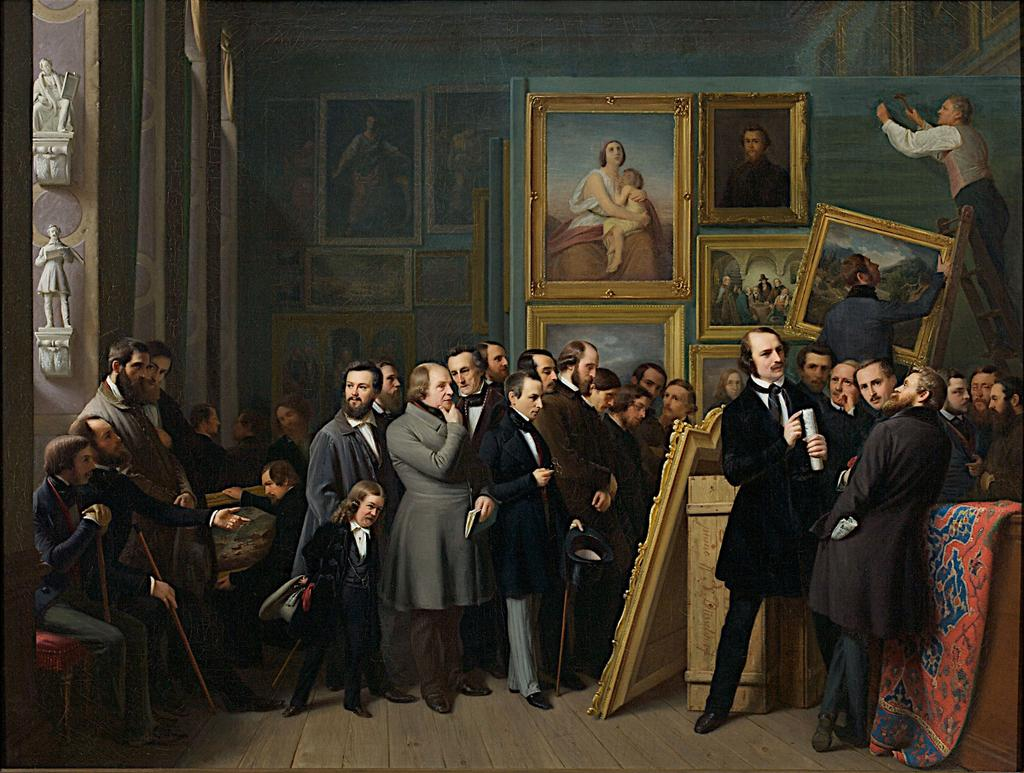
Die Bilderschau der Düsseldorfer Künstler im Galeriesaal von Friedrich Boser, 1844

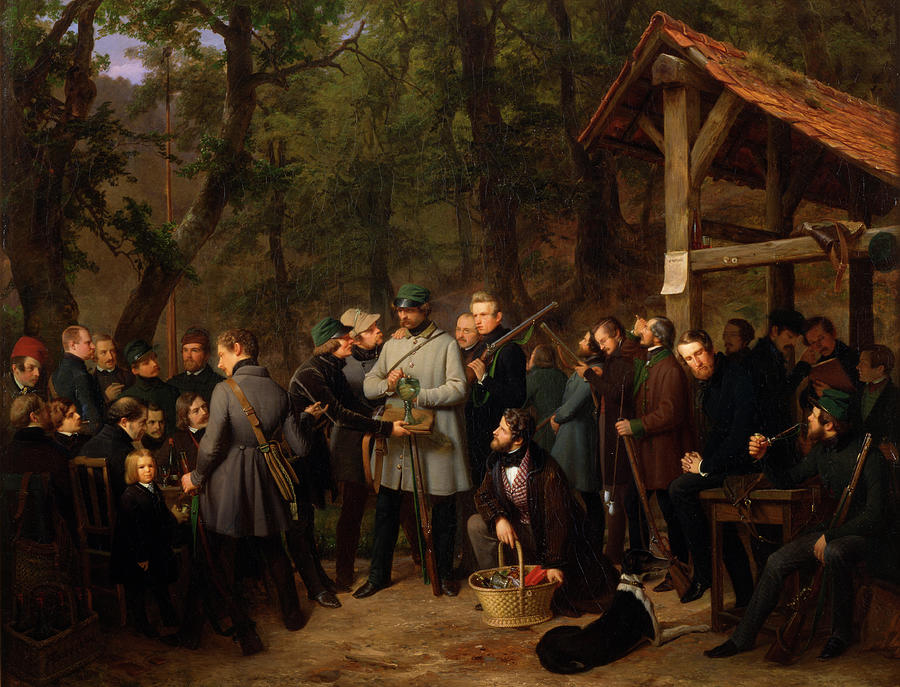
Das Vogelschießen der Düsseldorfer Künstler im Grafenberger Wald von Friedrich Boser, 1844

Ein bedeutender Förderer und früher Sammler der Düsseldorfer Maler war der Berliner Bankier Joachim Heinrich Wilhelm Wagener, aus dessen Schenkung 1861 der entscheidende Impuls zur Gründung der Berliner Nationalgalerie hervorging. 1844 hatte der private Sammler Pierre Louis Ravené mit einem bedeutenden Anteil an Bildern der Düsseldorfer Malerschule die erste öffentlich zugängliche Kunstsammlung Berlins eröffnet. Zur Jahrhundertwende baute der Galerist und Sammler Alfred Flechtheim seine Kollektion und seinen Kunsthandel zunächst mit Werken der Düsseldorfer Malerschule auf. Eine andere Galerie an der Düsseldorfer Königsallee, die die Düsseldorfer Malerschule bis in die 1930er Jahre führte und die Spitzen der Gesellschaft zu ihren Kunden zählte, war die 1913 gegründete Kunsthandlung von Julius und Max Stern. Zeitgenössische Veröffentlichungen von Moritz Blanckarts, Ludwig Bund, Carl Gustav Carus, Anton Fahne, Ernst Förster, Hippolyte Fortoul, Wilhelm Füssli, August Hagen, Georg Wilhelm Friedrich Hegel, Heinrich Heine, Mary Botham Howitt, Wilhelm von Humboldt, Carl Leberecht Immermann, Adolph Kohut, Wolfgang Müller von Königswinter, Adolf Kröner, Franz Kugler, Romeo Maurenbrecher, Hermann Püttmann, Atanazy Raczyński, Adolf Rosenberg, Karl Schnaase, Johann Josef Scotti, Carl Seidel, Karl Leopold Strauven, Ernst Heinrich Toelken, Friedrich von Uechtritz, Friedrich Theodor Vischer, Johann Ferdinand Wilhelmi und Karl Woermann, später auch Richard Muther, Paul Clemen, Walter Cohen und Friedrich Schaarschmidt, machten die Malerschule dem Bildungsbürgertum bekannt. Der erste Kritiker, der die Düsseldorfer Maler, ihr Milieu und ihre Kunst als Malerschule auffasste, war 1828 der Jurist Romeo Maurenbrecher. Bei der weltweit beachteten Kunstausstellung Salon de Paris des Jahres 1864 bemerkte der französische Kritiker Amédée Cantaloube: „An allen Ecken und Enden werden Sie Werke der Düsseldorfer Malerschule finden.“
Das von Schadow entwickelte, vielerorts nachgeahmte Lehrkonzept der Akademie, das den Lehrbetrieb als eine sozial eng vernetzte, hierarchisch gegliederte Künstlergemeinschaft aus Direktor, Lehrern und Hilfslehrern, Meisterschülern und einfachen Schülern auffasste, wies der Historienmalerei den höchsten Rang unter den Fächern zu. Es folgten die Bildnis- (d. h. die Akt- und Porträt-), die Genre- und schließlich die Landschaftsmalerei. Die Genremalerei der Düsseldorfer Schule erfuhr Ende der 1820er Jahre durch den Berliner Eduard Pistorius, der sich an die holländische Malerei des 17. Jahrhunderts anlehnte, entscheidende Anregungen. Erst spät wurde durch Johann Wilhelm Preyer die Stilllebenmalerei als eigenständiges Fach begründet. Zusätzlich wurden Anatomie, Architektur und Kupferstich gelehrt. 1854 wurde eine Professur für Bildhauerei eingerichtet. 1868 kam ein Lehrstuhl für Kunstwissenschaften hinzu. Erst 1874 wurde für die Genremalerei eine Meisterklasse eröffnet und Wilhelm Sohn zum ersten Professor für Genremalerei an der Düsseldorfer Akademie benannt. Ab 1903 bot ein nach Münchner Vorbild eingerichtetes Freiluftatelier der Tiermalerei optimierte Lehrbedingungen. Außerhalb des offiziellen Lehrbetriebs der Düsseldorfer Akademie gaben die Lehrkräfte Privatunterricht. Dieser ermöglichte es im 19. Jahrhundert unter anderem rund 200 Künstlerinnen, sich auf akademischem Niveau ausbilden zu lassen.
Bereits ab Mitte der 1830er Jahre traten Differenzen zwischen den Künstlern und Kunstrichtungen auf, die schließlich zum Rückzug Wilhelm von Schadows und zu einer gewissen Spaltung und Diversifizierung des Instituts führte. Die Gründe für die Differenzen waren unterschiedlicher Art. Zum einen ließ sich Schadows Gedanke einer von gleichen Idealen beseelten, homogenen Vereinigung von Künstlern kaum aufrechterhalten. Dieser im Pietismus wurzelnde Gedanke war besonders vom deutschrömischen Lukasbund, dem Cornelius und Schadow angehört hatten, hochgehalten worden. Zum anderen fühlten sich die neupreußischen Schüler aus der Rheinprovinz und aus Westfalen gegenüber den altpreußischen „Ostländern“ benachteiligt, etwa bei der Besetzung akademischer Ämter, bei Stipendien und bei dem Ankauf von Bildern. Einige von ihnen verließen daraufhin Düsseldorf. Und schließlich führten die vielschichtigen Veränderungen in der Zeit des Vormärz, die sich im sozialen und kulturellen Leben Preußens und seiner Nachbarländer niederschlugen, zu einer von Schadow ungern gesehenen Schwerpunktverlagerung von der nazarenischen Kunst hin zur biedermeierlichen und spätromantischen Landschafts- und Genremalerei.
Einen thematischen Schwerpunkt bildete die Historienmalerei, als deren Düsseldorfer Exponenten neben den Direktoren Cornelius und Schadow etwa die Maler Alfred Rethel, Hermann Stilke, Heinrich Mücke, Carl Friedrich Lessing, Emanuel Leutze, Johann Peter Theodor Janssen, Wilhelm Camphausen, Heinrich von Rustige und Hermann Wislicenus hervortraten. Die jungen Künstler der Landschaftsklasse unter Johann Wilhelm Schirmer orientierten sich an niederländischen Künstlern wie Jacob Isaacksz. van Ruisdael oder Allart van Everdingen, im Gegensatz zu dem auf italienische Vorbilder ausgerichteten Kreis um Schadow. Gemeinsam mit dem Romantiker Carl Friedrich Lessing lehrte Schirmer die Landschaftsmalerei in und „vor der Natur“, die Pleinairmalerei. Häufig gewählte Sujets waren die Landschaften, Geschichten und Mythen des Nieder- und Mittelrheins, die in romantischen Stimmungen dargestellt wurden. Zum Teil sind diese Werke, etwa die Aquarelle Caspar Scheurens von der Burg Stolzenfels, dem Bereich der Rheinromantik zuzuordnen. Als Eifelmaler erschlossen sie ab dem Ende der 1820er Jahre künstlerisch den gebirgigen Landschaftsraum zwischen Rhein, Mosel, Ardennen und Niederrhein. Ausgeprägt war außerdem die Italiensehnsucht der Düsseldorfer Maler, etwa bei Albert Flamm oder Eduard Kaempffer. Es entstanden ferner Bilder, die von einem früh aufkommenden Realismus zeugen, weil alltägliche Bildthemen ausgesucht und sachlich-natürlich dargestellt wurden. Die Künstler der Genreklasse beschäftigten sich unter anderem mit Themen sozialer Problematik, bezogen politisch Stellung zu den gesellschaftlichen Veränderungen und der wirtschaftlichen Rezession der 1840er Jahre, auch mit den Mitteln der Ironie und der Parodie, wie es besonders einige Werke von Adolph Schroedter und Johann Peter Hasenclever zeigen. Auch im Genrefach fanden sie Vorbilder bei Alten Meistern der niederländischen Malerei des Goldenen Zeitalters, jedoch außerdem bei dem schottischen Zeitgenossen David Wilkie. Dessen einfachen, humoristischen und psychologisierenden Erzählstil, wie er beispielhaft in der Testamentseröffnung (1820) zum Ausdruck kommt, ahmten sie nach. Narrativ, detailreich und humorvoll dargestellte Szenen aus dem Alltagsleben wurden so zum Markenzeichen der Düsseldorfer Genremalerei.
Frühe impressionistische Malweisen, die den Malern die Möglichkeit gaben, unterschiedlichste Stimmungen hervorzurufen und dramatische Lichteffekte einzufangen, lösten zunehmend die Feinmalerei Schadowscher Lehre ab. Die Gegensätze innerhalb der Düsseldorfer Malerschule verstärkten sich so. Neben dem Kreis von Schadow, der von ihm und seinen Meisterschülern gebildet wurde, gruppierten sich – auch aus Gründen der Raumnot der Akademie – weitere Kreise, zum Teil als private, freie Ateliergemeinschaften. Die neuen Gemeinschaften, die sich zusehends voneinander lösten, gaben sich scherzhafte Namen: „Neu-Bethlehem“ oder „Jerusalem“ für die Historienmaler, „Alhambra“ für die Landschaftsmaler und „Sibirien“ für die Genremaler. Zwar versuchte der im Revolutionsjahr 1848 gegründete Künstlerverein „Malkasten“, den Zusammenhalt der Künstlerschaft wieder zu festigen, doch die Spannungen in der Akademie waren schließlich so groß, dass Schadow 1859 resigniert aufgab.

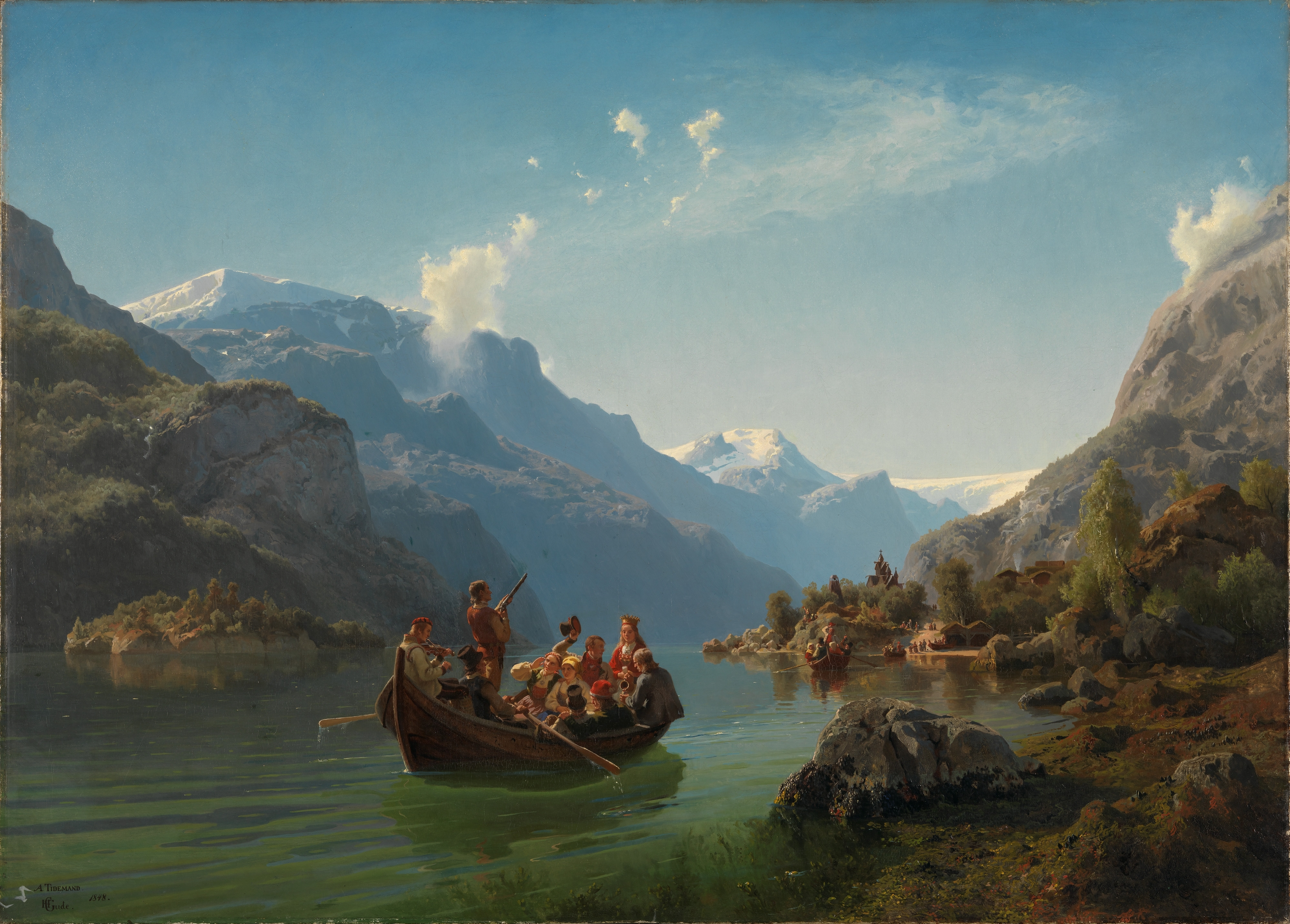
Brautfahrt auf dem Hardangerfjord, Gemälde von Hans Gude und Adolph Tidemand, 1848, ein Hauptwerk der norwegischen Nationalromantik

Die 1840er bis 1860er Jahre der Düsseldorfer Malerschule waren durch einen bemerkenswerten Zulauf von ausländischen Schülern gekennzeichnet, und der Bekanntheitsgrad der Schule machte die Düsseldorfer Kunstwerke der einheimischen und der zugewanderten Künstler zu einem beliebten Exportartikel. Intensive Verflechtungen bestanden zu Künstlern aus den Vereinigten Staaten, insbesondere zu Malern der Hudson River School, sowie mit den Milieus romantischer Maler aus Skandinavien, den baltischen Ländern und Russland.

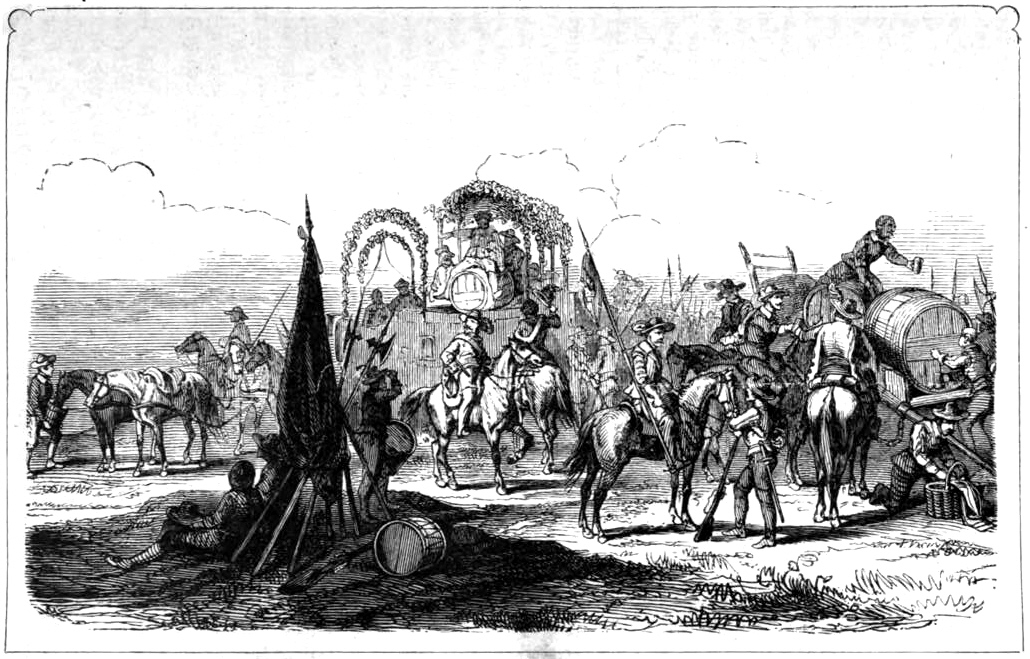
Auszug des Prinzen Rebensaft – Düsseldorfer Maler in Kostümen im Stil der Zeit des Dreißigjährigen Krieges auf dem Festzug vom 14. Juni 1851 zum Biwak an der „Fahnenburg“

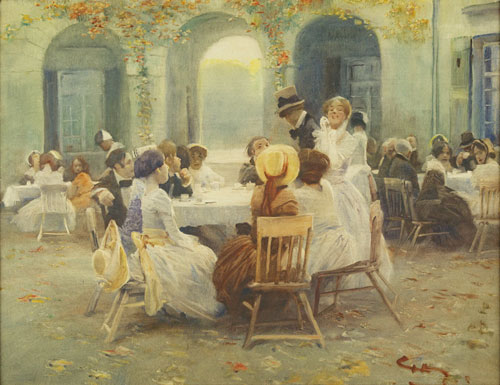
Heitere Runde im Malkasten von Wilhelm Schreuer, um 1900

Früh hatten die Küste, die Kultur und die Bevölkerung Hollands auf deutsche Maler der Düsseldorfer Schule eine große Anziehungskraft ausgeübt. Neben Museumsbesuchen wurden die ruhige holländische Landschaft und die Nordseeküste einer recht erschwinglichen Studienreise unterzogen. Die Industrialisierung war dort noch nicht so weit fortgeschritten, viel Ursprüngliches und eine romantische Landschaft waren zu entdecken, denn Holland war seit dem 17. Jahrhundert ein nahezu unberührter Landstrich, mit pittoresken Windmühlen und einer malerischen Dünenküste, etwa die von Scheveningen, wo sich das Fischerleben immer noch auf dem Strand abgespielte. Bereits im Jahre 1844 zeigte Rudolf Jordan Motive aus Holland. Zwischen niederländischen Künstlern und Düsseldorfer Malern kam es bald zu fachlichen und freundschaftlichen Kontakten, etwa während gemeinsamer Zeiten, die an den begehrten Motiven von Egmond aan Zee, Katwijk und Scheveningen verbracht wurden.
Der Ruf der Düsseldorfer Schule zog in umgekehrter Richtung viele niederländische Maler an. Der Rhein und die Rheinromantik mit ihrer Motivvielfalt trugen wesentlich dazu bei. Studienreisen dorthin unternahmen niederländische Maler wie Wijnand Nuijen, Antonie Waldorp und Charles Rochussen. Auch Maler der Haager Schule, ihrer Vorläufer und Parallelströmungen zog die Rheinstadt an, so bereits 1835 Johannes Bosboom. Jozef Israëls verwendete sein erstes durch Bilderverkauf Verdientes dazu, um dort zu lernen. Im Jahre 1865, also zur Hochzeit der Schule von Barbizon, kamen auch die beiden Maler Philip Sadée und Julius van de Sande Bakhuyzen nach Düsseldorf, weil der internationale Ruf der Akademie als Lehrstätte für Historien- und Landschaftsmalerei sie angezogen hatte. Die Gebrüder Jacob Maris und Matthijs Maris reisten den Rhein entlang mit Zwischenstationen in Köln und Mannheim bis in die Schweiz. Der rauen und zugleich romantischen Atmosphäre des Rheins konnten auch Willem Maris und Bernard Blommers nicht widerstehen. Denn für Studien und die spätromantische Malerei war die damals kaum zersiedelte und technisch nur wenig überformte Rheinlandschaft geradezu ideal. Man konnte entlang des touristisch bereits erschlossenen Stromes und in seinen Seitentälern von Gasthof zu Gasthof wandern. Größere Entfernungen waren bequem auf Schiffen zurückzulegen. Im Jahre 1839 wurde der Rhein von Johannes-Warnardus Bilders bereist. Einer der letzten niederländischen Maler in Düsseldorf war Ludolph Berkemeier, der nach seinem dortigen Studium nach Weimar ging, um an der Großherzoglich-Sächsische Kunstschule Weimar seine Ausbildung unter dem Landschaftsmaler Theodor Joseph Hagen fortzusetzen. Hagen selbst hatte ebenfalls in Düsseldorf studiert.
Eng verflochten waren die Maler der Düsseldorfer Schule mit dem kulturellen und politischen Leben Düsseldorfs und der Rheinlande. Sie bereicherten das Bühnenbild des Düsseldorfer Theaters, das in den 1830er Jahren durch die Immermann’sche Musterbühne eine Hochblüte erfuhr. Sie sangen in den Chören, sie gestalteten Feste und Aufführungen. Sie beteiligten sich rege am Düsseldorfer Karneval und richteten in diesem Rahmen als jährlichen Maskenball die Malkasten-Redoute aus. Berühmt für ihre eindrucksvollen Künstlerfeste, die sie im Malkasten-Haus, im Malkastenpark, an der Fahnenburg und anderen Orten als spartenübergreifende künstlerische Vergnügungsveranstaltungen verwirklicht hatten, erhielten sie den Auftrag, den Historischer Festzug von 1880, mit dem die Vollendung des Kölner Doms gefeiert wurde, zu gestalten. Bekanntheit erlangten die Tableaux vivants, „lebende Bilder“, die Düsseldorfer Maler in ihrer besonderen Affinität zu literarischen und theatralischen Stoffen inszenierten. Ihre ausgeprägte Fähigkeit, in gemeinsamer fachübergreifender Arbeit Gesamtkunstwerke zu entwickeln, bewiesen sie etwa im Kaiserfest des Künstlervereins Malkasten. Robert Reinick ließ Eindrücke seiner Düsseldorfer Zeit in die romantischen Dichtungen seiner Lieder eines Malers mit Randzeichnungen seiner Freunde einfließen. Eduard Bendemann beteiligte sich an der Publikation, Robert Schumann vertonte sie später. Einen engen künstlerischen und freundschaftlichen Austausch gab es zwischen Eduard Bendemann, Julius Hübner und dem Komponisten Felix Mendelssohn Bartholdy. Die Maler hatten zwischen 1829 und 1831 mit der „Casa Bendemann-Hübner“ an Roms Piazza del Popolo ein offenes, gastfreundliches Haus deutscher Italienreisender unterhalten, den Komponisten dort kennengelernt und 1833 anlässlich des Besuchs des preußischen Kronprinzen Friedrich Wilhelm in Düsseldorf gemeinsam mit Mendelssohn im Galeriesaal der Akademie Teile von Händels Oratorium Israel in Ägypten aufgeführt.
Während der Deutschen Revolution 1848/49 engagierten sich viele Düsseldorfer Maler für die Anliegen einer demokratischen Verfassung und einer großdeutschen Einheit unter dem Dach einer konstitutionellen Monarchie. Als Sinnbild dessen entwarf der Maler Karl Ferdinand Sohn die Monumentalskulptur einer Germania aus Holz, Leinwand und Pappe für das Fest der deutschen Einheit, das am 6. August 1848 von Bürgern, Künstlern und dem neugegründeten Düsseldorfer Turnverein auf dem Düsseldorfer Friedrichsplatz ausgerichtet wurde. Etliche Maler, etwa Johann Peter Hasenclever, Philipp Hoyoll, Carl Wilhelm Hübner, Wilhelm Kleinenbroich, Gustav Adolf Koettgen, George Caleb Bingham, Carl d’Unker, Richard Caton Woodville und Christian Ludwig Bokelmann, interessierten sich für damals aktuelle gesellschaftspolitische und soziale Fragen, die sie in ironischer, psychologisierender, realistischer und später auch naturalistischer Weise darstellten. Einige unter ihnen hingen frühsozialistischen und nationalistischen Idealen an. Kritik an den politischen Verhältnissen pointierte die während der Revolution vom Publizisten und Historienmaler Lorenz Clasen herausgegebene Satirezeitschrift Düsseldorfer Monathefte, zu der viele Düsseldorfer Maler Zeichnungen lieferten. Aber auch nationalromantisch fundierte und politisch affirmative Malerei kam aus Düsseldorf, etwa die zwischen 1877 und 1897 von Hermann Wislicenus geschaffenen Wandbilder des Kaisersaals in Goslar.
1856 stellten Düsseldorfer Künstler rund ein Viertel der Teilnehmer eines Treffens, das zur Gründung der Allgemeinen Deutschen Kunstgenossenschaft, des ersten Berufsverbandes bildender Künstler in Deutschland, führte. Der Künstlerverein „Malkasten“ hatte zu diesem Treffen nach Bingen am Rhein eingeladen. In späteren Jahren unterstützten Düsseldorfer Maler den Industriellen Heinrich Lueg dabei, internationale Industrie- und Gewerbeausstellungen auszustatten und zu organisieren. Einen Anfang bildete die 1880 ausgerichtete Gewerbe-Ausstellung für Rheinland, Westfalen und benachbarte Bezirke. Aus dieser Ausstellung ging der Central-Gewerbe-Verein für Rheinland, Westfalen und benachbarte Bezirke hervor, der – ebenfalls durch das vielfältige Engagement Düsseldorfer Maler – der westdeutschen Kunstgewerbebewegung bedeutende Impulse verlieh und zur Errichtung eines Kunstgewerbemuseums Düsseldorf führte. Zur Industrie- und Gewerbeausstellung Düsseldorf des Jahres 1902 wurde nach einer Idee der Maler Fritz Roeber und Georg Oeder die sogenannte Golzheimer Insel für Ausstellungszwecke entwickelt und für die Ausstellung der Künstler der Kunstpalast erbaut, aus welchem später das Museum Kunstpalast am Ehrenhof hervorging. In ihren Beiträgen für das örtliche Kulturleben griffen die Düsseldorfer Maler häufig die Motive des Theaters, der Musik, der Literatur und des Brauchtums auf, um sie für ihre malerischen Aussagen zu nutzen. Düsseldorfer Originale wie Peter Muckel oder Malerkollegen standen ihnen Modell.
Im Laufe des 19. Jahrhunderts vollzog die Düsseldorfer Malerschule im Zuge einer zunehmenden Kommerzialisierung und eines steigenden Konkurrenzdrucks eine deutliche Wende zu marktgängigen Themen wie der anekdotisch-humorigen Genremalerei in gut verkäuflichen Wohnzimmerformaten. Dies trug ihr den Ruf des Qualitätsverfalls ein, für den der Kunstverein für die Rheinlande und Westfalen wegen seiner offensiven Vermarktungsstrategie verantwortlich gemacht wurde. Ein bemerkenswerter Vertreter dieser kommerziellen Ausrichtung war der ab 1858 in Düsseldorf ansässige Maler Otto Erdmann, der fast ausschließlich Genrebilder im Rokoko- bzw. Neorokoko-Stil schuf.
Den Höhepunkt ihrer Reputation erklomm die Düsseldorfer Schule in den 1830er bis 1850er Jahren des 19. Jahrhunderts. Geschwächt durch Disruptionen, die nach der Deutschen Revolution das kulturelle Klima veränderten, und bedingt durch einen pädagogischen Paradigmenwechsel hin zum Naturalismus, wie er als neuer Trend auf der Weltausstellung Paris 1855 bereits deutlich wurde, verlor die Düsseldorfer Schule ihre einzigartige Stellung.

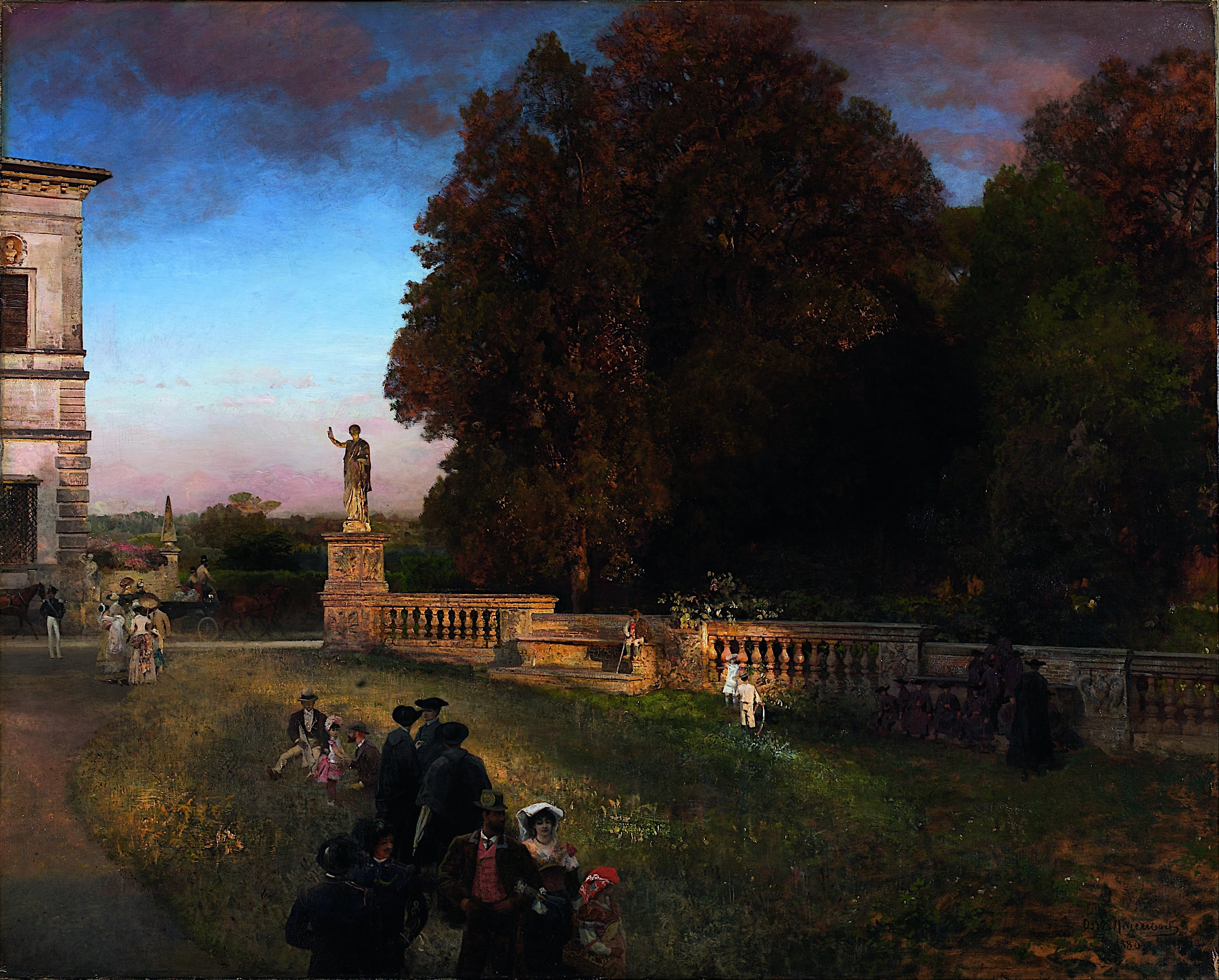
Im Park der Villa Borghese von Oswald Achenbach, 1886

Nach der Reichsgründung (1871) stieg die Bevölkerungszahl der Stadt Düsseldorf stark an. Die Hochkonjunktur bescherte der Stadt ein buntes und vielfältiges kulturelles Leben und die Akademie war nicht mehr der alleinige Mittelpunkt der Künstlerschaft. Viele Maler zogen von auswärts an den Rhein, um die Großstadt Düsseldorf als Zentrum des Kunstschaffens und des Kunstmarkts zu nutzen. Die Düsseldorfer Malerschule als künstlerisch homogene Einheit gab es längst nicht mehr.
Im Jahre 1872 übernahm der Deutsch-Balte Eugène Dücker von Oswald Achenbach die Düsseldorfer Professur für Landschaftsmalerei. Durch ihn und seine Schüler erfolgte ein Aufbruch in die neue Ära, die die Kunsthistoriker auch als die Dücker-Linie bezeichnen. Von den Motiven her wurde zusehends das Alltagsleben aufgegriffen. Wenn anfangs auch zaghaft, so folgte man dem Naturalismus sowie dem Vor-Impressionismus bzw. der Haager Schule in ihrer typischen Farbpalette. Eugène Dücker und seine Schüler, die sich von der traditionellen Auffassung der Landschaft in den 1870er Jahren abgewandt hatten, bahnten den Weg einer Neuorientierung und wirkten so noch weit in das 20. Jahrhundert.
Ein wichtiger Einfluss auf die Düsseldorfer Malerschule kam seinerzeit von Max Liebermann, den eine über dreißigjährige Freundschaft mit Jozef Israëls verband, einem der vielen Väter der Haager Schule. Liebermann griff zunächst den Naturalismus auf mit der für die Haager Schule typischen Palette. Dann trat die Wendung zum Vor-Impressionismus ein.
Von Brüssel gingen Ende des 19. Jahrhunderts weitere Impulse auf Deutschland aus. Im Jahre 1884 hatte sich die Société des Vingt zusammengefunden. Ihr erklärtes Ziel war das Abschütteln des Akademismus, die Überwindung von traditionellen Maltechniken und Motiven. Die Erneuerer wollten das, was sie malten, selbst bestimmen. Dieser revolutionäre Funke griff auch auf Düsseldorf über. 1909 gründeten einige Maler der Landschaftsklasse, Julius Bretz, Max Clarenbach, August Deusser und Walter Ophey, unter dem Vorsitz des Mäzens Karl Ernst Osthaus den „Sonderbund“, der versuchte, den Kontakt mit dem französischen Impressionismus zu vertiefen. In zwei Ausstellungen, 1909 und 1912, wurden französische Impressionisten und Postimpressionisten zum ersten Mal in Deutschland der breiten Öffentlichkeit vorgestellt, darunter Vincent van Gogh, Paul Gauguin und Pablo Picasso. Der Erste Weltkrieg beendete dann fürs Erste nicht nur die Kontakte mit französischen Künstlern, sondern er bedeutete auch das Ende der Düsseldorfer Malerschule. In ihrer Endzeit galt das Schaffen der Düsseldorfer Malerschule weitgehend als Anwendung des Herkömmlichen.
Einrichtungen, die sich heute neben einzelnen Galerien des privaten Kunsthandels in besonderer Weise der Sammlung und Ausstellung der Düsseldorfer Malerschule widmen, sind das Museum Kunstpalast, das Stadtmuseum Landeshauptstadt Düsseldorf, die Stiftung Sammlung Volmer und die Dr. Axe-Stiftung.

## Kunstwerke (Auswahl)

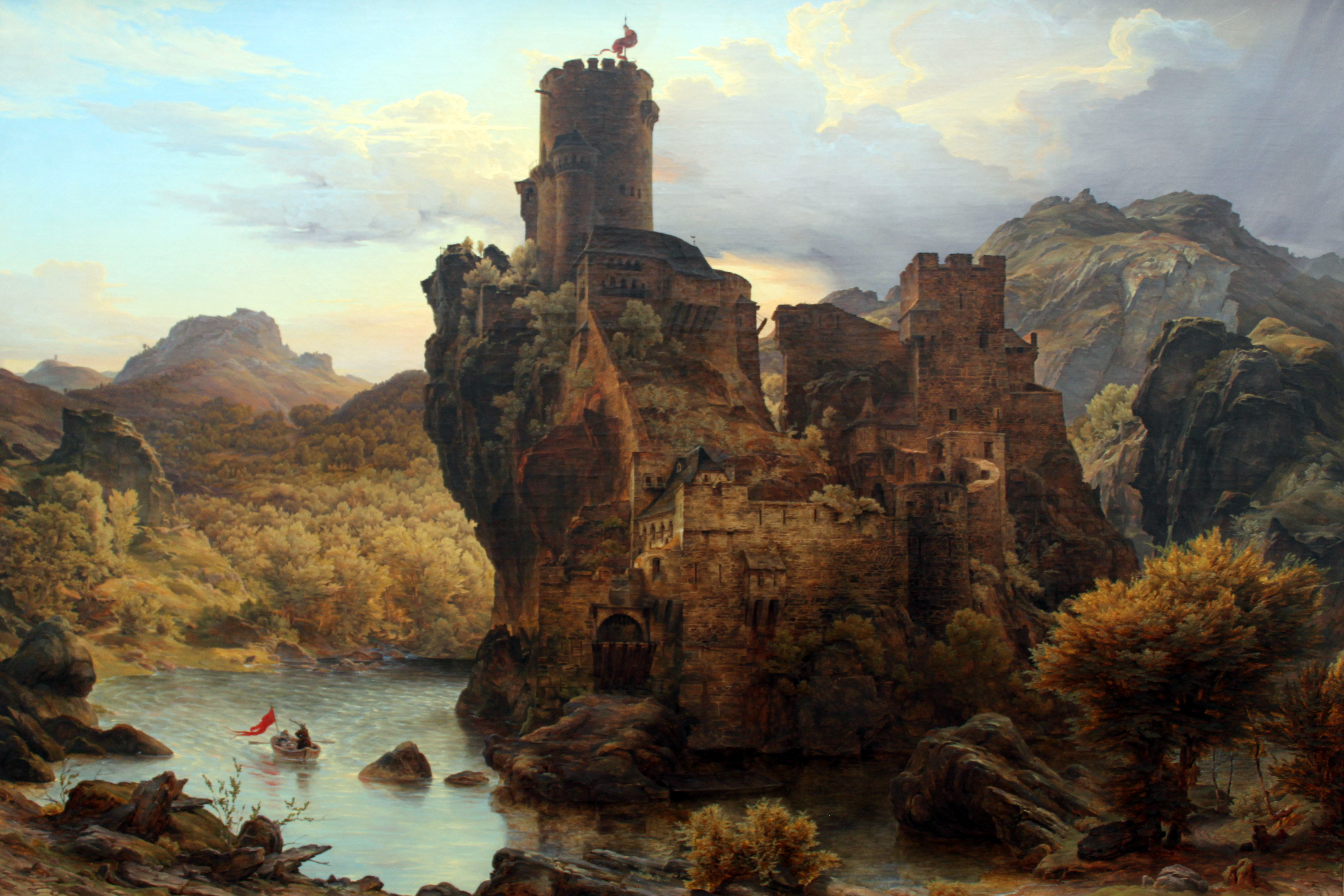
Das Felsenschloss von Carl Friedrich Lessing, 1828
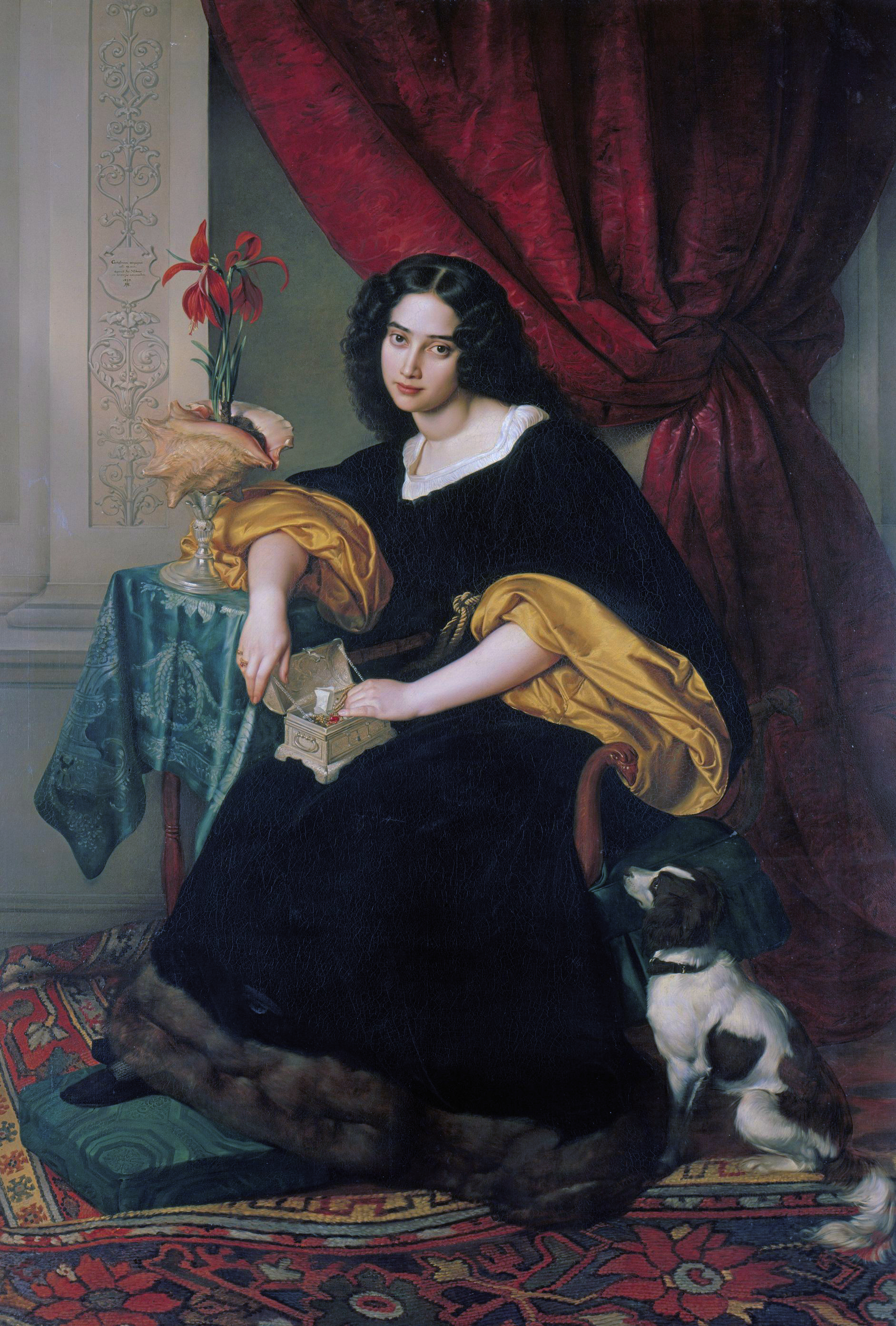
Porträt der Pauline Hübner von Julius Hübner, 1829
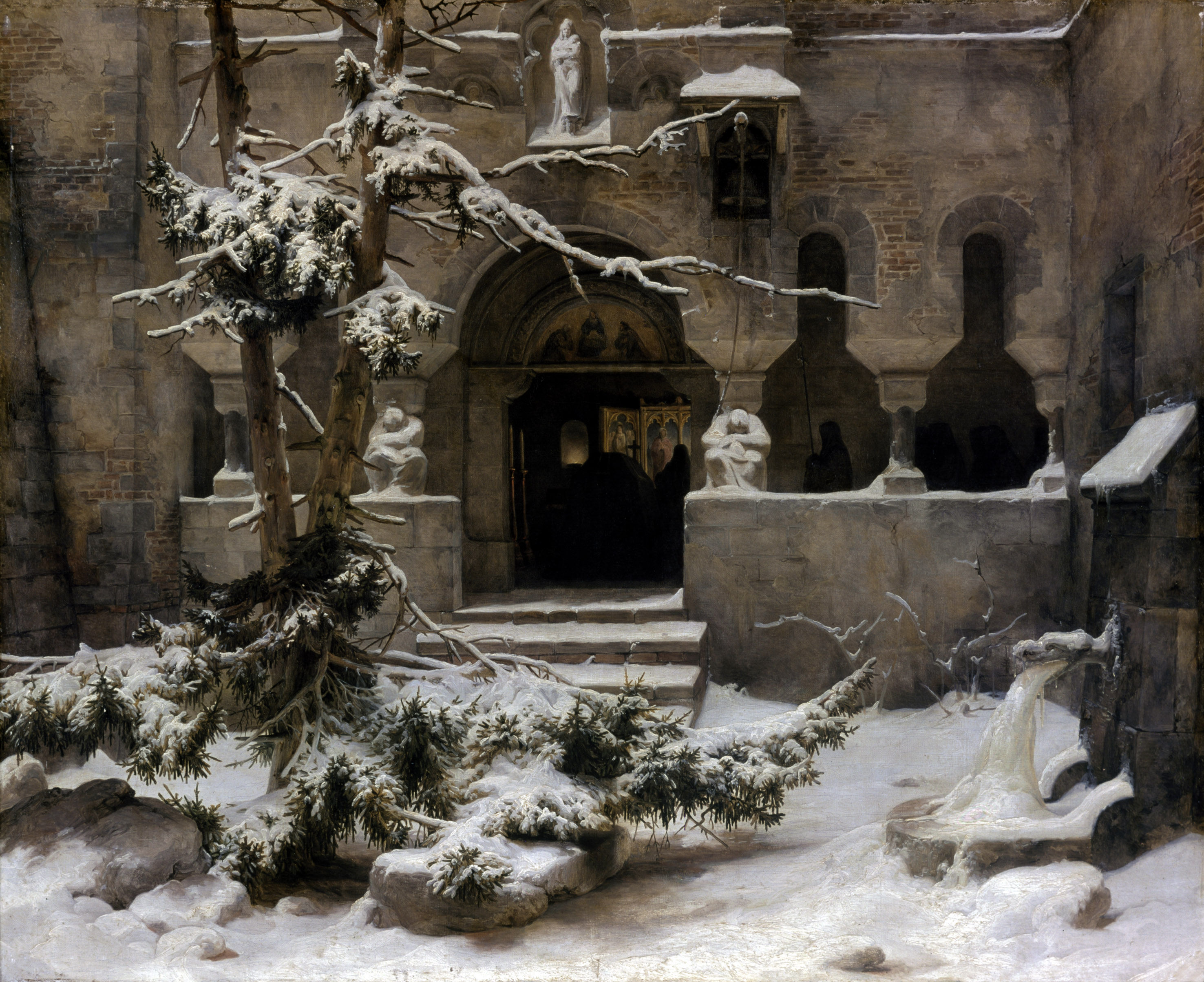
Klosterhof im Schnee von Carl Friedrich Lessing, 1829
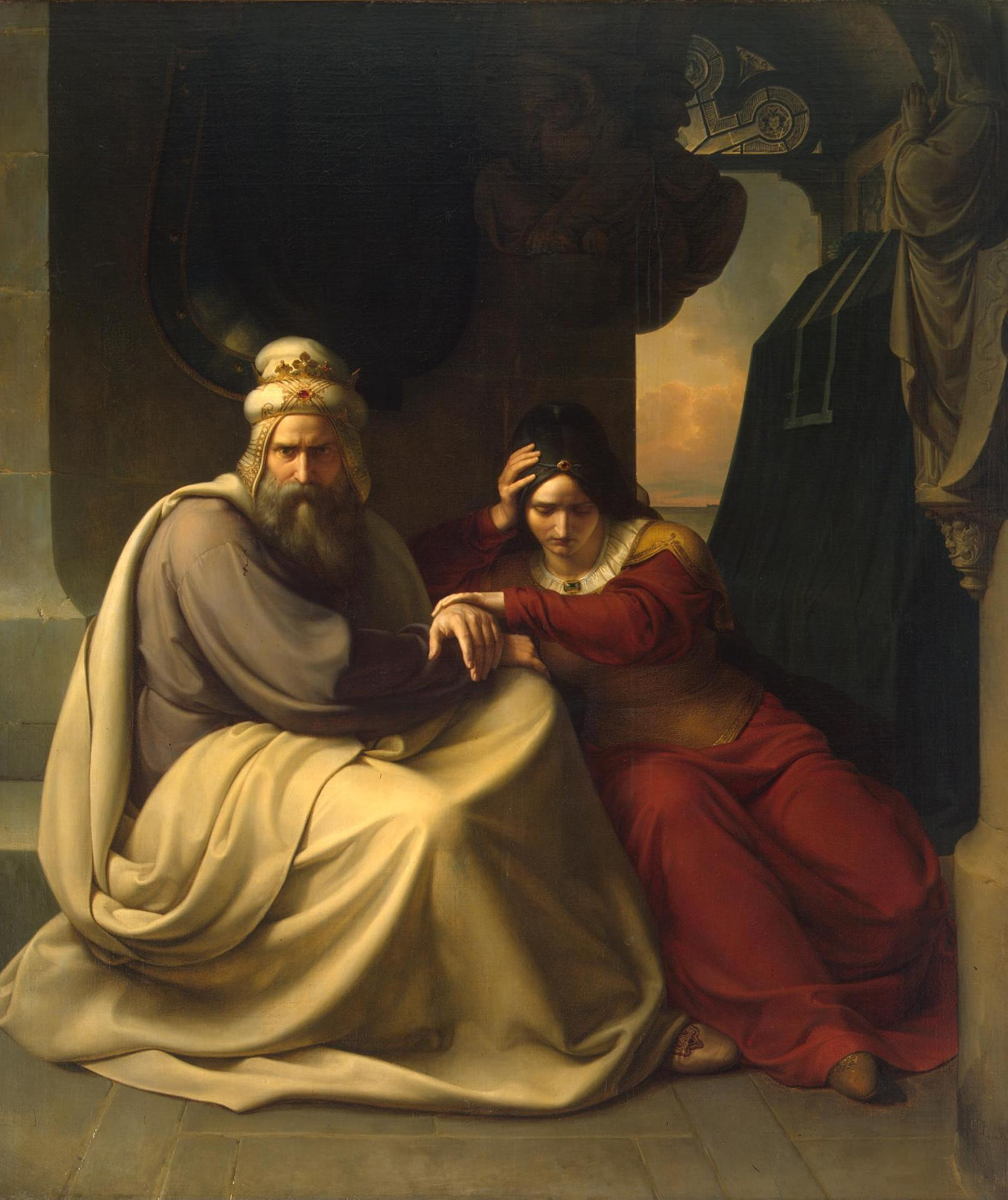
Das trauernde Königspaar von Carl Friedrich Lessing, 1830
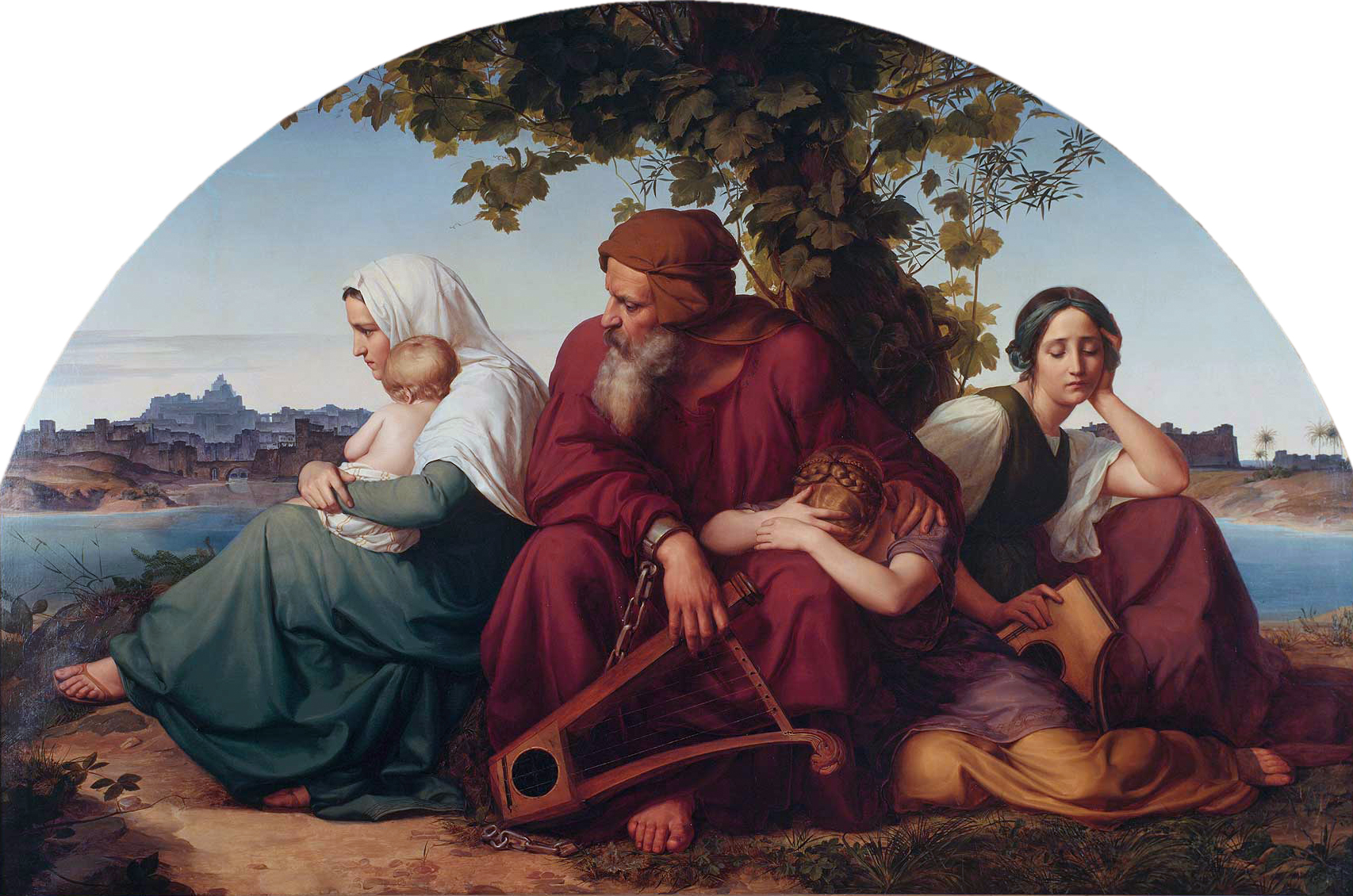
Die trauernden Juden im Exil von Eduard Bendemann, 1832
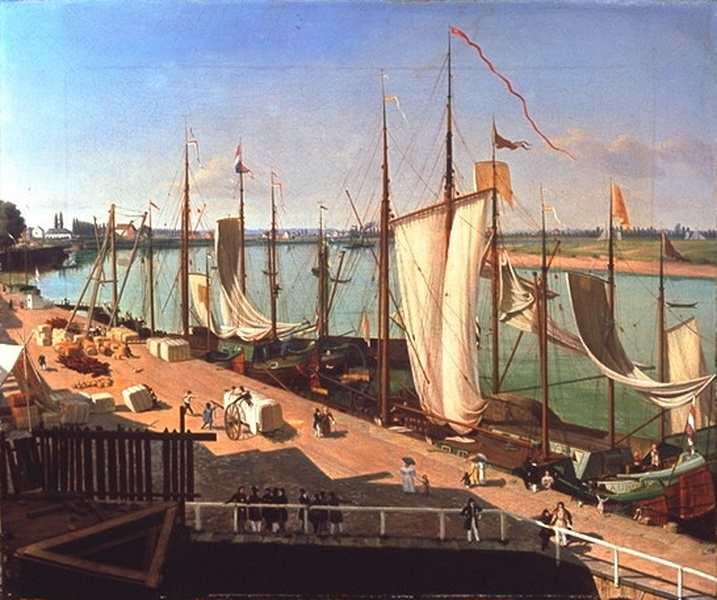
Der Düsseldorfer Hafen von Johann Velten, 1832
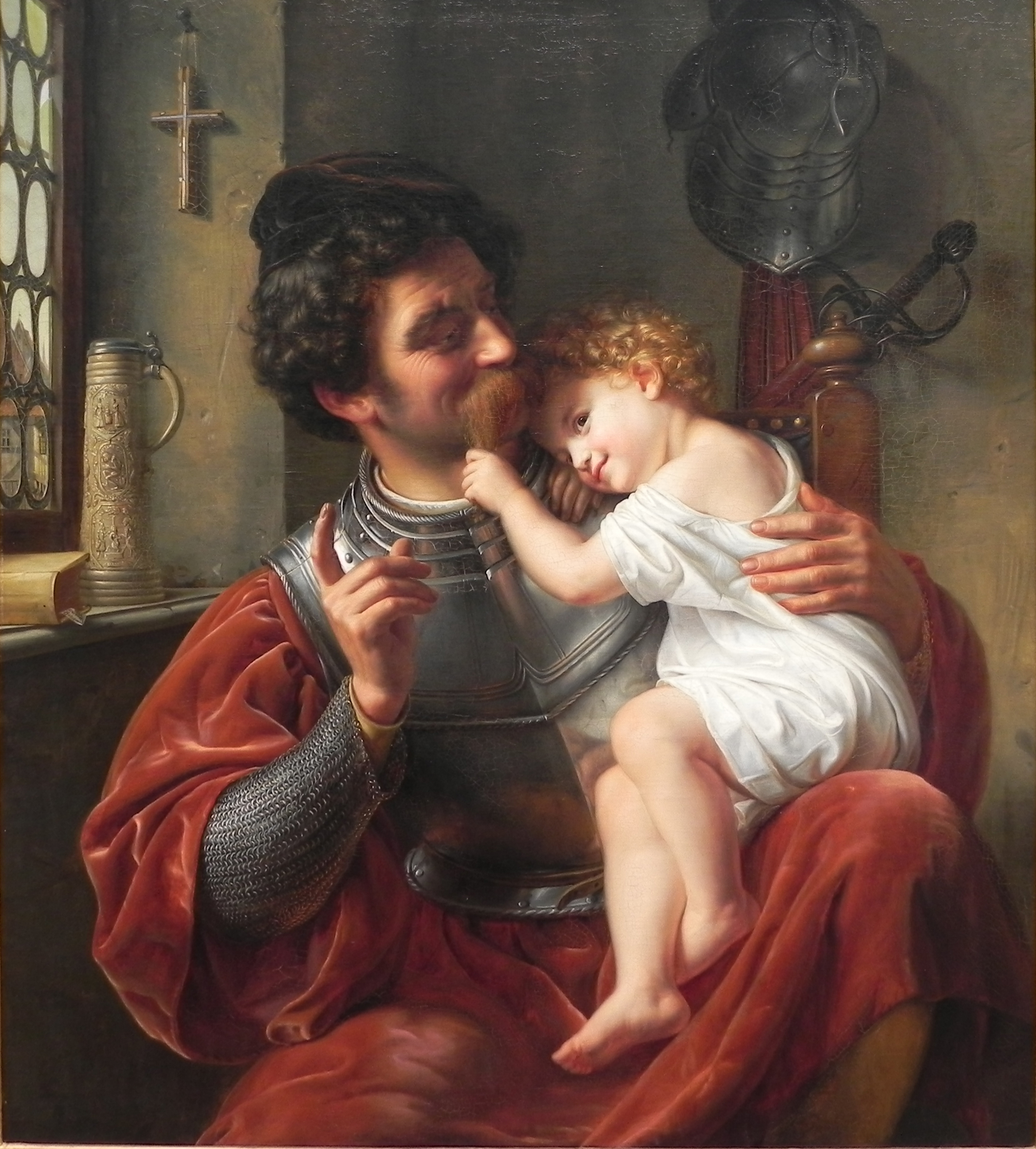
Der Krieger und sein Kind von Theodor Hildebrandt, 1832
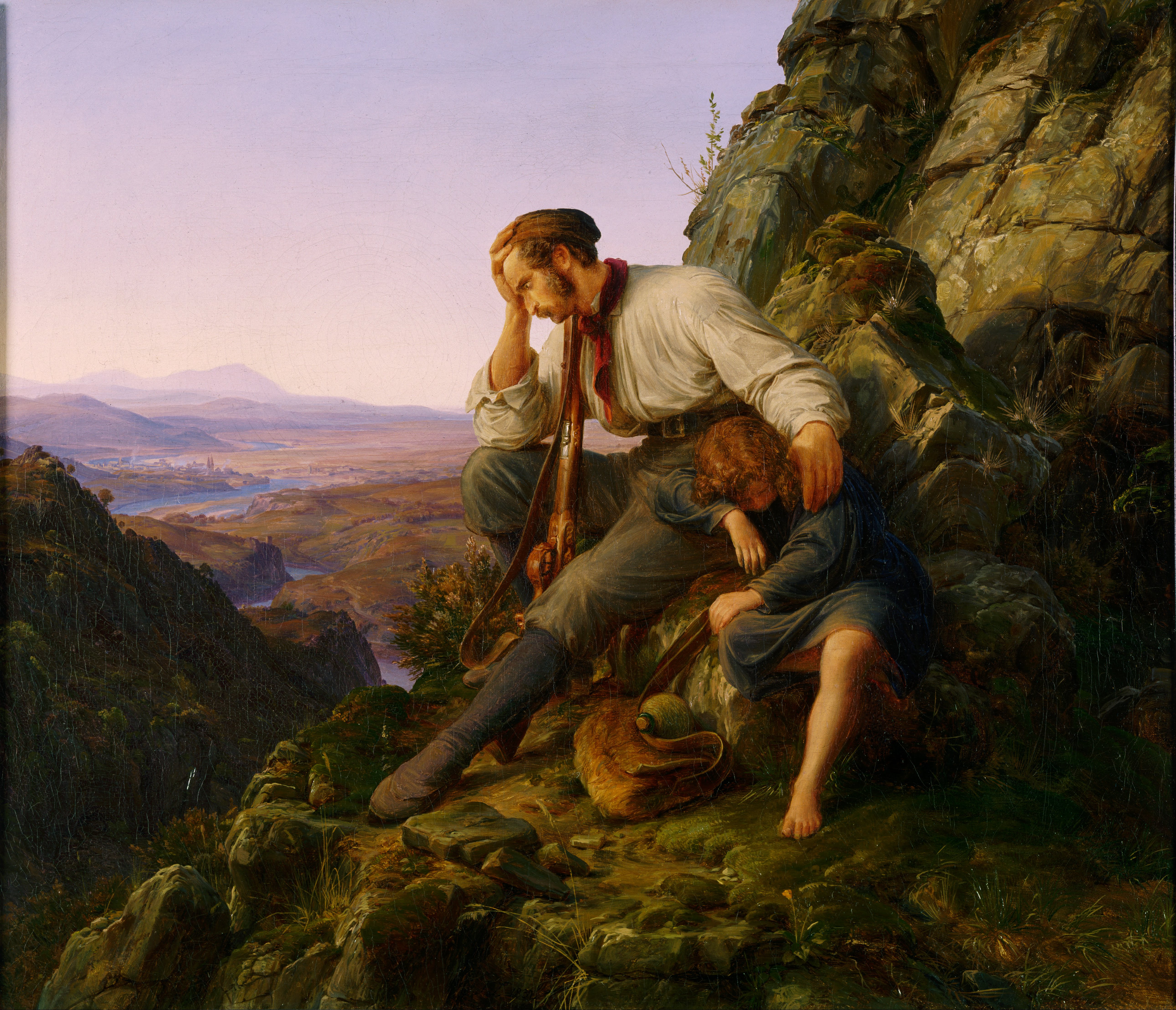
Der Räuber und sein Kind von Carl Friedrich Lessing, 1832
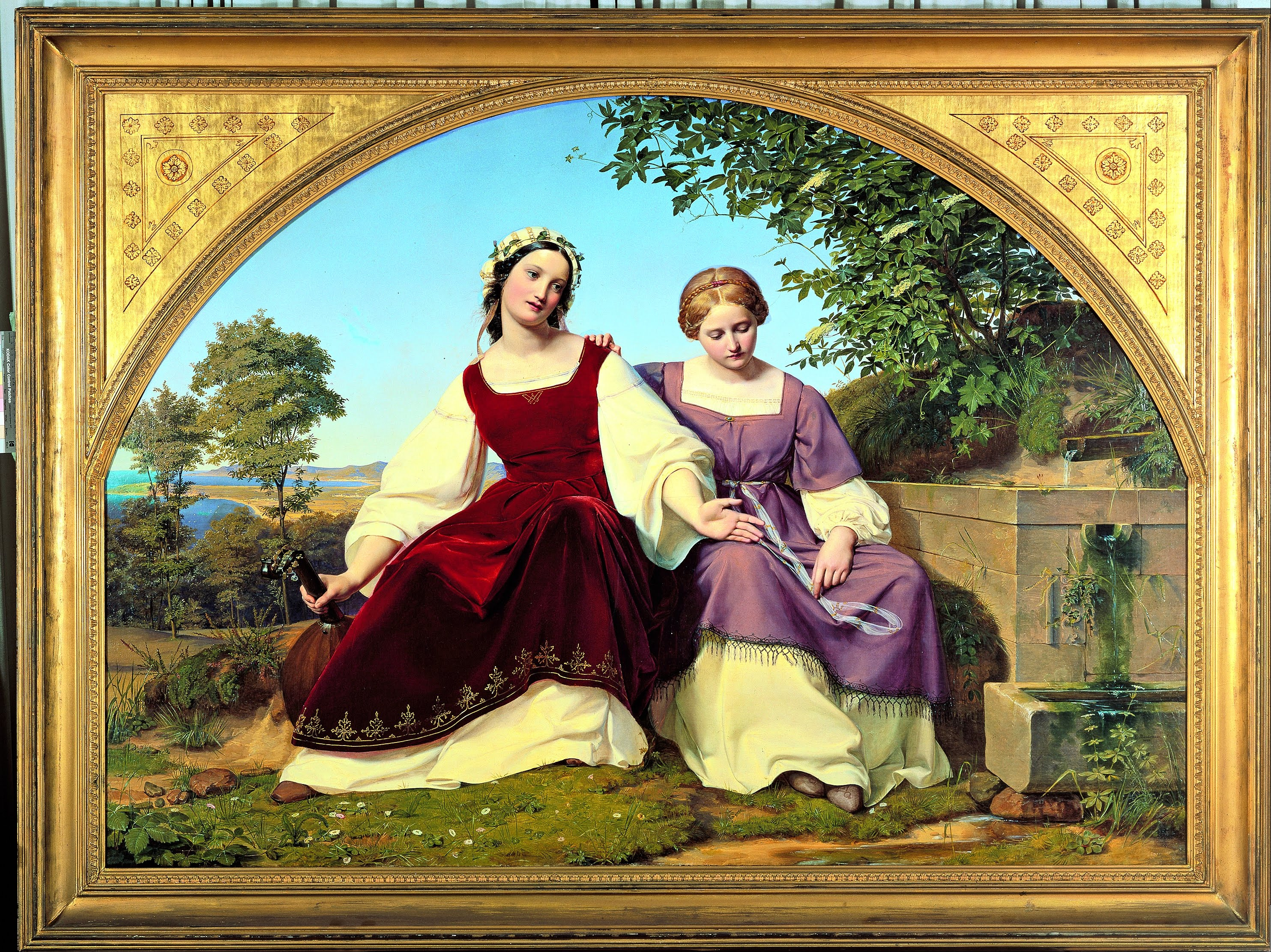
Die zwei Mädchen am Brunnen von Eduard Bendemann, 1833
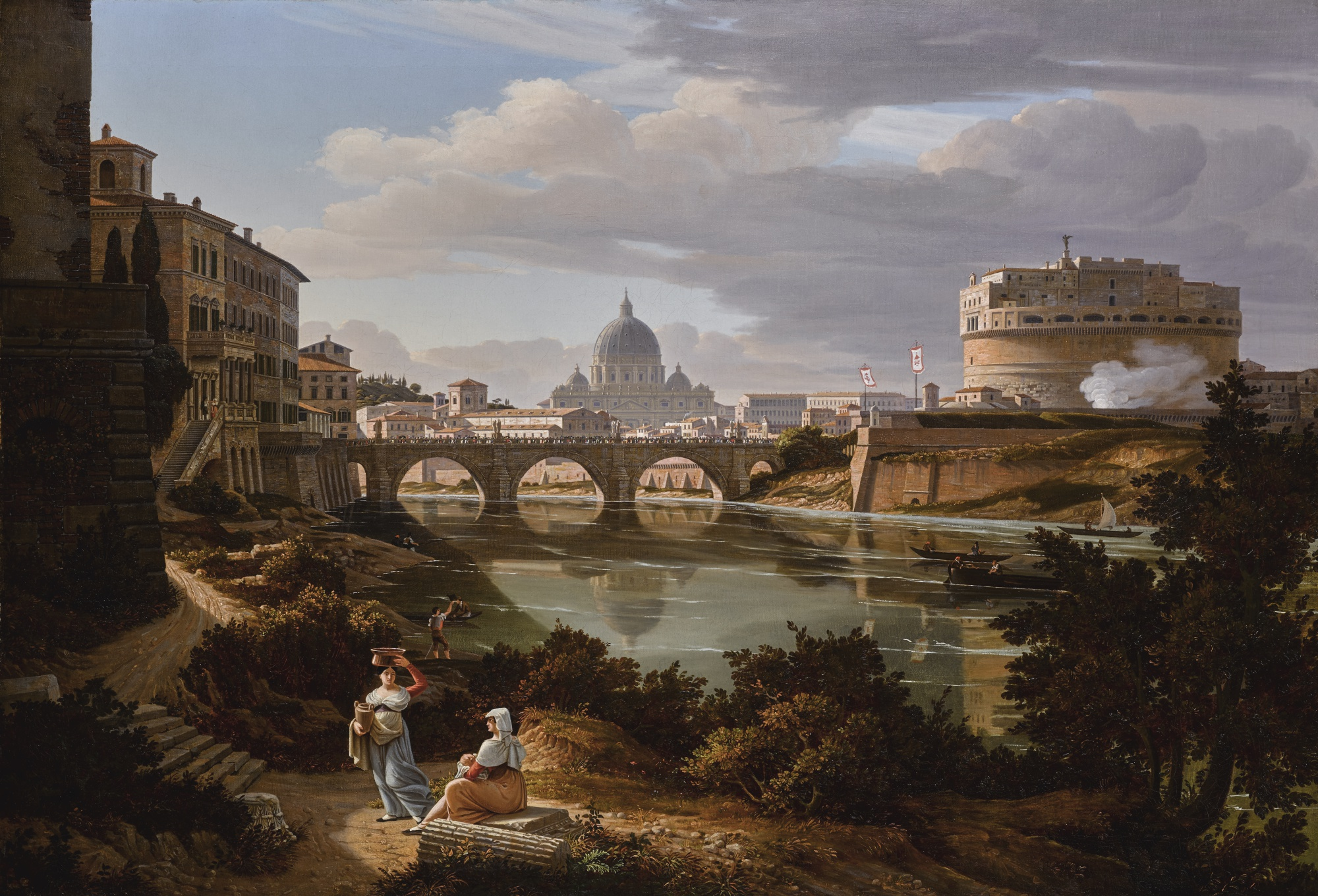
Aussicht auf den Tiber nach Süden mit dem Kastell S. Angelo und der Basilika St. Peter von Rudolf Wiegmann, 1834
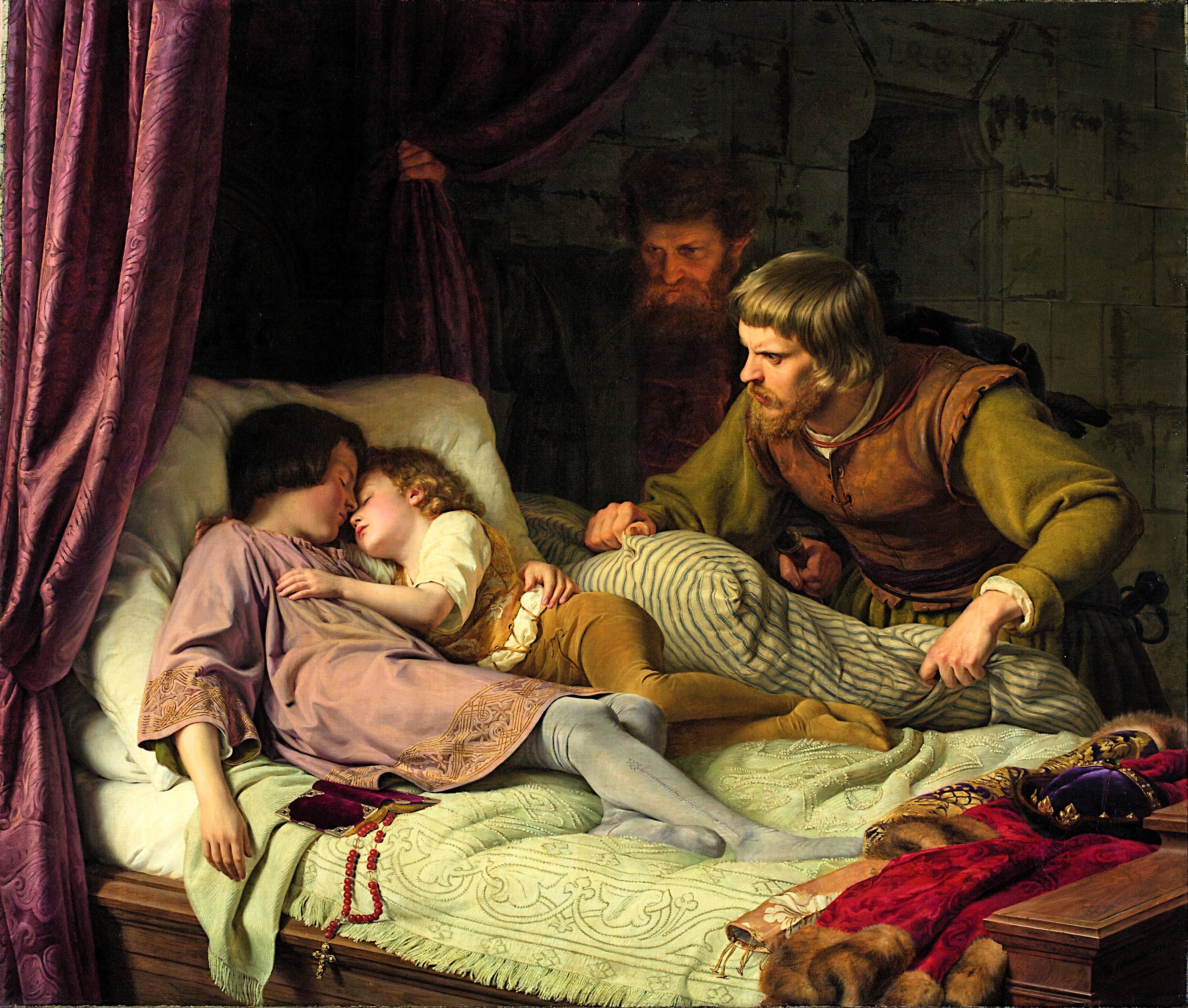
Die Ermordung der Söhne Eduards IV. von Theodor Hildebrandt, 1835
Die Hussitenpredigt von Carl Friedrich Lessing, 1836
Ahrlandschaft von Eduard Wilhelm Pose, 1836
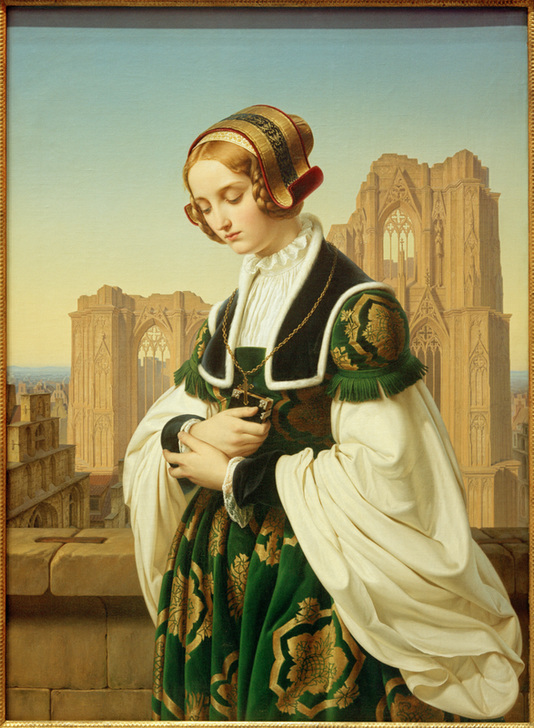
Die Kirchgängerin von Louis Ammy Blanc, 1837 (Replik nach dem Original von 1834)
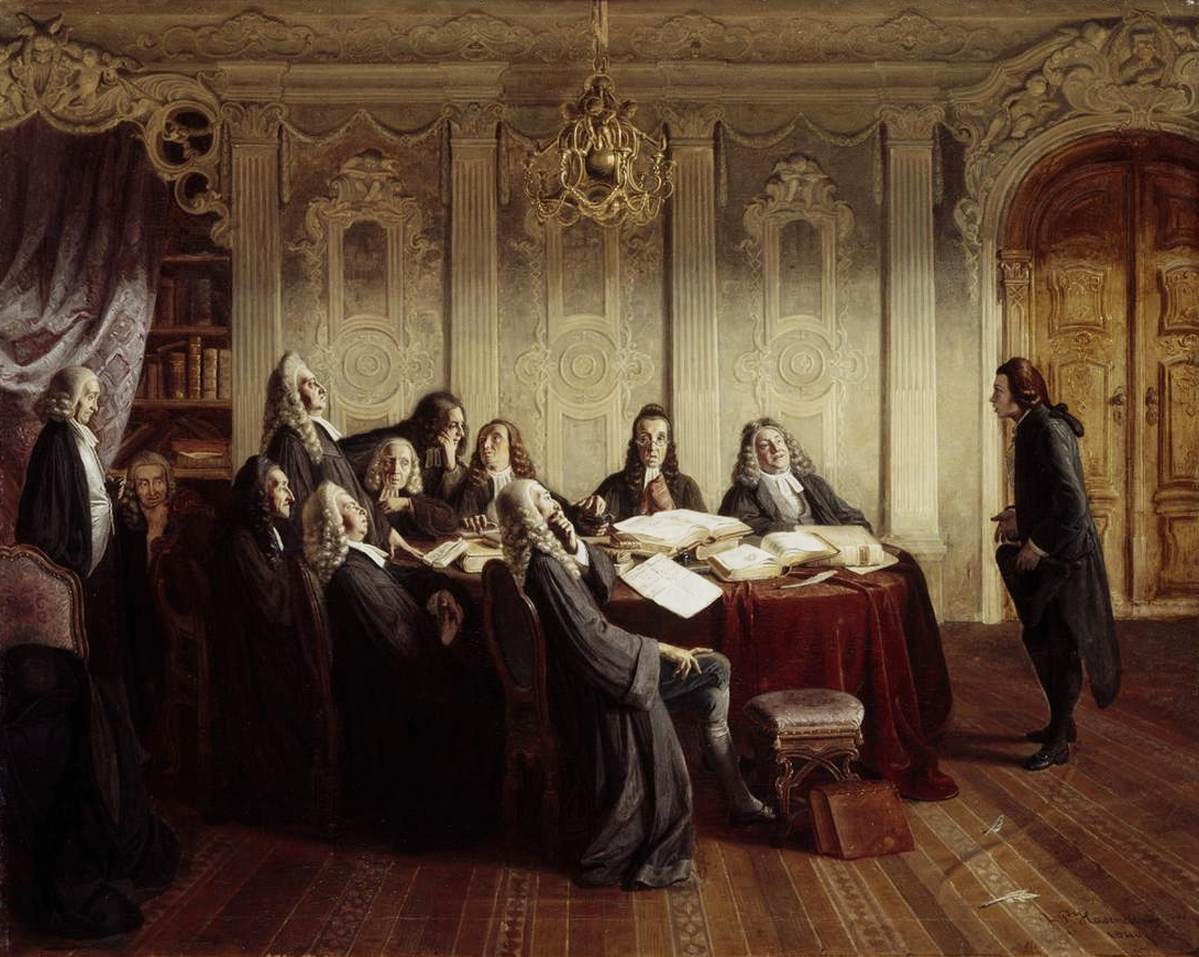
Hieronymus Jobs im Examen von Johann Peter Hasenclever, 1840
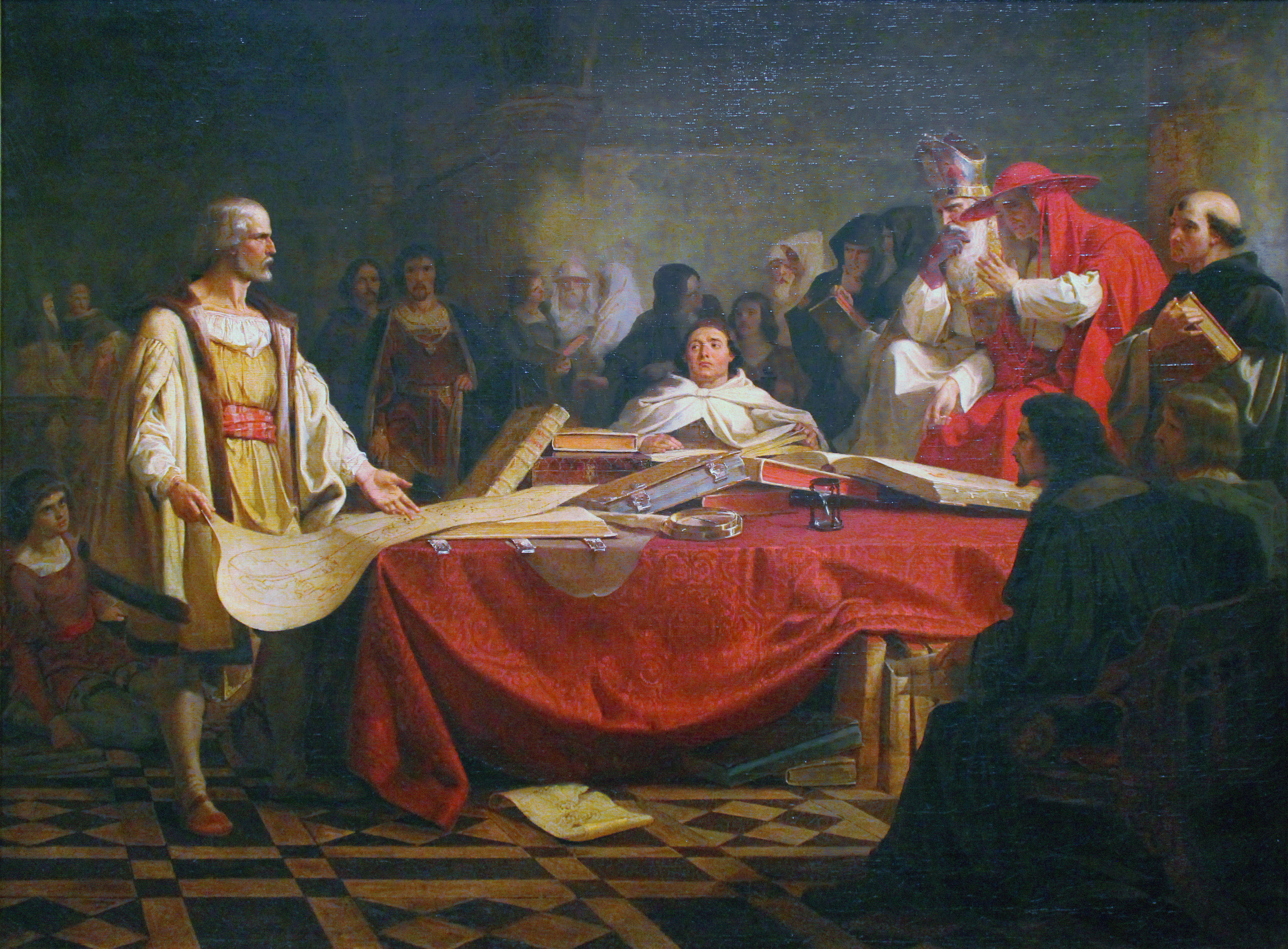
Kolumbus vor dem Rat in Salamanca von Emanuel Leutze, 1841
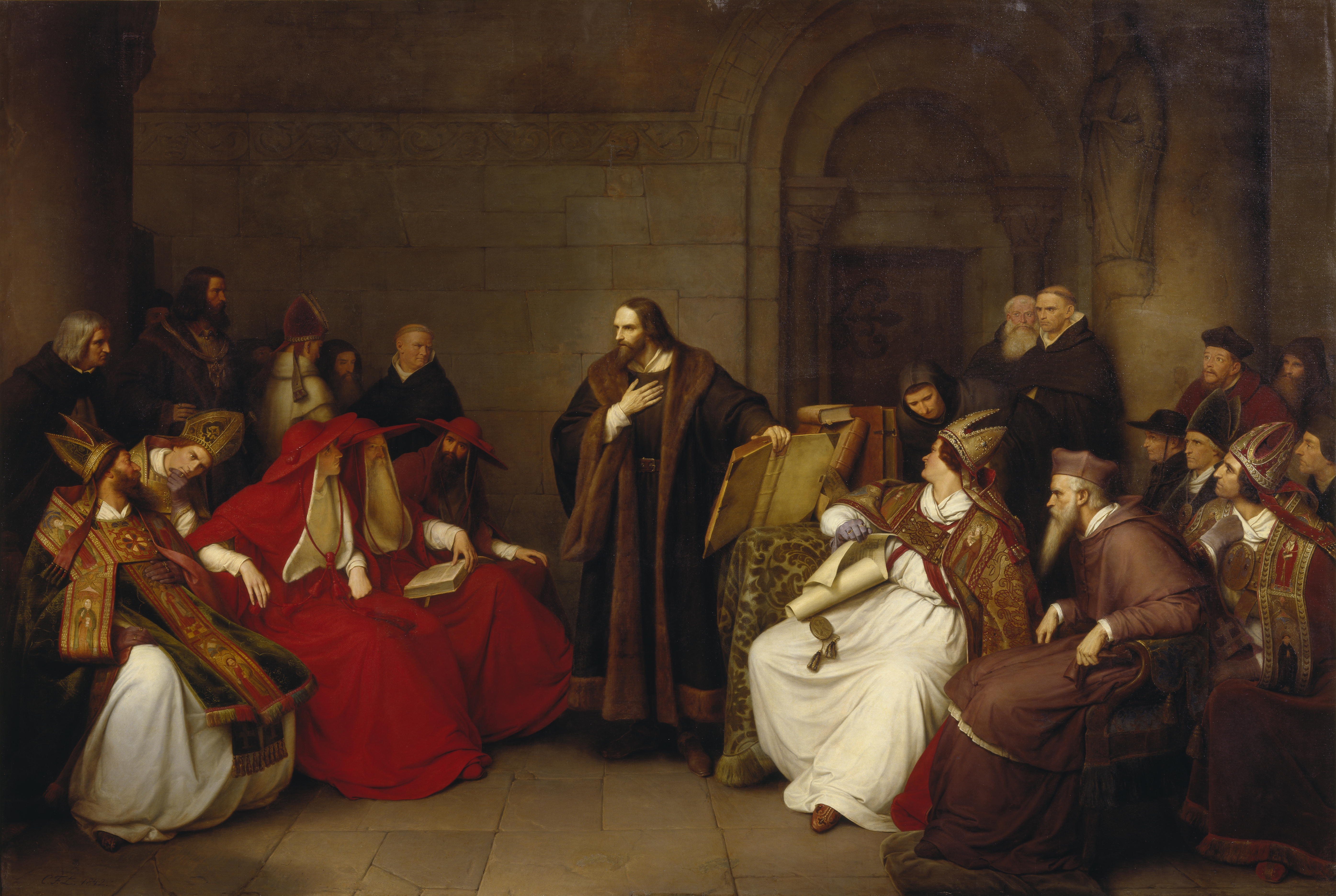
Jan Hus zu Konstanz von Carl Friedrich Lessing, 1842
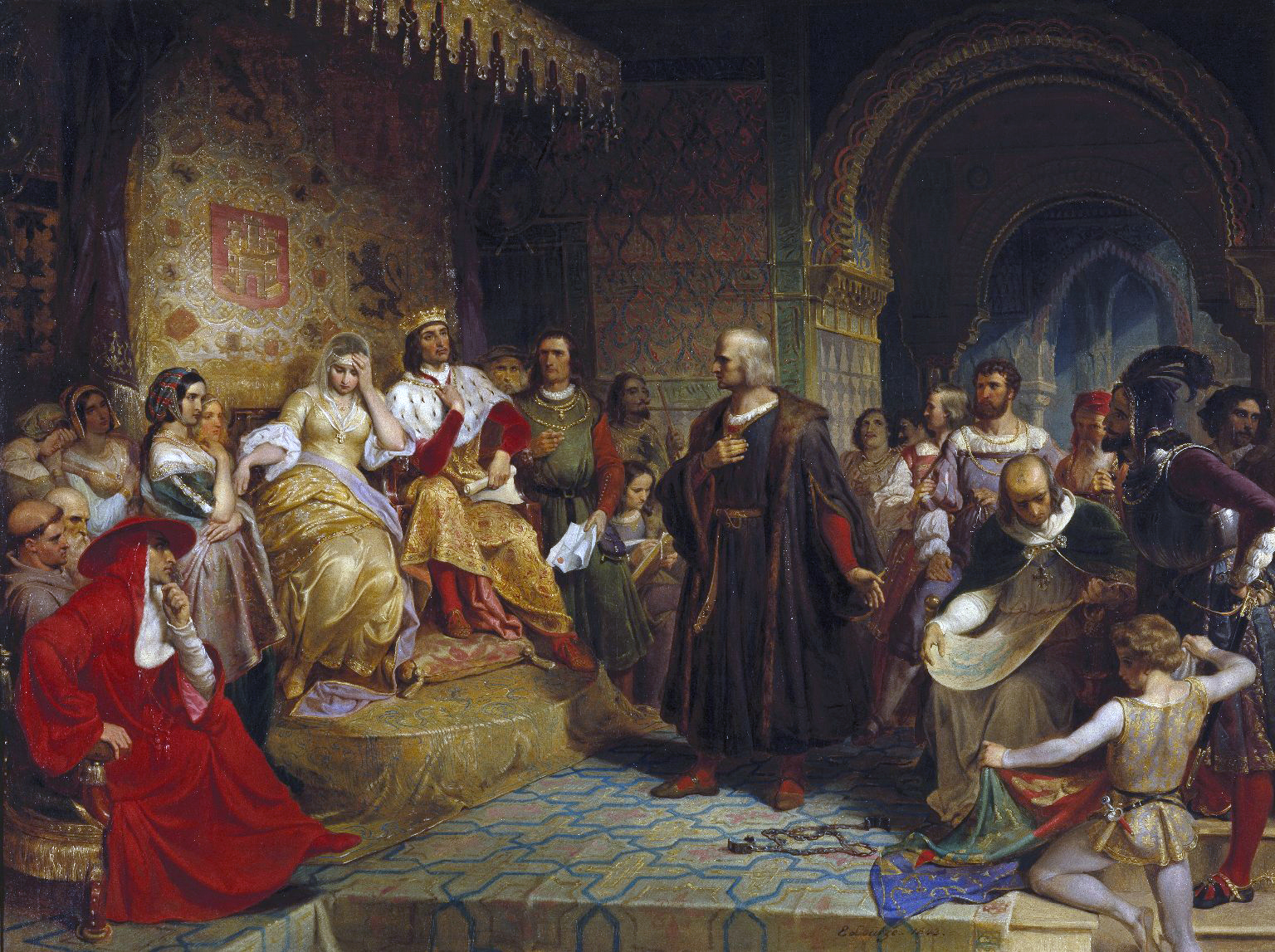
Columbus Before the Queen von Emanuel Leutze, 1843
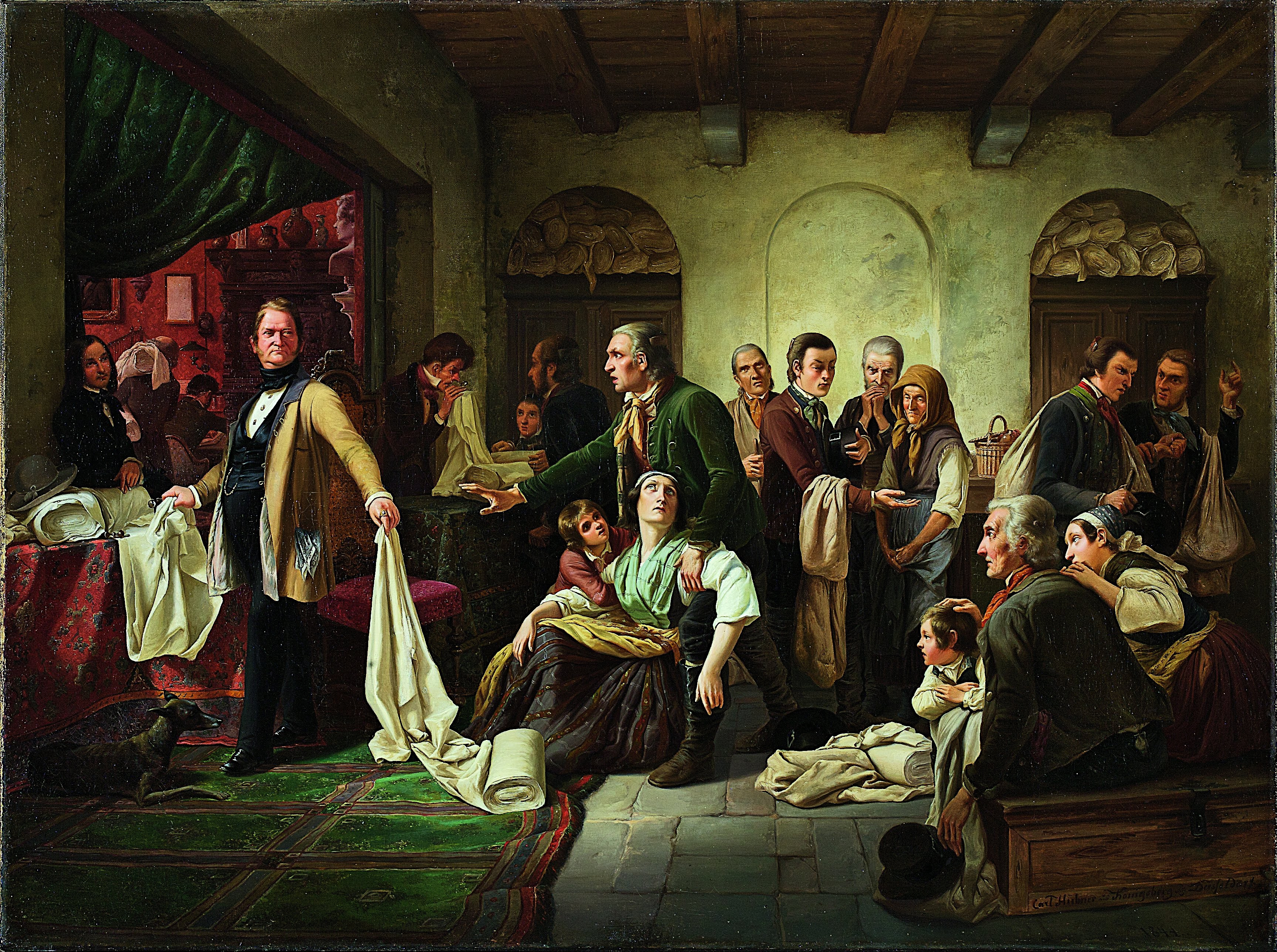
Die schlesischen Weber von Carl Wilhelm Hübner, 1844
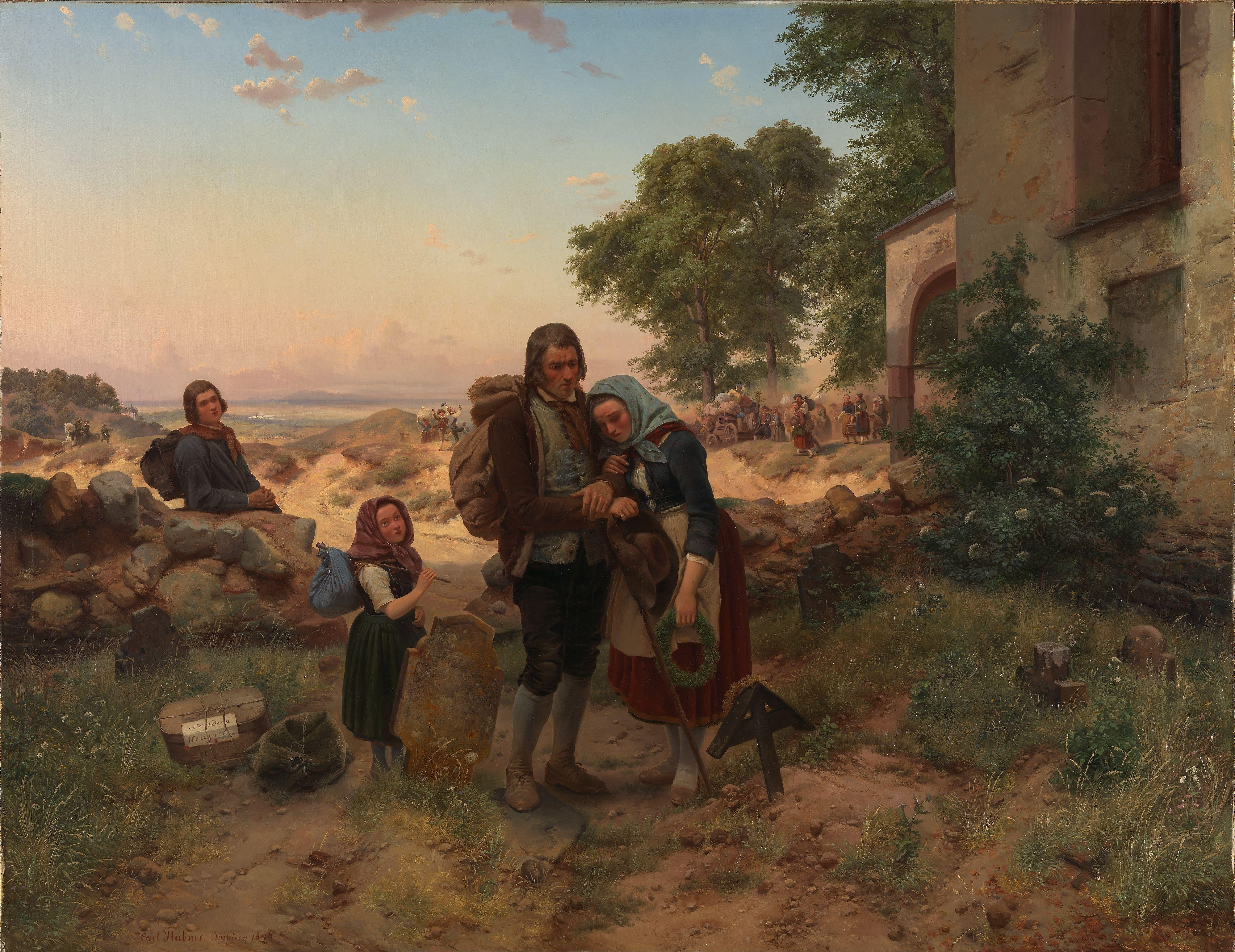
Die Auswanderer von Carl Wilhelm Hübner, 1846
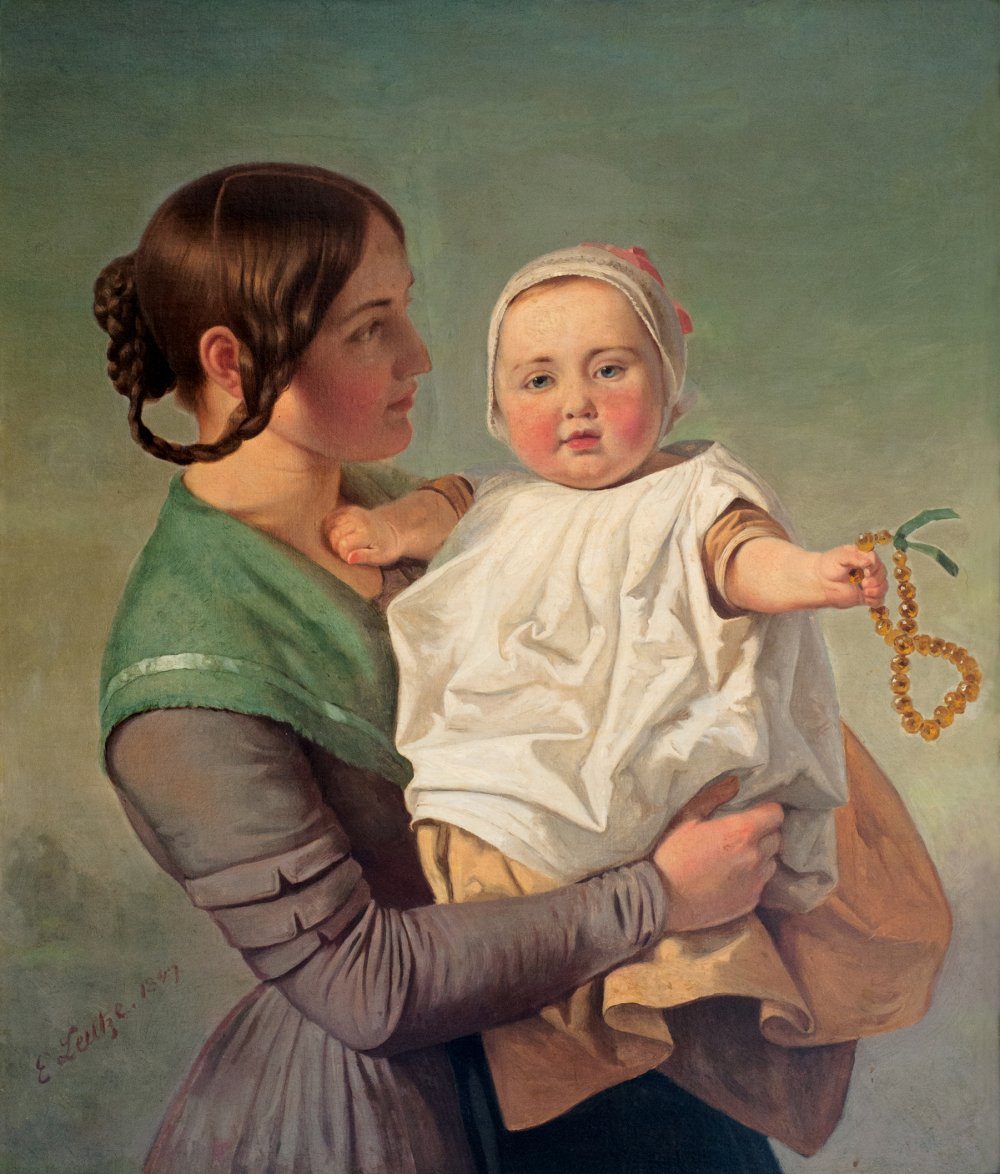
Die Bernsteinkette von Emanuel Leutze, 1847
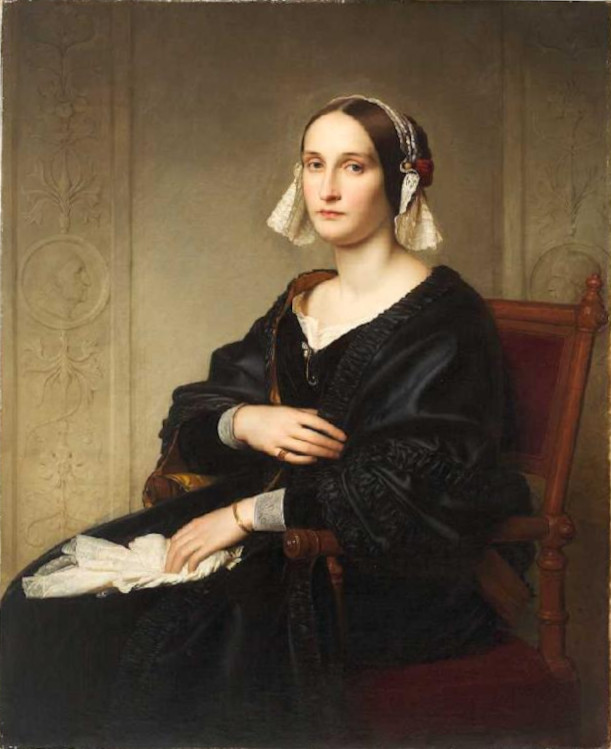
Bildnis Lida Bendemann von Eduard Bendemann, 1847
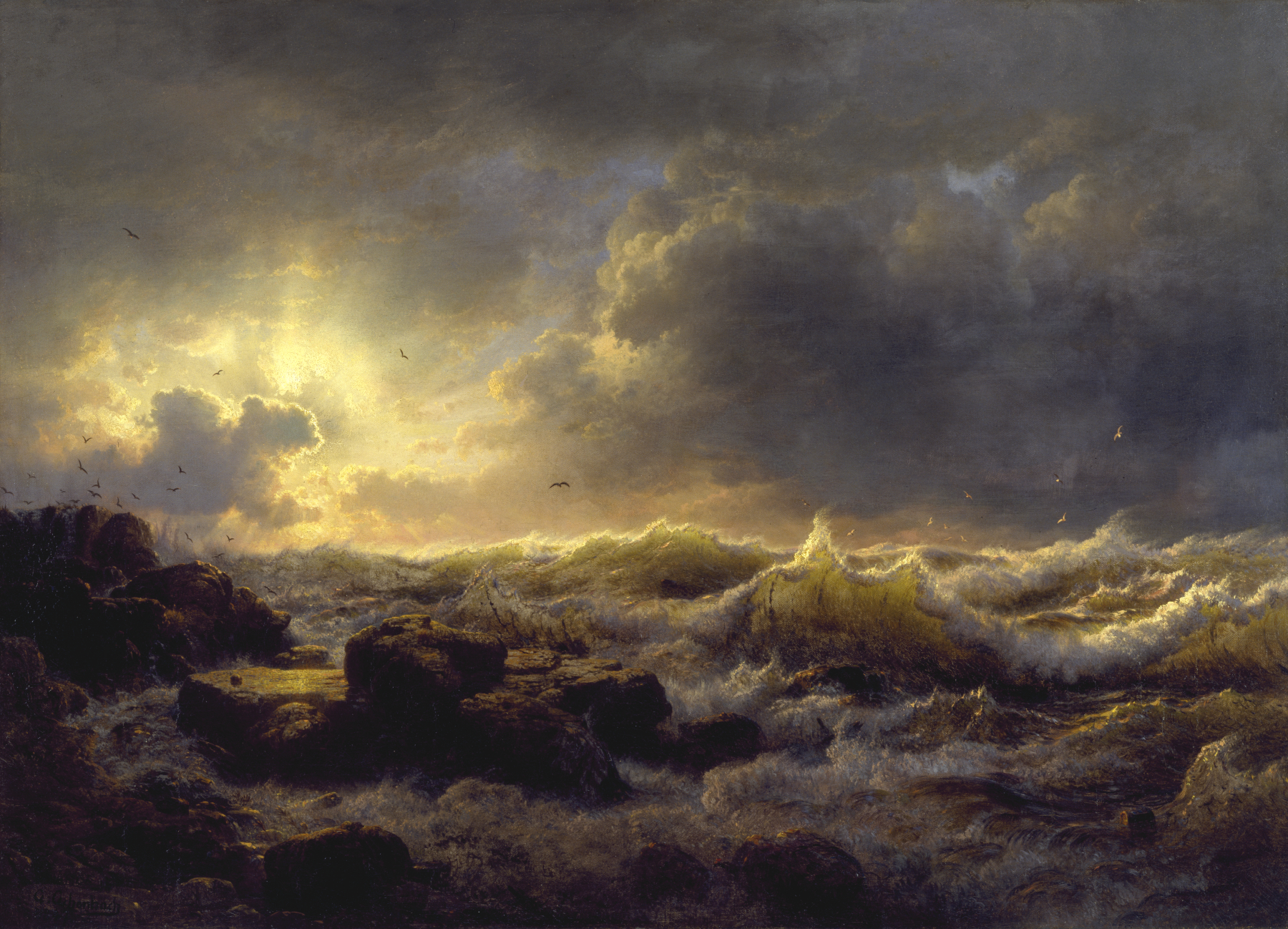
Aufbrechen des Himmels an der Küste Siziliens von Andreas Achenbach, 1847
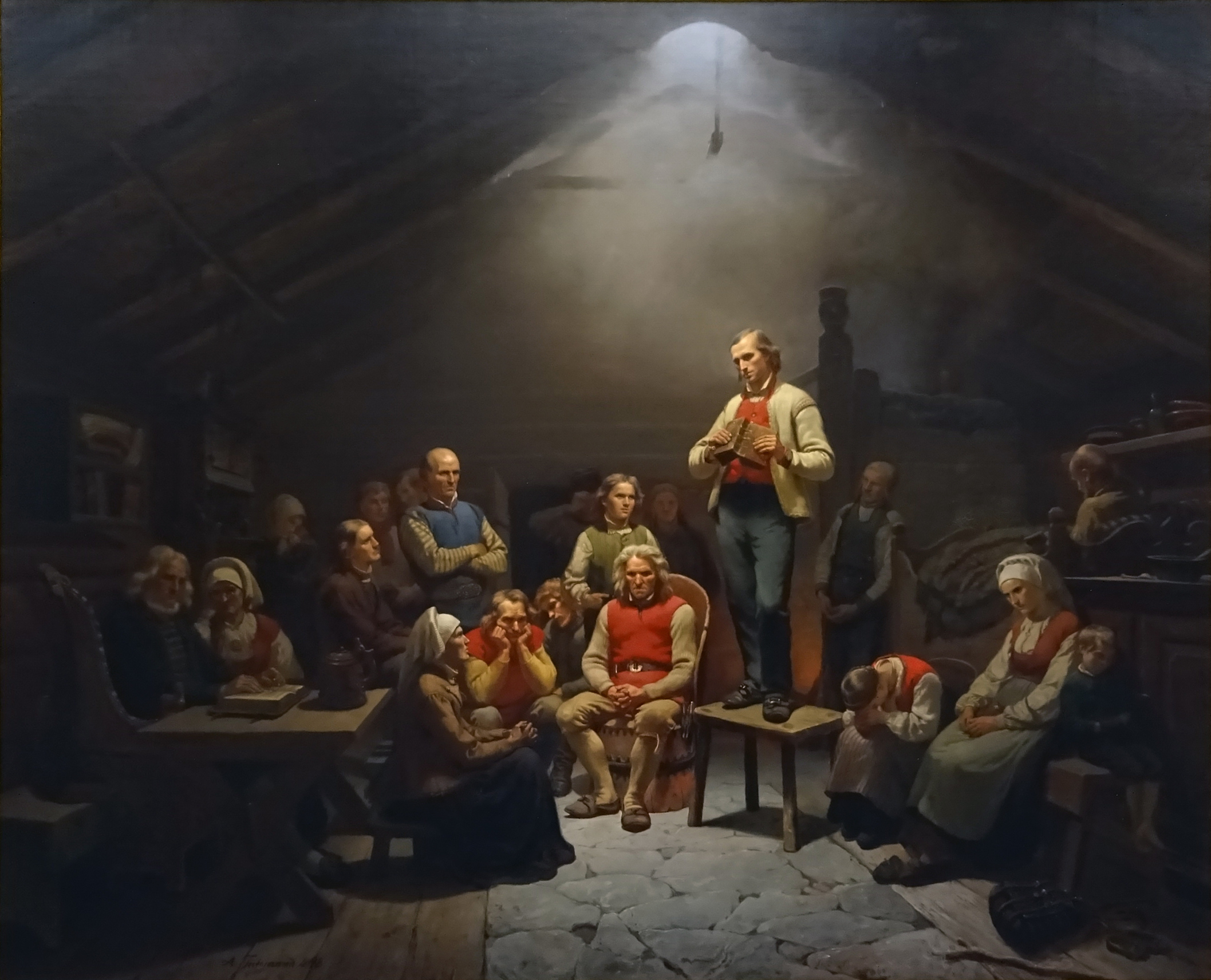
Die Haugianer von Adolph Tidemand, 1848
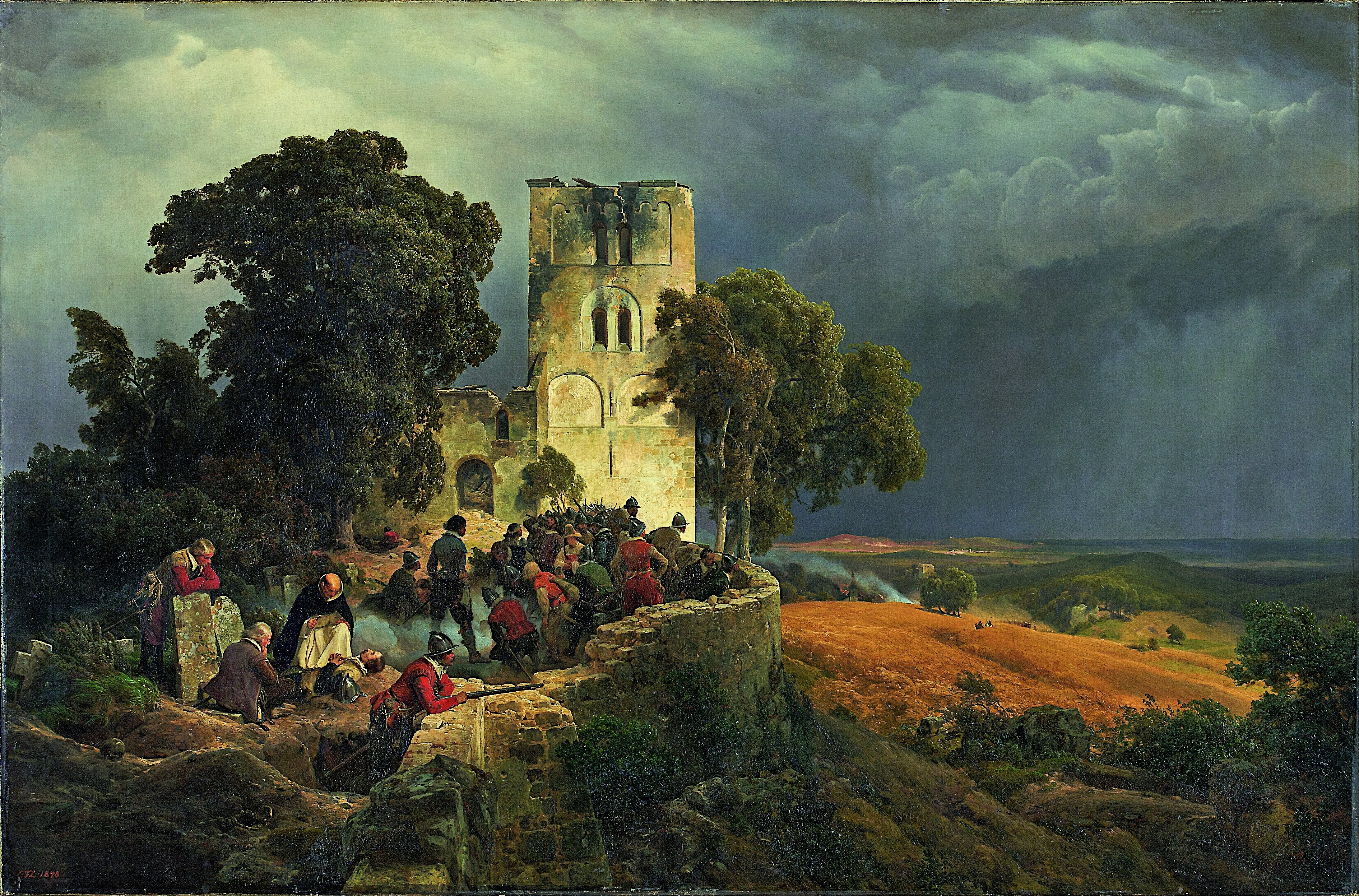
Die Belagerung von Carl Friedrich Lessing, 1848
War News from Mexico von Richard Caton Woodville, 1848
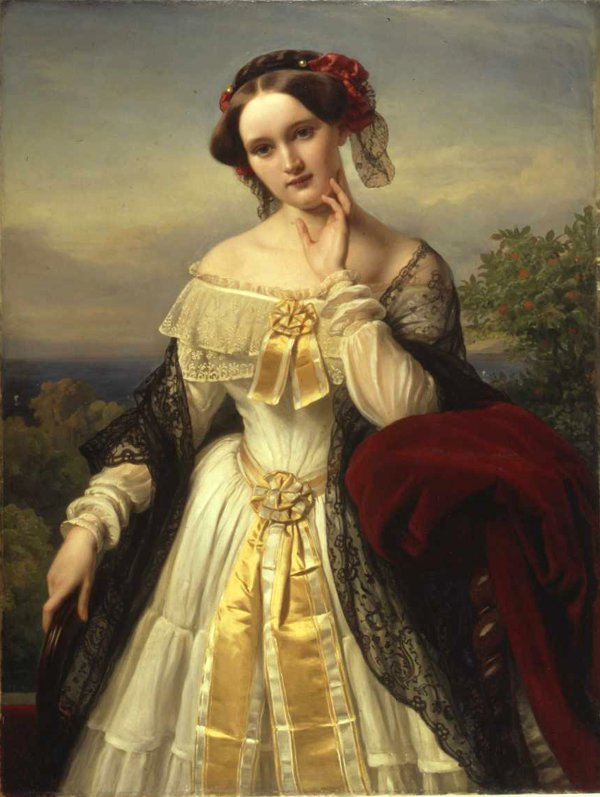
Mathilde Wesendonck von Karl Ferdinand Sohn, 1850
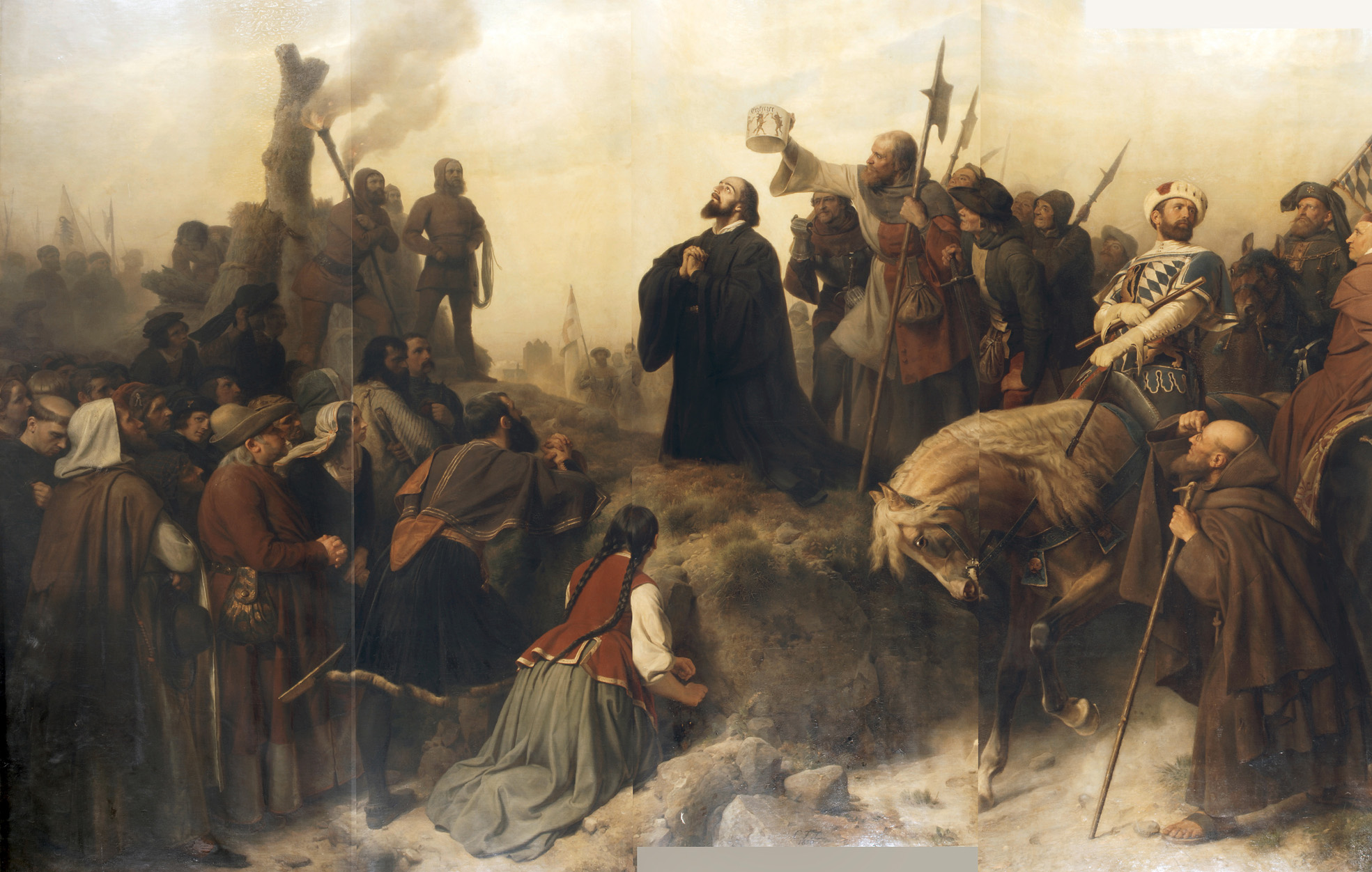
Johann Hus vor dem Scheiterhaufen von Carl Friedrich Lessing, 1850
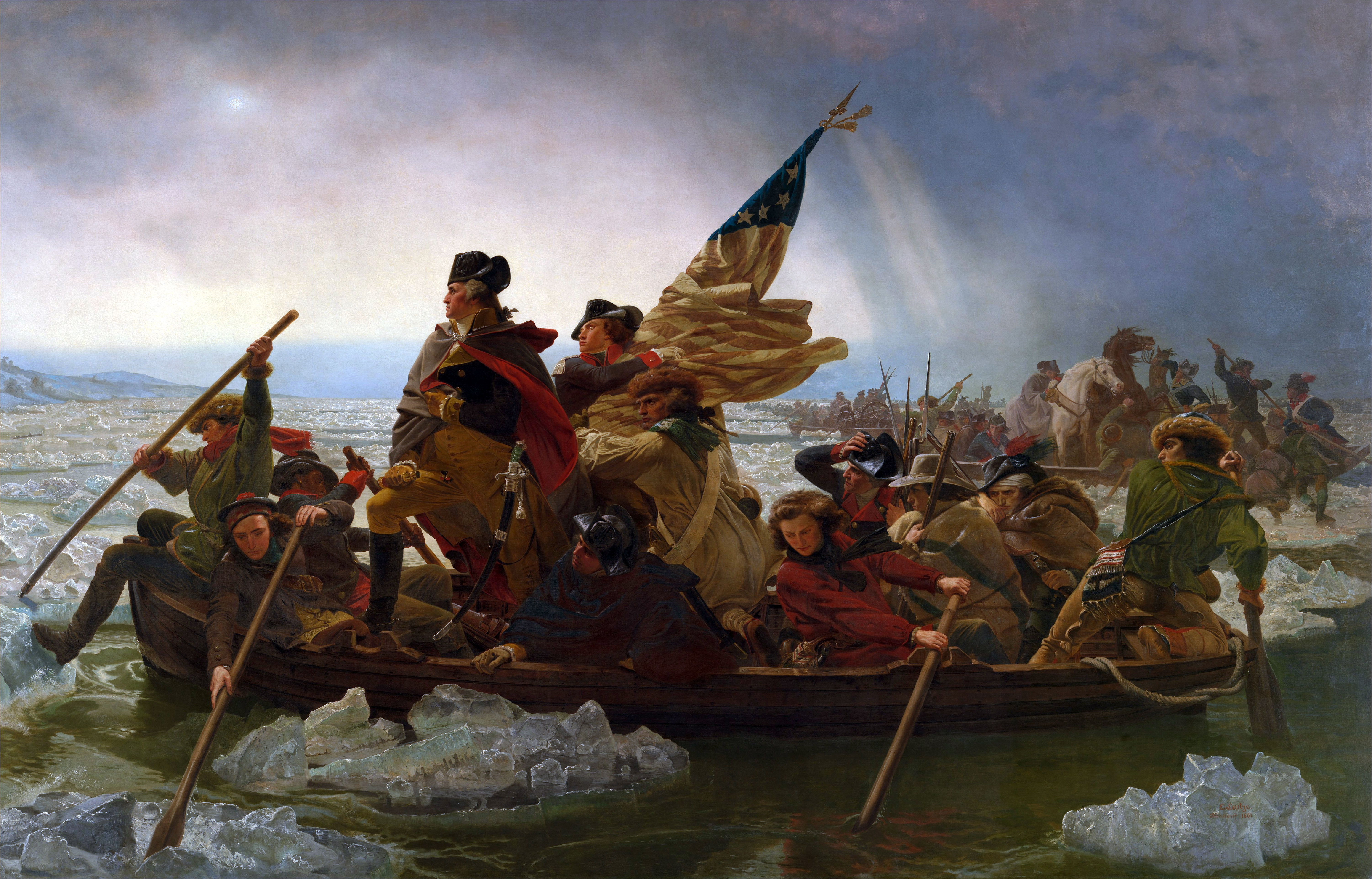
Washington Crossing the Delaware von Emanuel Leutze, 1851
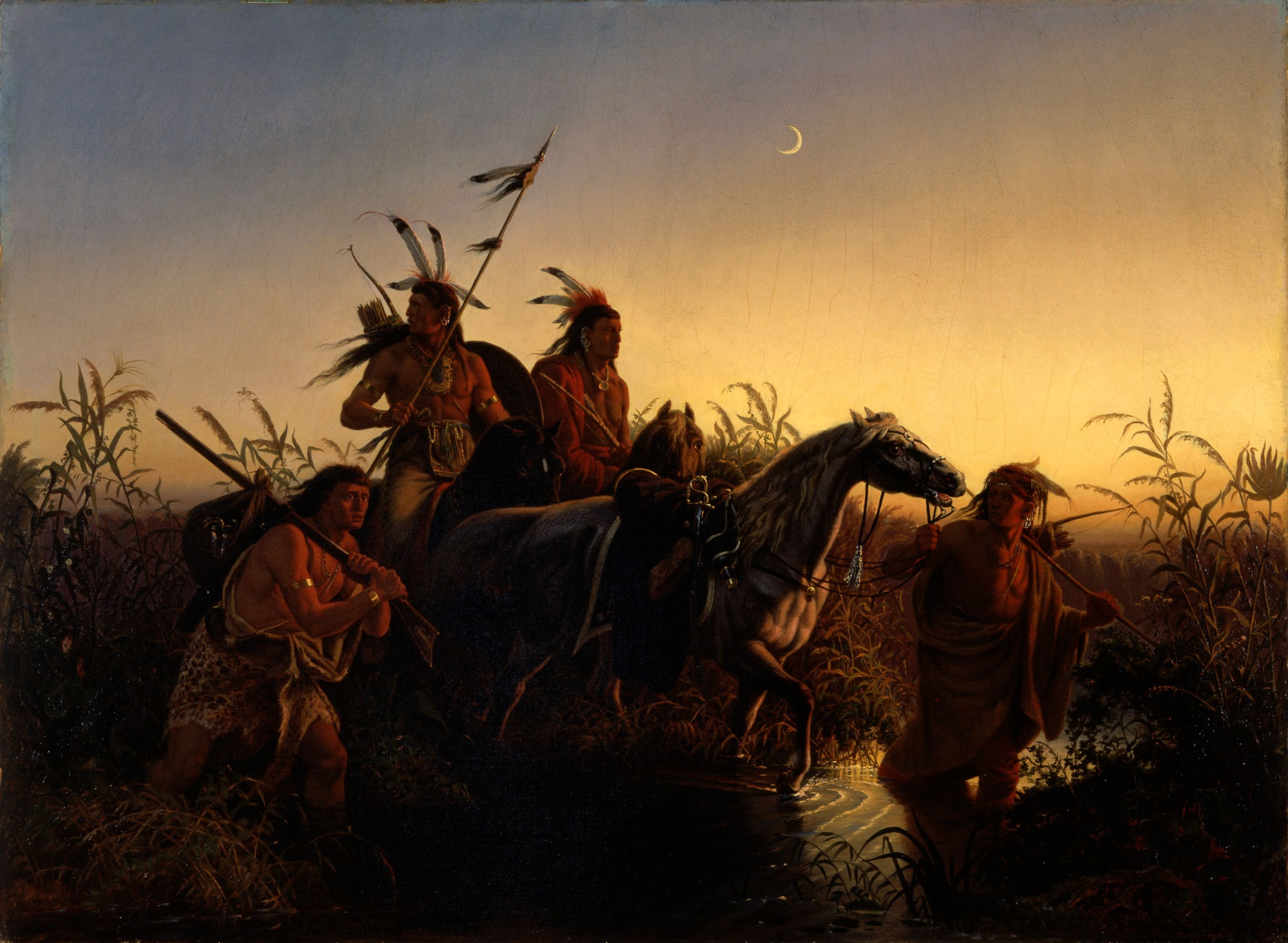
The Captive Charger von Charles Wimar, 1854
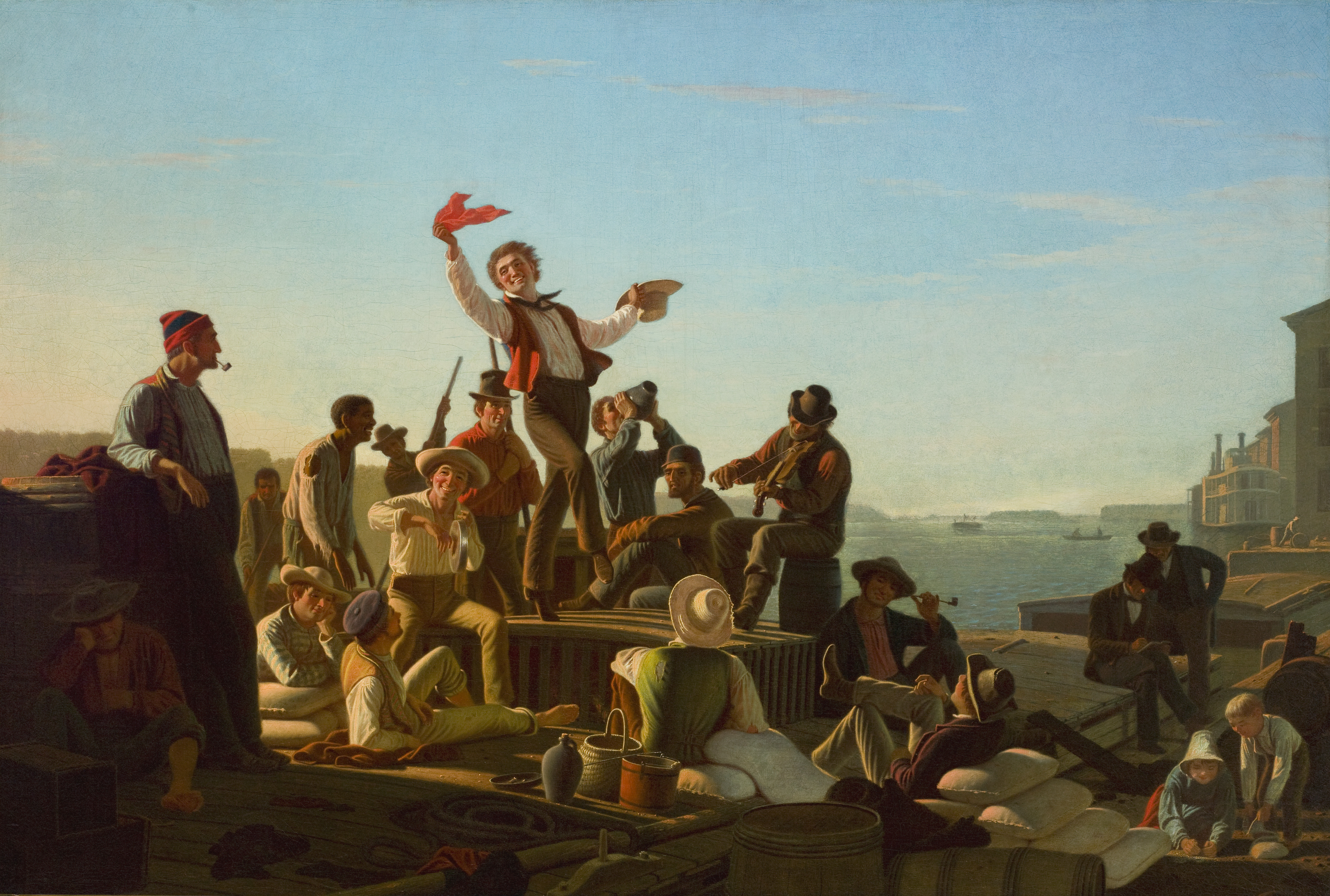
Jolly Flatboatmen in Port von George Caleb Bingham, 1857
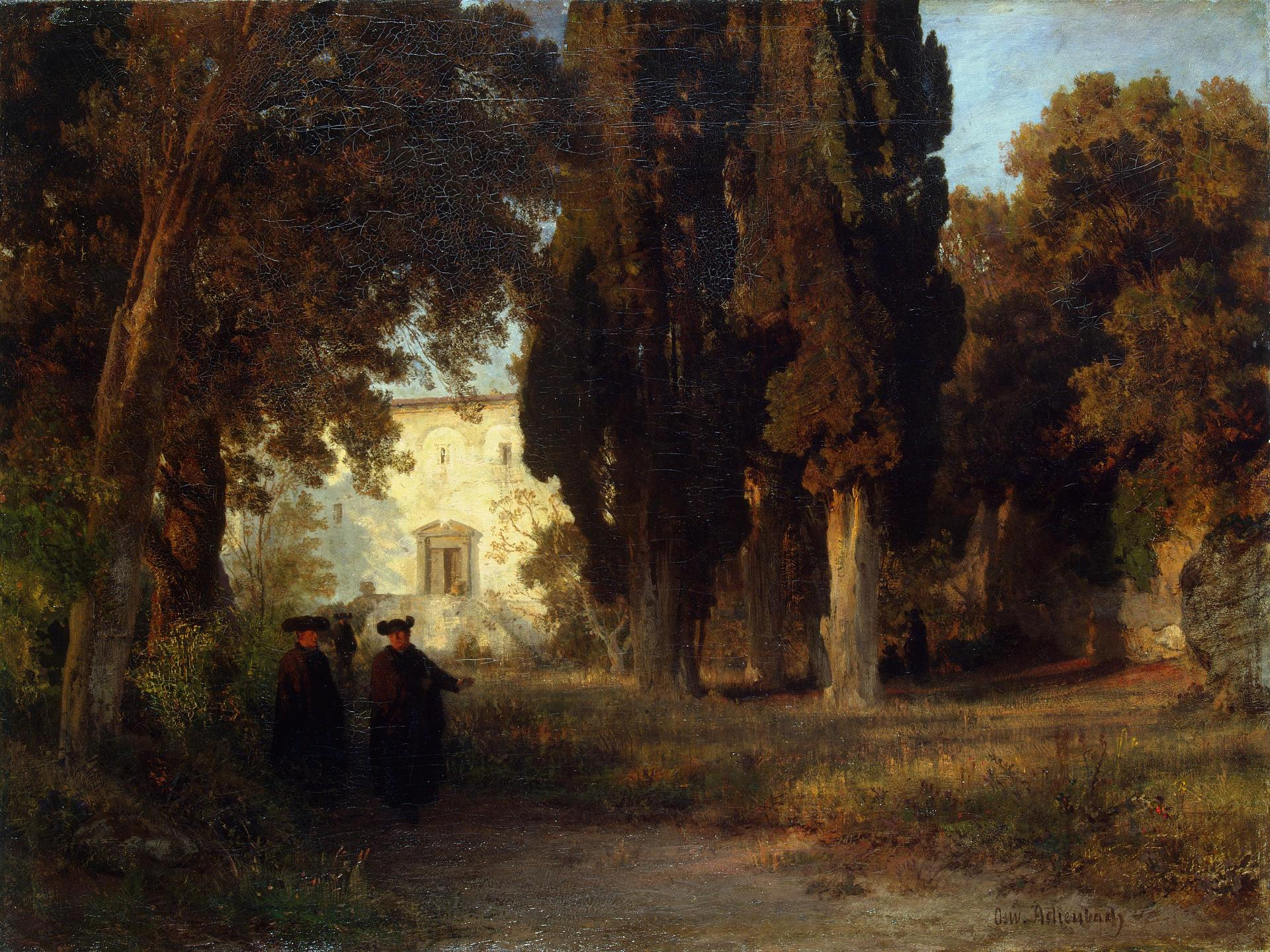
Klostergarten von Oswald Achenbach, nach 1857
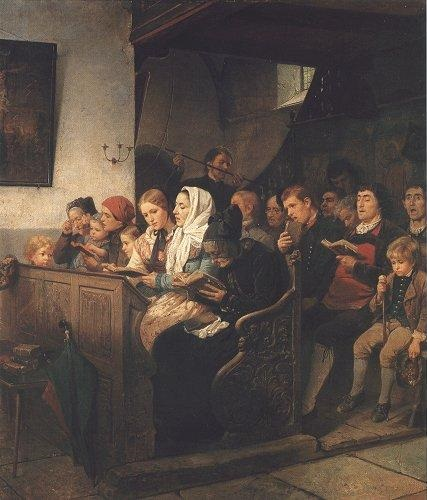
Dorfkirche mit Andächtigen von Benjamin Vautier, 1858
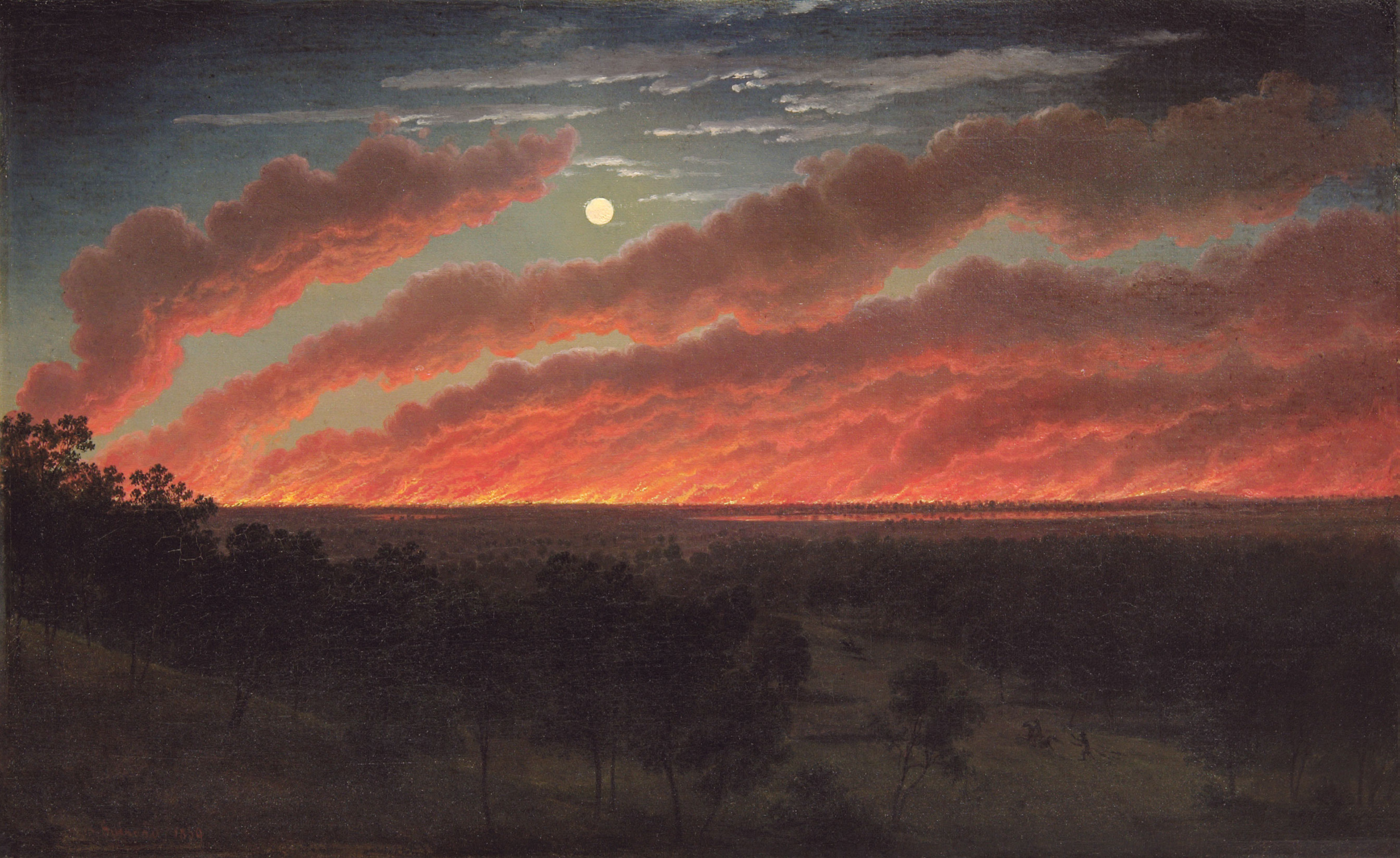
Das Buschfeuer zwischen Mount Elephant und Timboon im Jahr 1857 von Eugene von Guerard, 1859
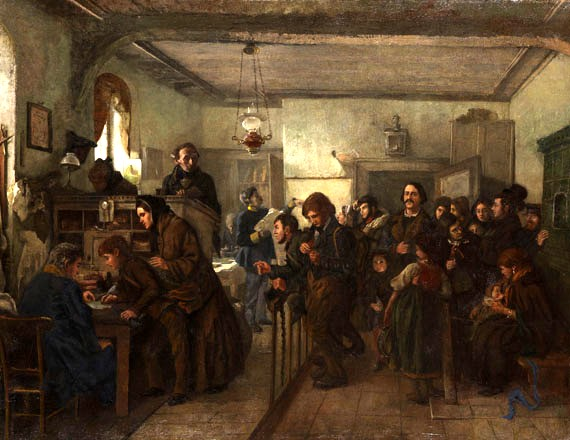
Im Auswanderungsbüro (In der Pass- und Polizeistube vor der Emigration) von Felix Schlesinger, 1859
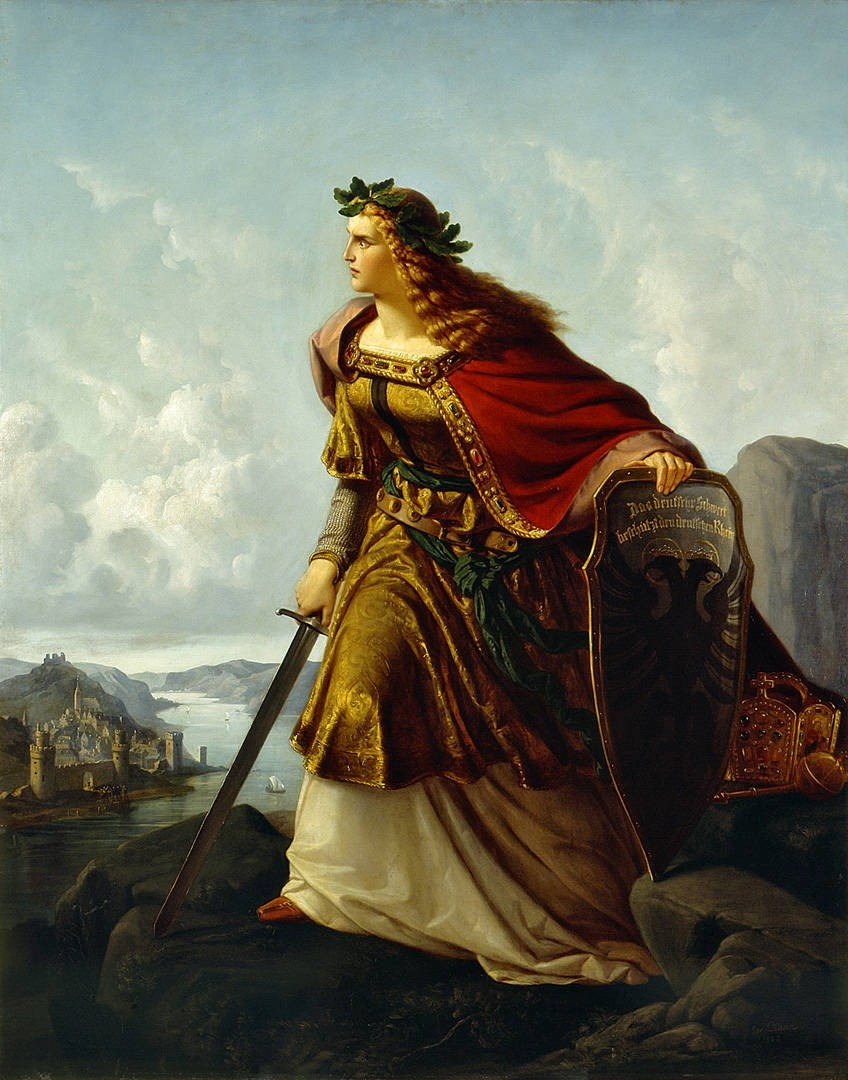
Germania auf der Wacht am Rhein von Lorenz Clasen, 1860
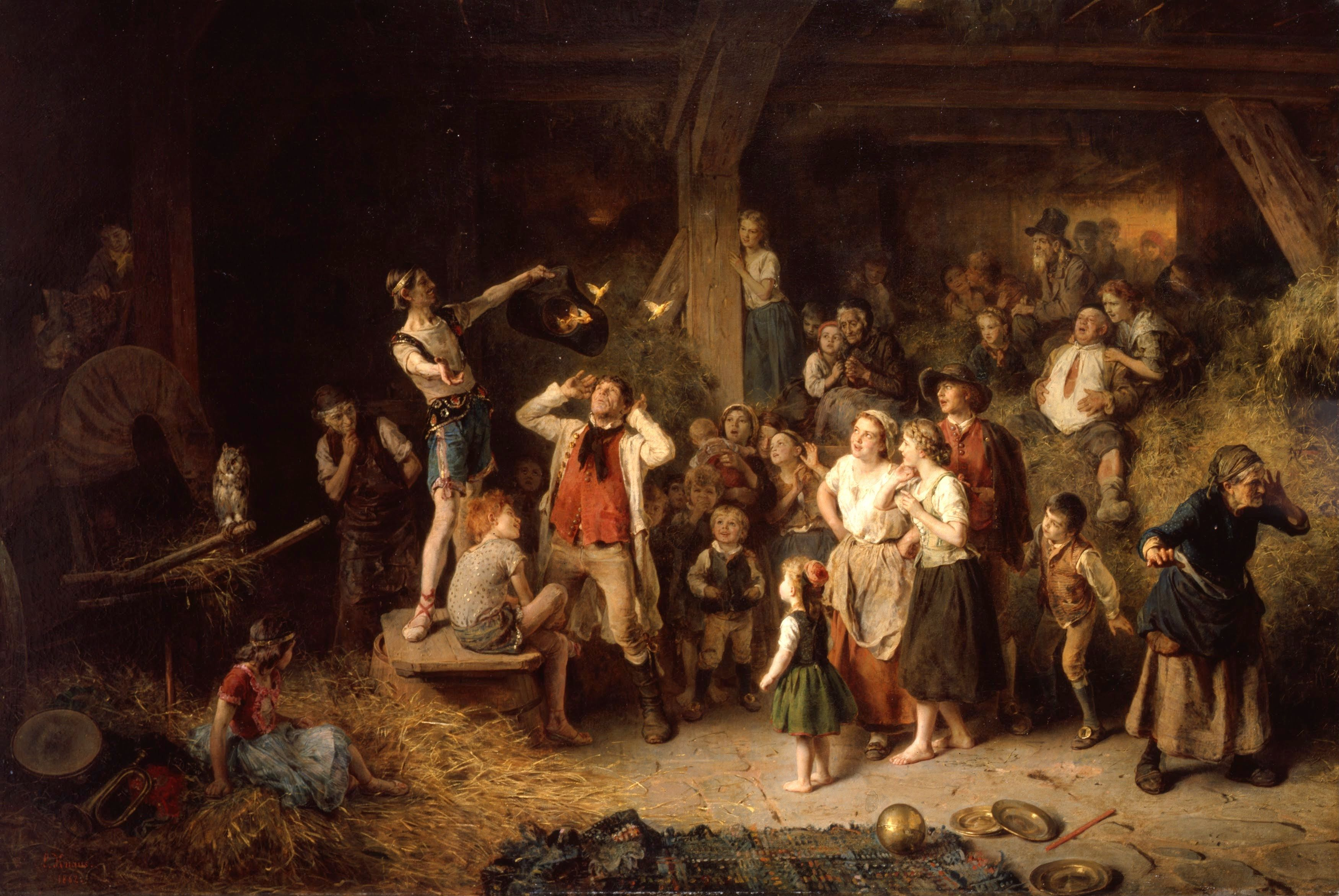
Der Taschenspieler in der Scheune von Ludwig Knaus, 1862
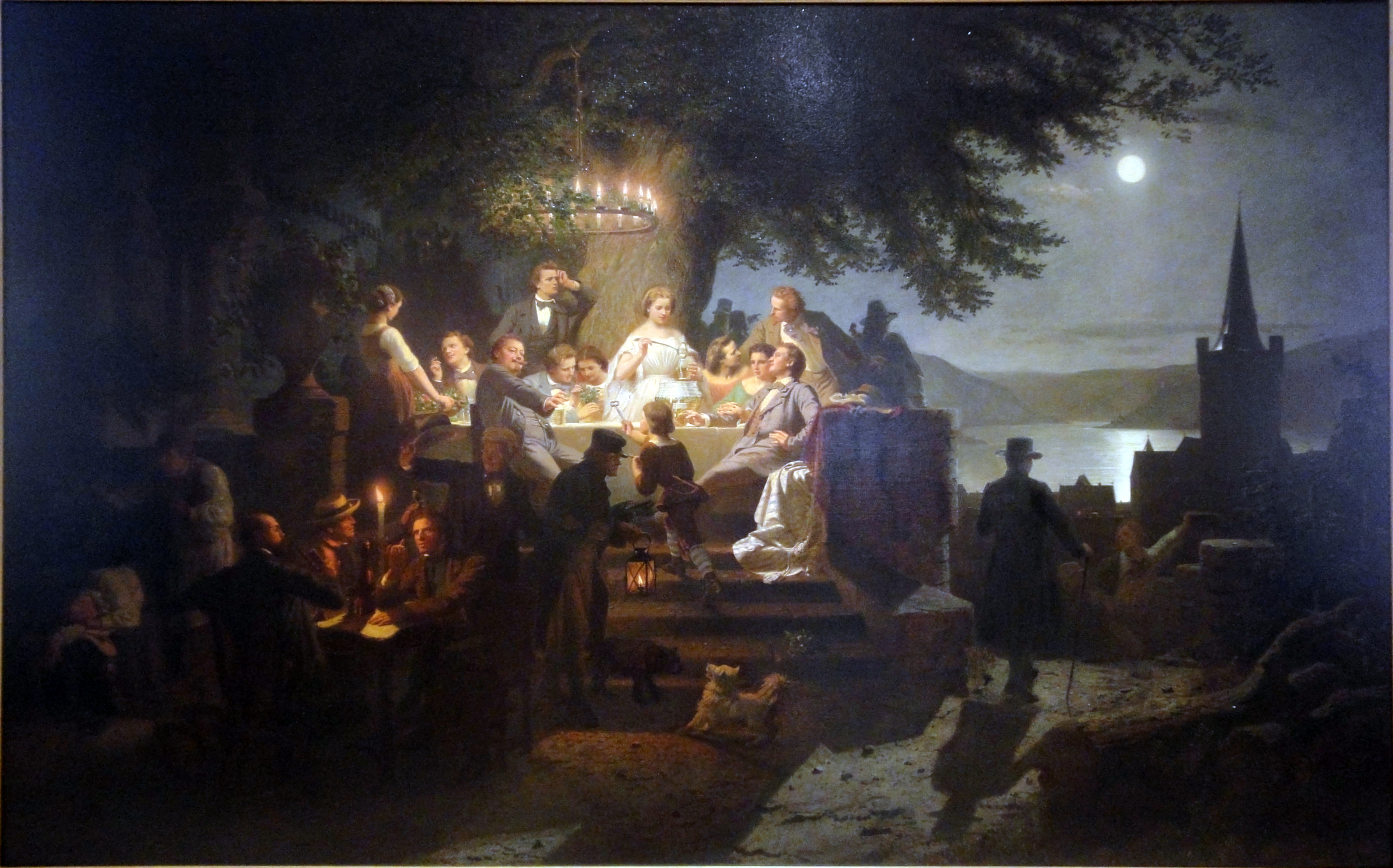
Sommernacht am Rhein von Christian Eduard Boettcher, 1862
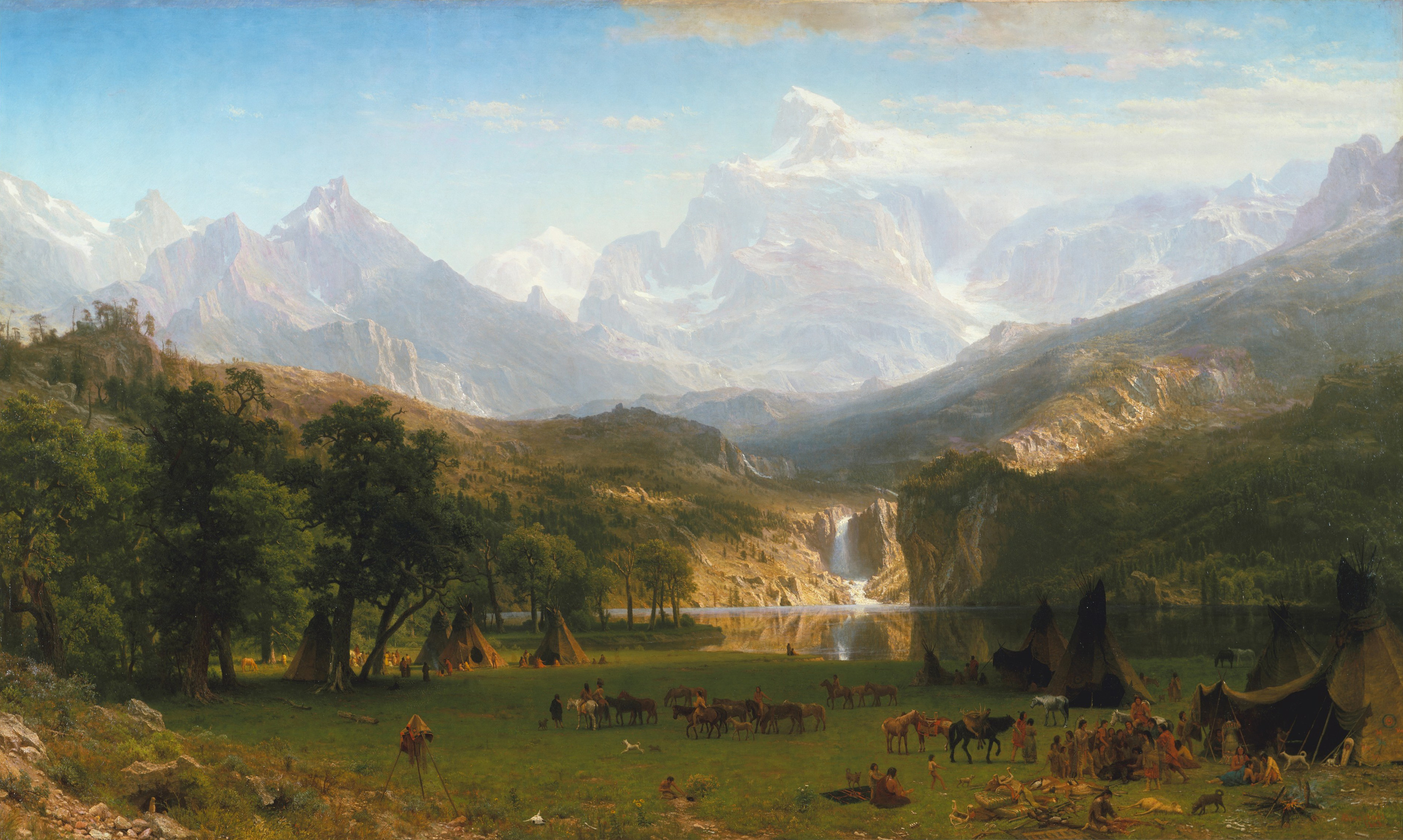
Rocky Mountains – Lander’s Peak von Albert Bierstadt, 1863
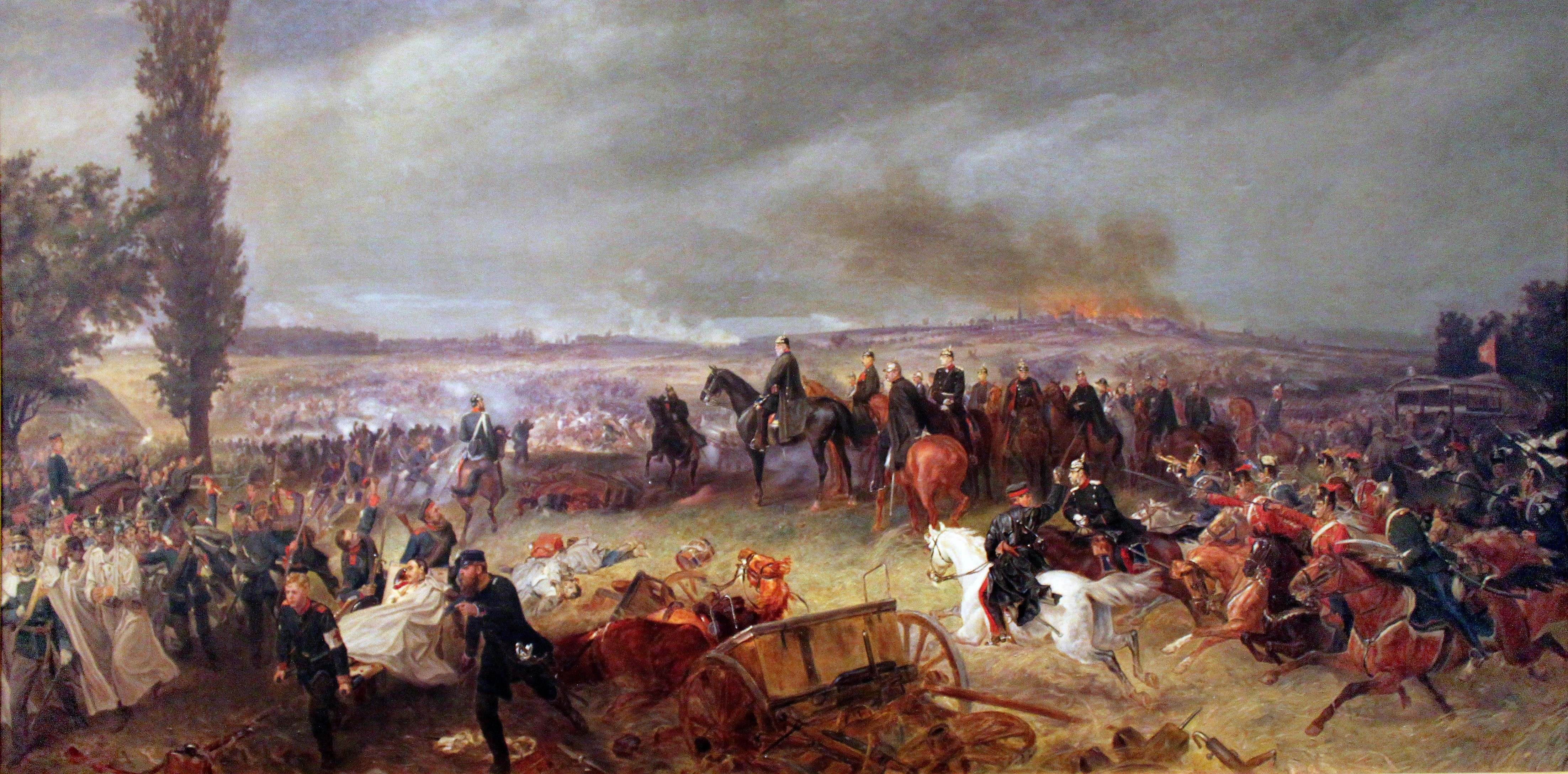
Schlacht bei Königgrätz von Georg Bleibtreu, nach 1866
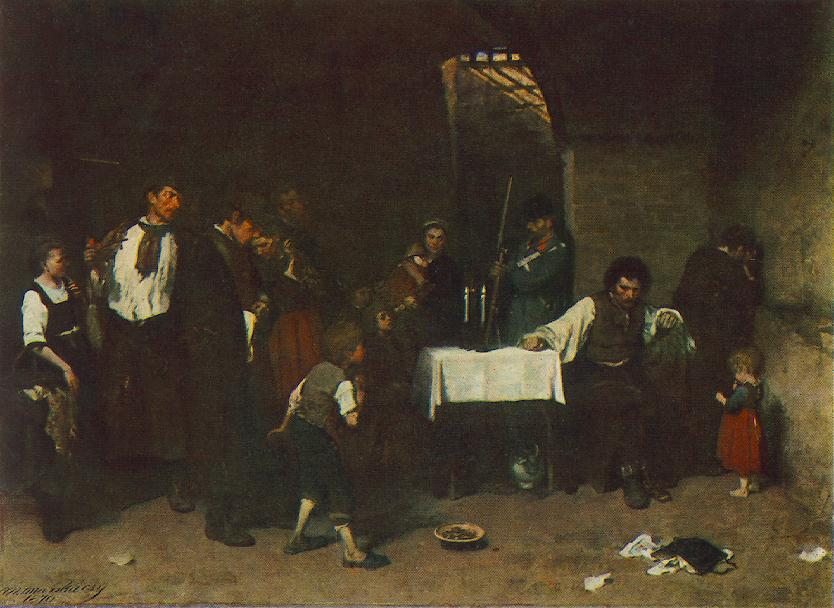
Der letzte Tag eines Verurteilten von Mihály Munkácsy, 1870
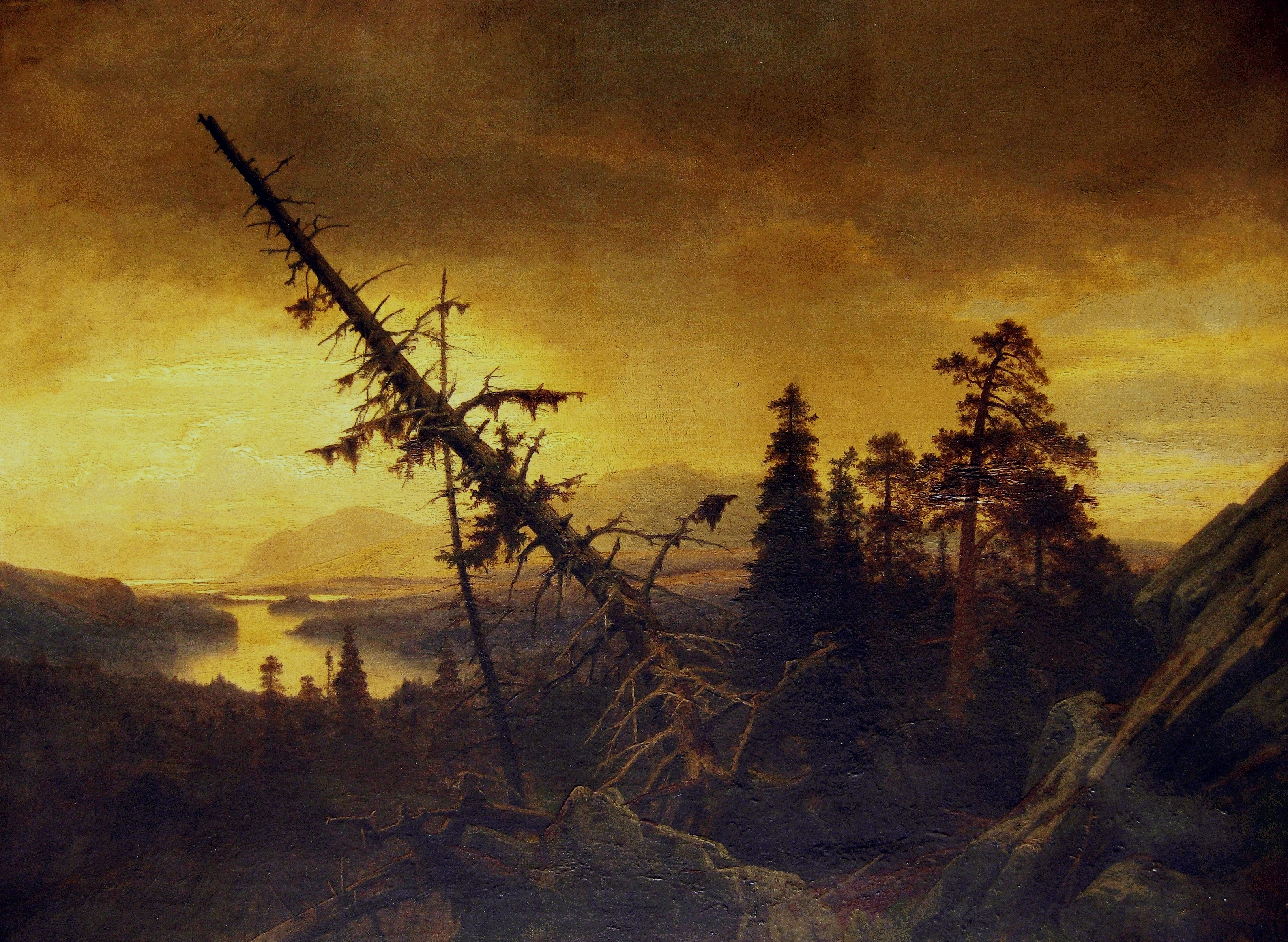
Ruhe nach dem Sturm von Erik Bodom, 1871
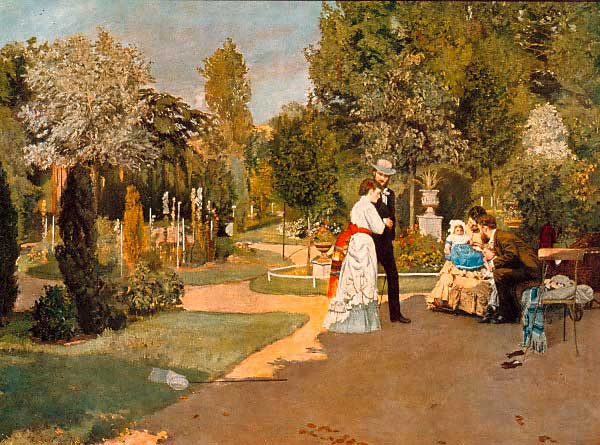
Gesellschaft im Park von Ernst te Peerdt, 1873
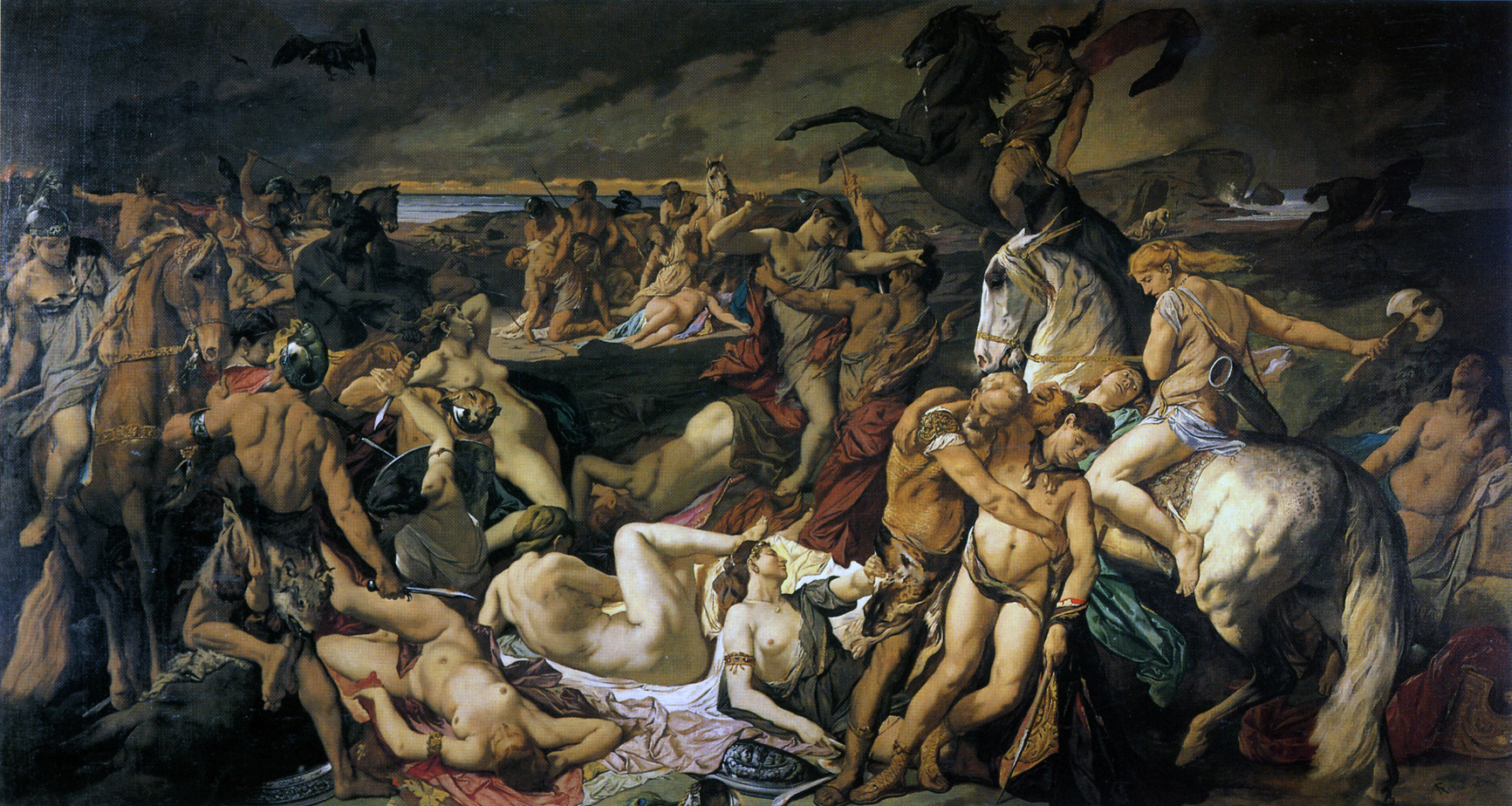
Die Amazonenschlacht von Anselm Feuerbach, 1873
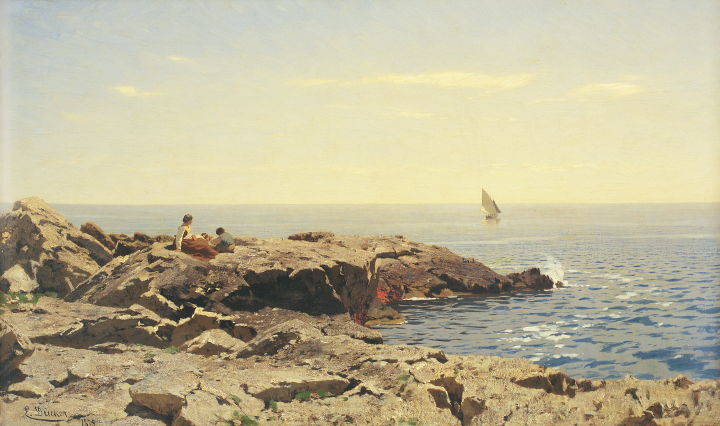
An der Küste von Eugen Dücker, 1875
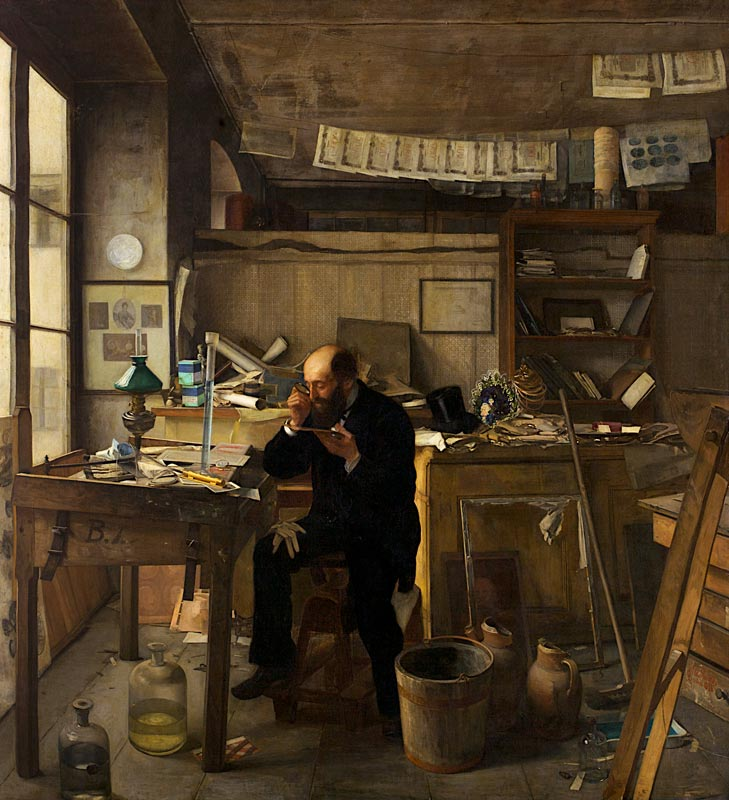
Der Kupferdrucker von Ernst te Peerdt, 1876
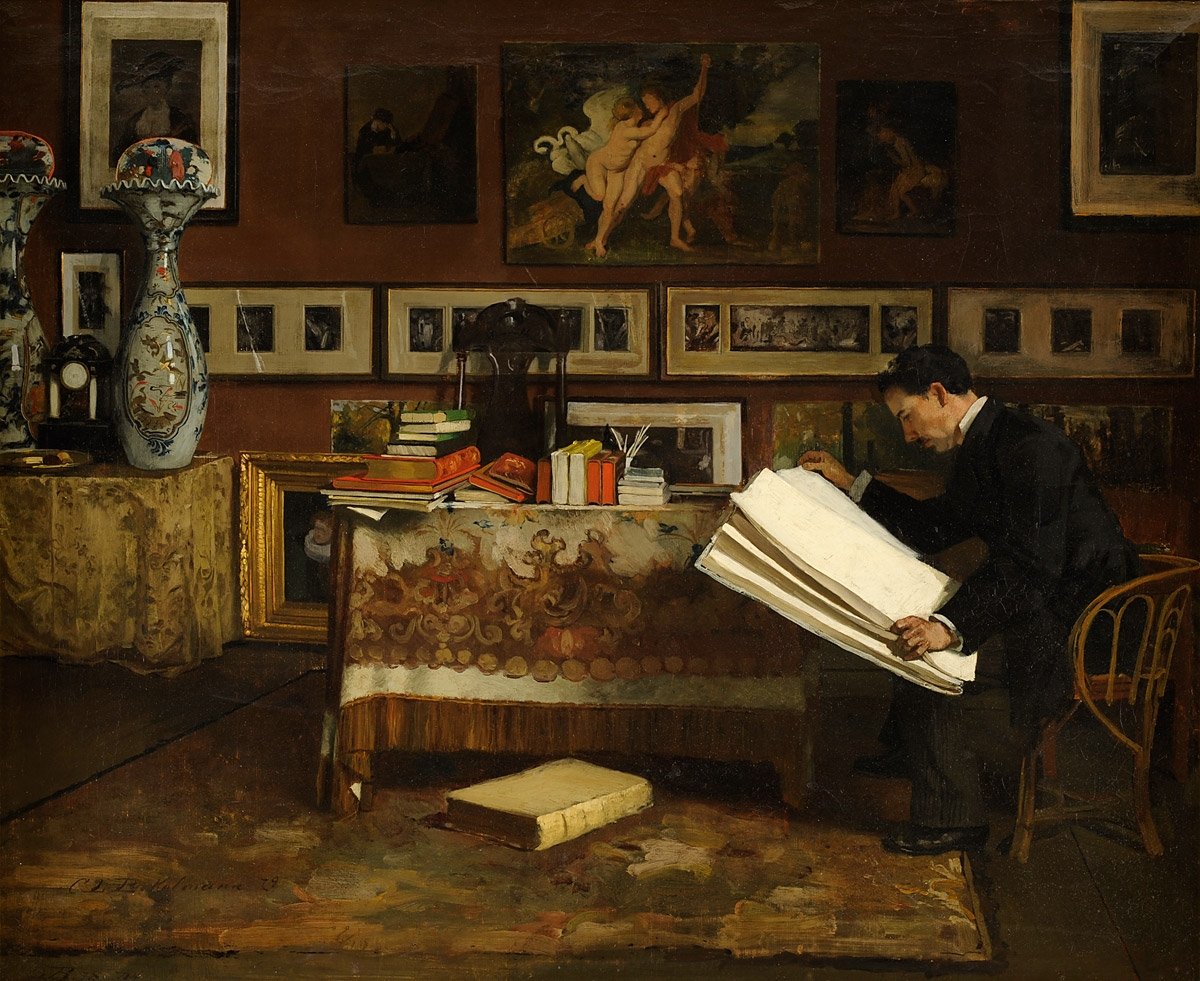
Der Kunstkenner von Christian Ludwig Bokelmann, 1879
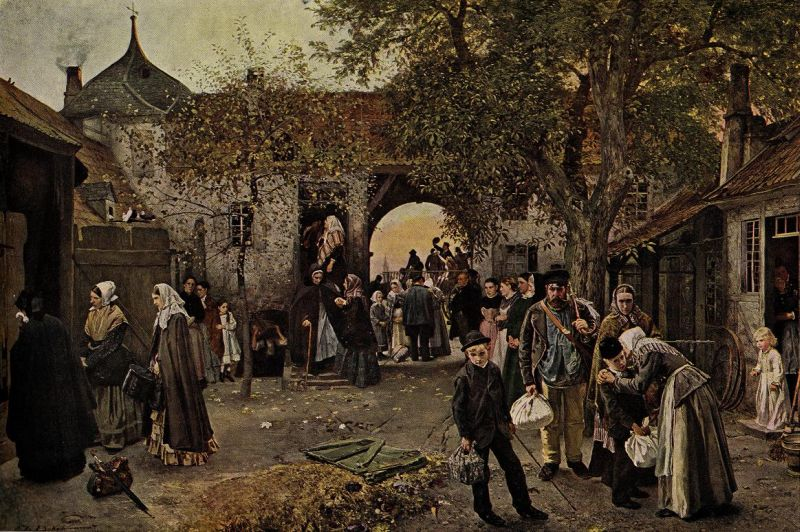
Abschied der Auswanderer von Christian Ludwig Bokelmann, 1882
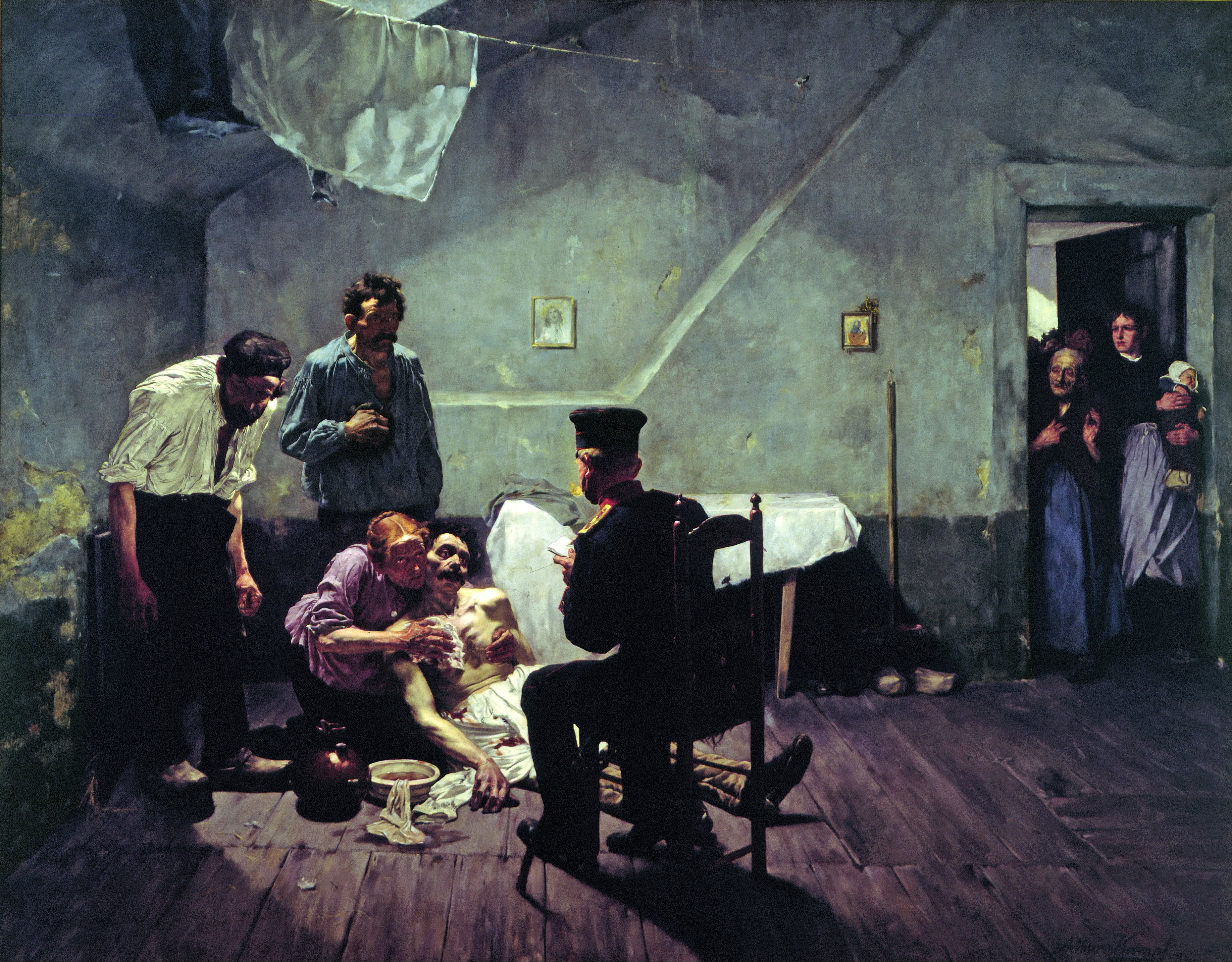
Die letzte Aussage von Arthur Kampf, 1886
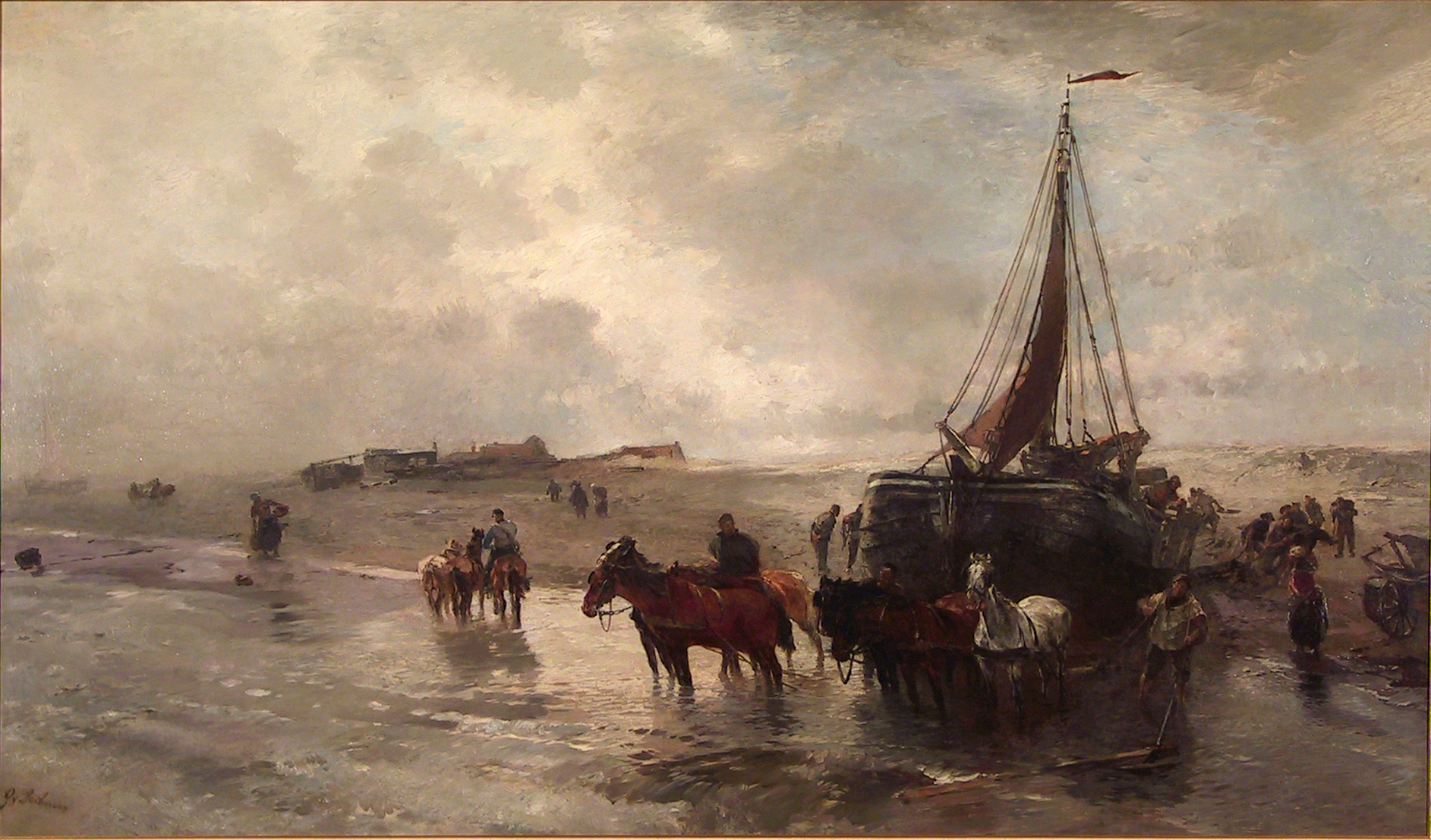
Flottmachen eines Fischerbootes von Gregor von Bochmann, 1888
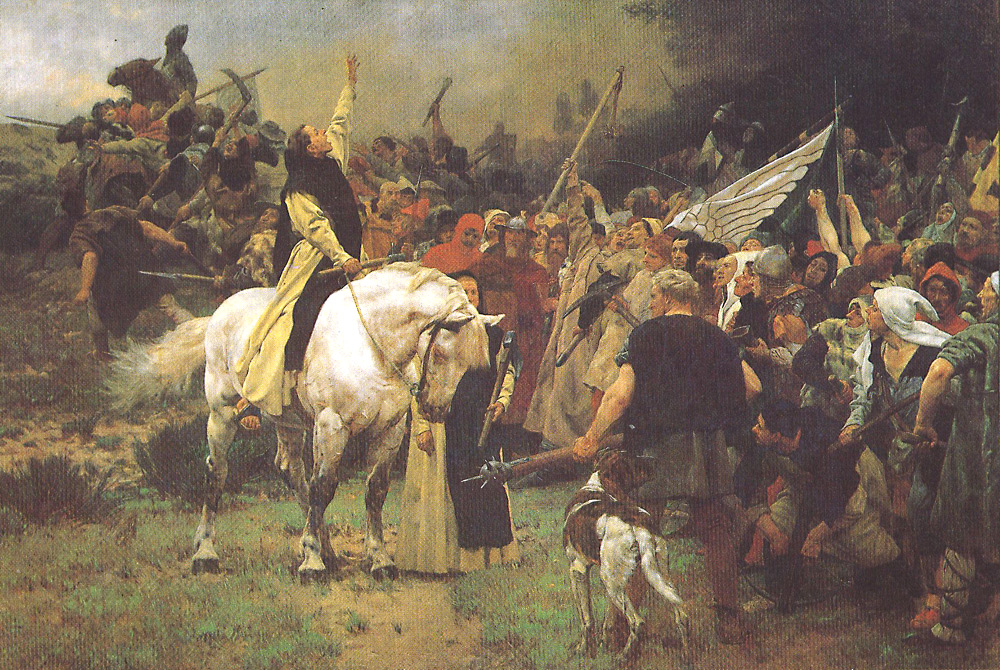
Walter Dodde und die bergischen Bauern bei der Schlacht bei Worringen von Peter Janssen dem Älteren, 1893
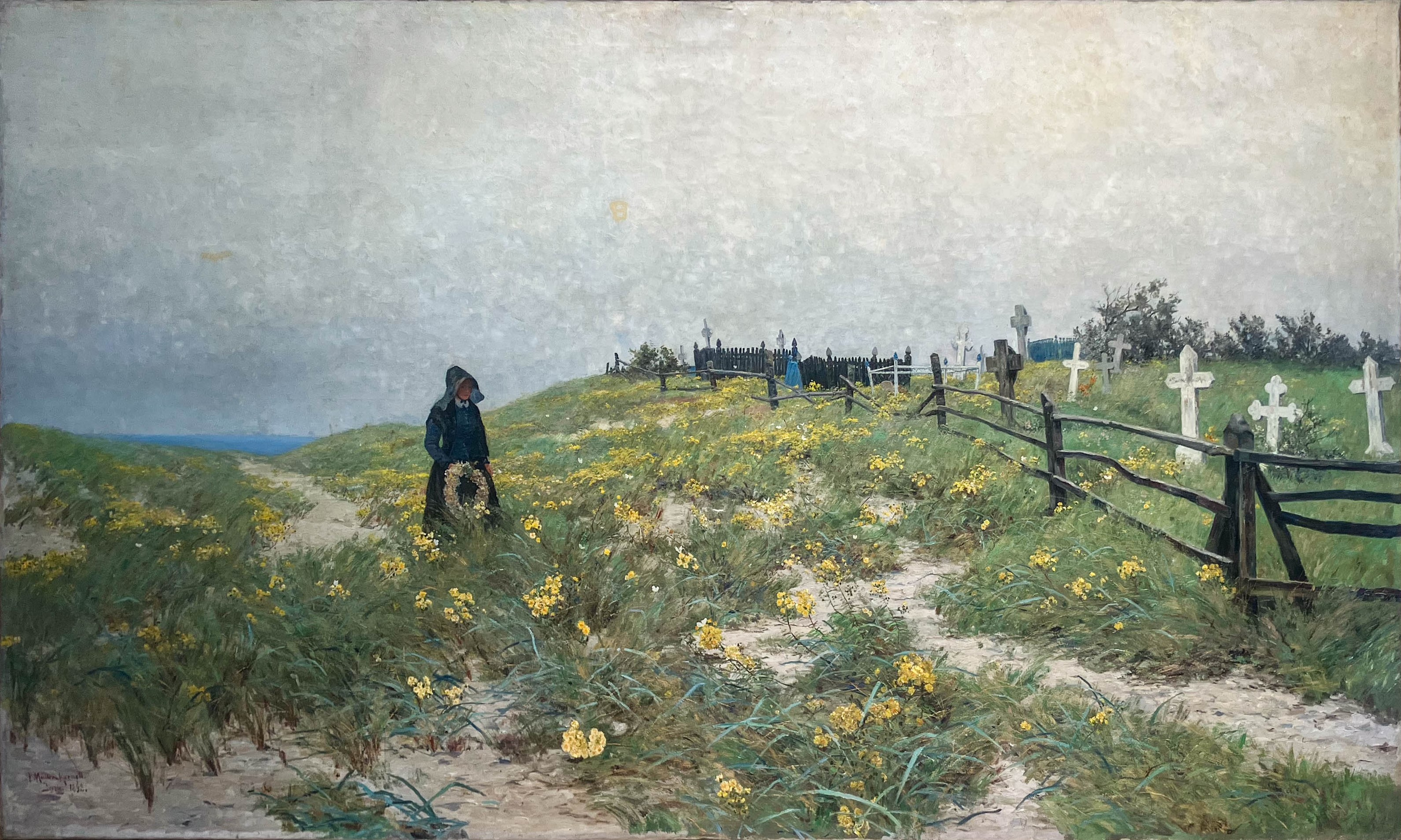
Schifferfriedhof in den Dünen von Ahrenshoop von Paul Müller-Kaempff, 1893
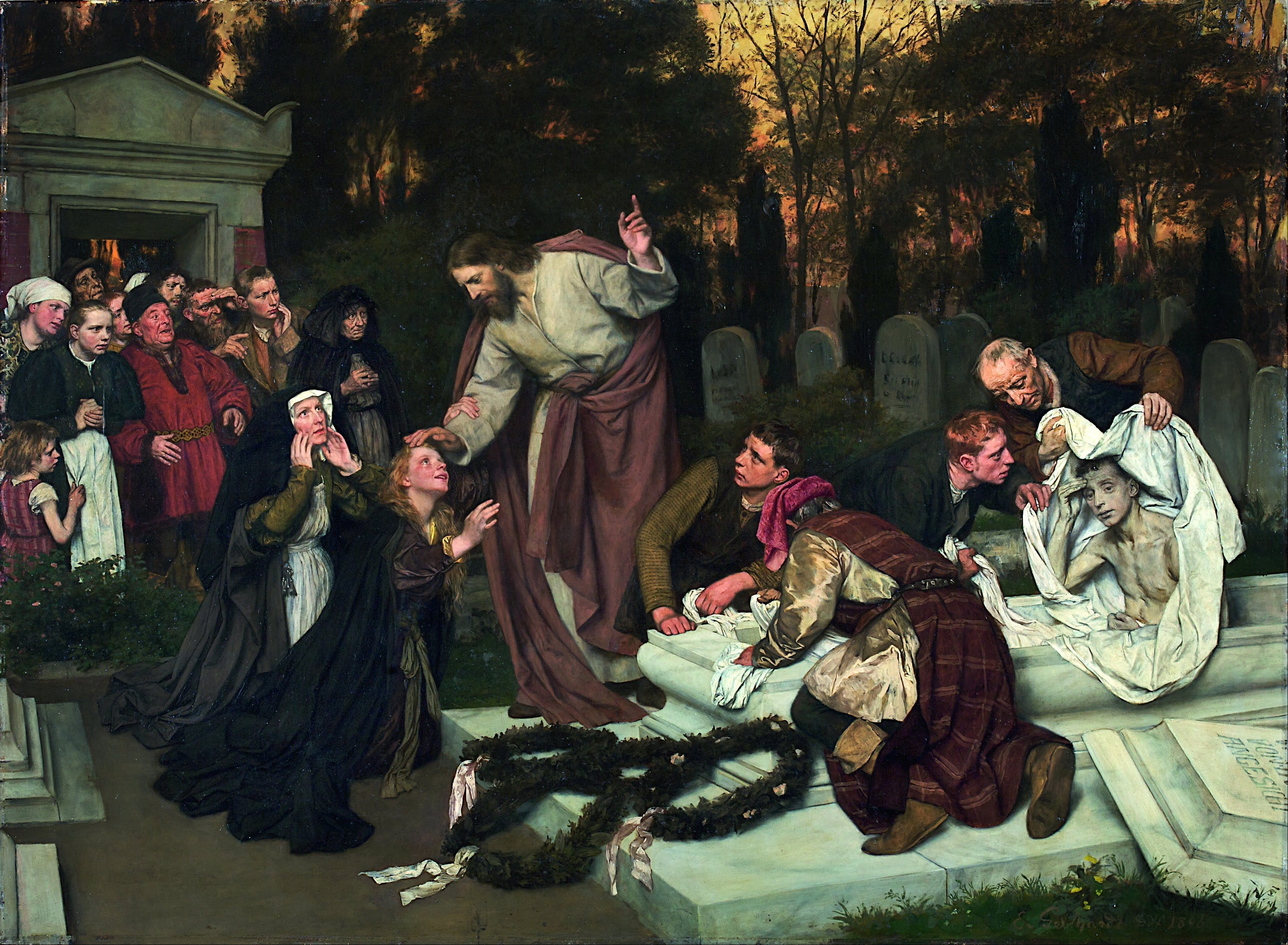
Die Auferweckung des Lazarus von Eduard von Gebhardt, 1896
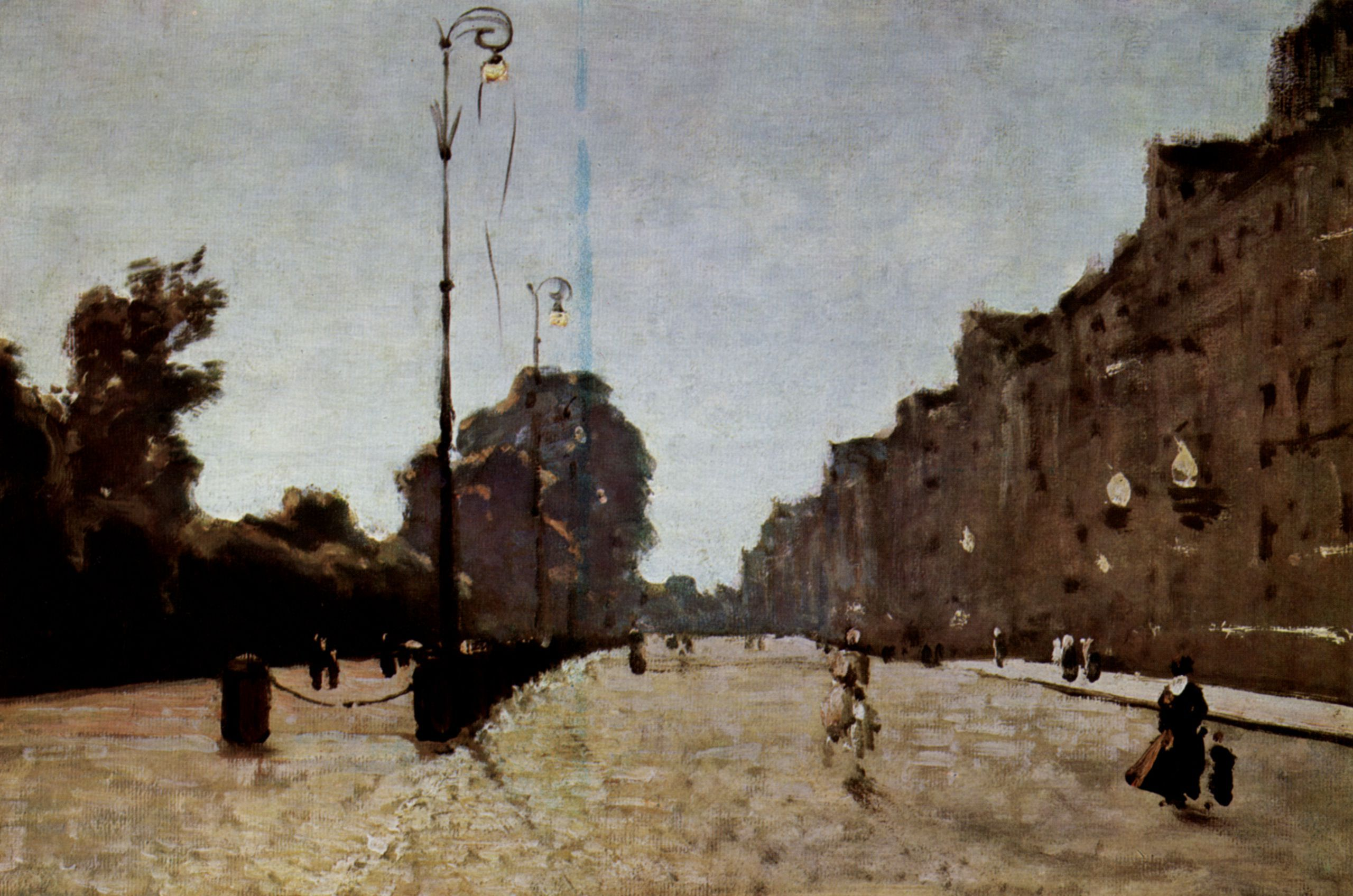
Kassel, Schöne Aussicht von Louis Kolitz, um 1900
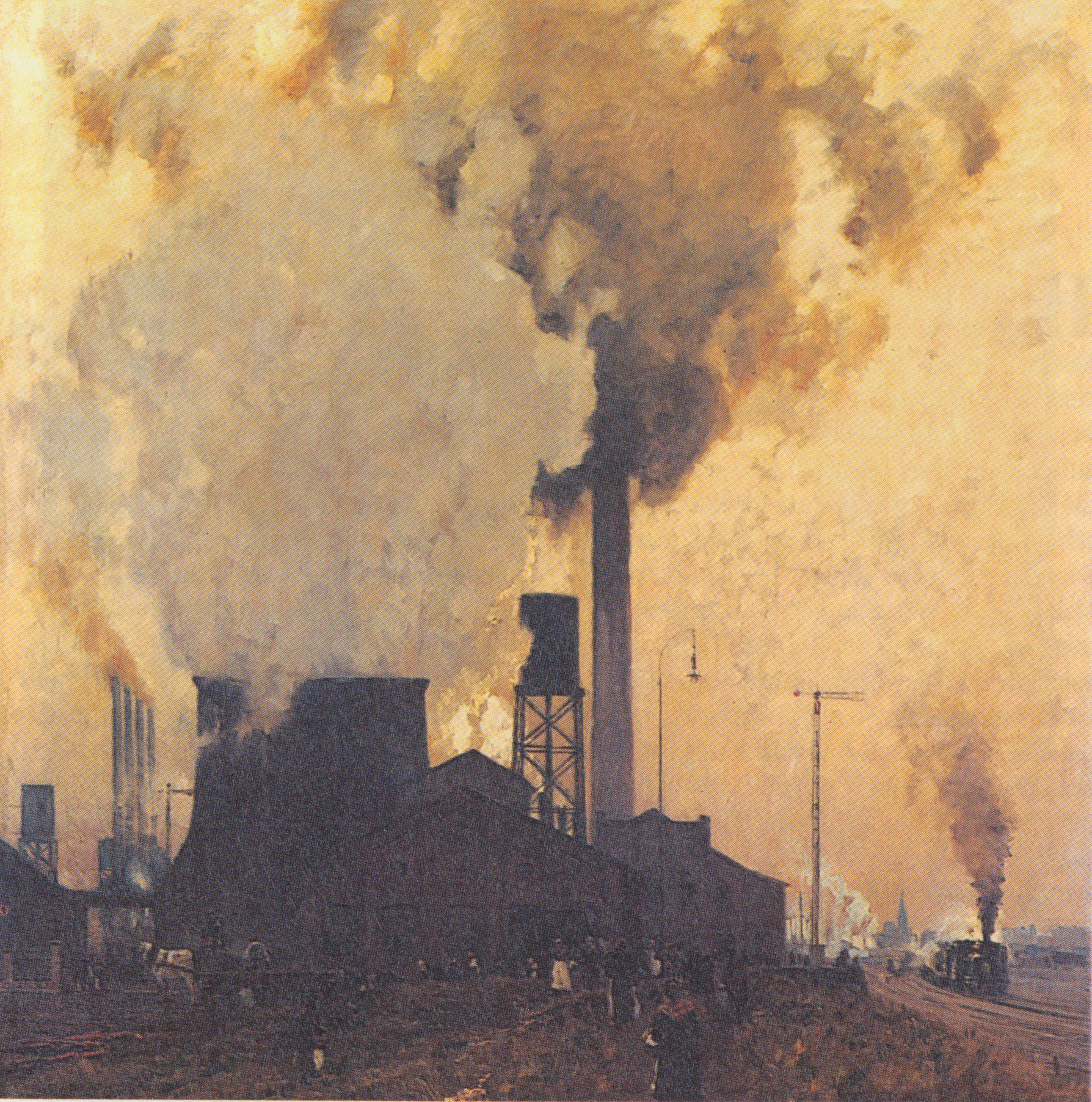
Eisen- und Stahlwerk Hoesch in Dortmund von Eugen Bracht, 1907
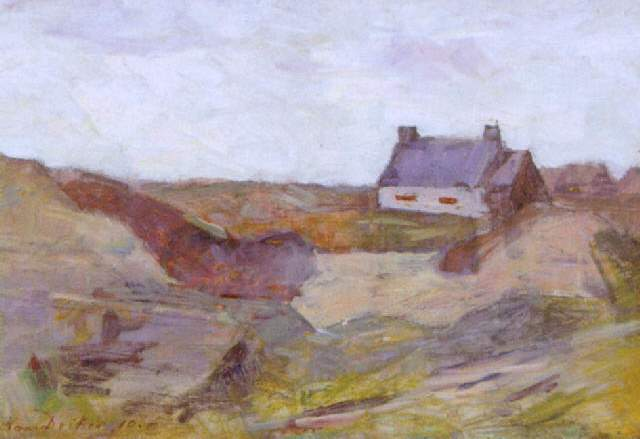
Landschaft in der Bretagne von Hans Deiker, 1910
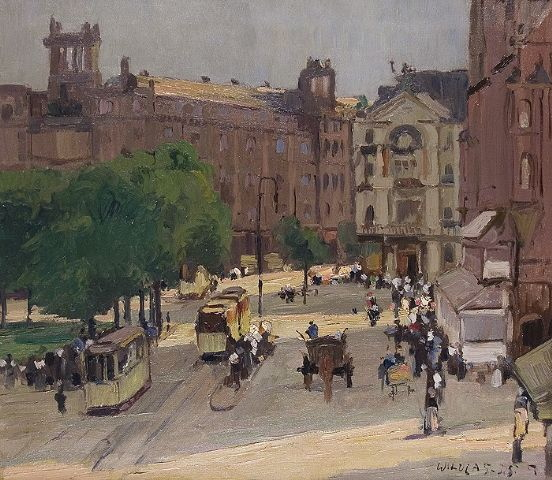
Am Wilhelmsplatz in Düsseldorf von Willy Lucas, 1917

## Künstler
Zwischen 1819 und 1918 gehörten zur Düsseldorfer Malerschule etwa 4000 Künstler. Als herausragende Künstler dieser Schule gelten, aufgelistet nach Genres:

### Historienmalerei, religiöse, mythologische und allegorische Malerei
- Eduard Bendemann (1811–1889)
- Arnold Böcklin (1827–1901)
- Peter von Cornelius (1783–1867)
- Anselm Feuerbach (1829–1880)
- Eduard von Gebhardt (1838–1925)
- Theodor Hildebrandt (1804–1874)
- Carl Wilhelm Hübner (1814–1879)
- Peter Janssen d. Ä. (1844–1908)
- Emanuel Leutze (1816–1868)
- Alfred Rethel (1816–1859)
- Wilhelm von Schadow (1788–1862)
- Willy Spatz (1861–1931)
- Friedrich Stummel (1850–1919)
- Hermann Wislicenus (1825–1899)

### Porträtmalerei
- Eduard Bendemann (1811–1889)
- Theodor Hildebrandt (1804–1874)
- Julius Hübner (1806–1882)
- Heinrich Christoph Kolbe (1771–1836)
- Karl Ferdinand Sohn (1805–1867)
- Karl Rudolf Sohn (1845–1908)
- Wilhelm Sohn (1829–1899)

### Genremalerei
- George Caleb Bingham (1811–1879)
- Christian Ludwig Bokelmann (1844–1894)
- Christian Eduard Boettcher (1818–1889)
- Johann Peter Hasenclever (1810–1853)
- Rudolf Jordan (1810–1887)
- Ludwig Knaus (1829–1910)
- Adolph Schroedter (1805–1875)
- Adolph Tidemand (1814–1876)
- Benjamin Vautier (1829–1898)

### Stilllebenmalerei
- Jakob Lehnen (1803–1847)
- Emilie Preyer (1849–1930)
- Johann Wilhelm Preyer (1803–1889)

### Landschaftsmalerei
- Andreas Achenbach (1815–1910)
- Oswald Achenbach (1827–1905)
- Albert Bierstadt (1830–1902)
- Max Clarenbach (1880–1952)
- Eugen Dücker (1841–1916)
- Hans Fredrik Gude (1825–1903)
- Carl Friedrich Lessing (1808–1880)
- Johann Wilhelm Schirmer (1807–1863)

### Architektur- und Vedutenmalerei
- Theodor Groll (1857–1913)
- Adolf Seel (1829–1907)
- Franz Stegmann (1831–1892)
- Rudolf Wiegmann (1804–1865)

### Militär- und Schlachtenmalerei
- August Beck (1823–1872)
- Georg Bleibtreu (1828–1892)
- Wilhelm Camphausen (1818–1885)
- Emil Hünten (1827–1902)
- Theodor Rocholl (1854–1933)
- Christian Sell (1831–1883)

### Tier- und Jagdmaler
- Carl Friedrich Deiker (1836–1892)
- Johannes Deiker (1822–1895)
- Christian Kröner (1838–1911)
- Emil Volkers (1831–1905)

## Sammlungen
Historische und Kunstmuseen sowie Privatsammlungen, die über bedeutende Werke der Düsseldorfer Malerschule verfügen, sind:
- Dr. Axe-Stiftung, Bonn, Kronenburg/Eifel
- Deutsches Historisches Museum, Berlin
- Museum Kunstpalast, Düsseldorf
- Städel Museum, Frankfurt am Main
- Stadtmuseum Landeshauptstadt Düsseldorf
- Stiftung Preußischer Kulturbesitz, Staatliche Museen zu Berlin (insbesondere Alte Nationalgalerie)
- Stiftung Sammlung Volmer, Wuppertal
- Wallraf-Richartz-Museum & Fondation Corboud, Köln

## Ausstellungen
- 1976: The Hudson and the Rhine. Die amerikanische Malerkolonie in Düsseldorf im 19. Jahrhundert, Kunstmuseum Düsseldorf
- 1976: The Hudson and the Rhine. Die amerikanische Malerkolonie in Düsseldorf im 19. Jahrhundert, Kunsthalle Bielefeld
- 1979: Die Düsseldorfer Malerschule, Kunstmuseum Düsseldorf
- 1979: Die Düsseldorfer Malerschule, Mathildenhöhe, Darmstadt
- 2011: Weltklasse. Die Düsseldorfer Malerschule und ihre internationale Ausstrahlung 1819–1918, Museum Kunstpalast, Düsseldorf
- 2011: Düsseldorfer Malerschule, Galerie Paffrath, Düsseldorf
- 2014: Die Düsseldorfer Malerschule am Rhein, Siebengebirgsmuseum, Königswinter
- 2015: Die Düsseldorfer Malerschule und das Baltikum, Eesti Kunstimuuseum, Tallinn, Estland
- 2015: Naumburg und die Düsseldorfer Malerschule, Schwurgericht Naumburg, Naumburg (Saale)[69]
- 2015: Carl Gehrts und die Düsseldorfer Malerschule, Dr. Axe-Stiftung, Kronenburg in Dahlem (Nordeifel)[70][71]
- 2015/2016: Tiefernst und stumm ist hier die Welt... Die Preußische Rheinprovinz im Blick der Düsseldorfer Malerschule, Museum Zitadelle, Jülich[72]
- 2016/2017: Die Eifel im Bild – Düsseldorfer Malerschule. Kunstkabinett der Dr.-Axe-Stiftung, Dahlem-Kronenburg